# Femmes et salons littéraires en France
Pour les articles homonymes, voir Femme (homonymie).

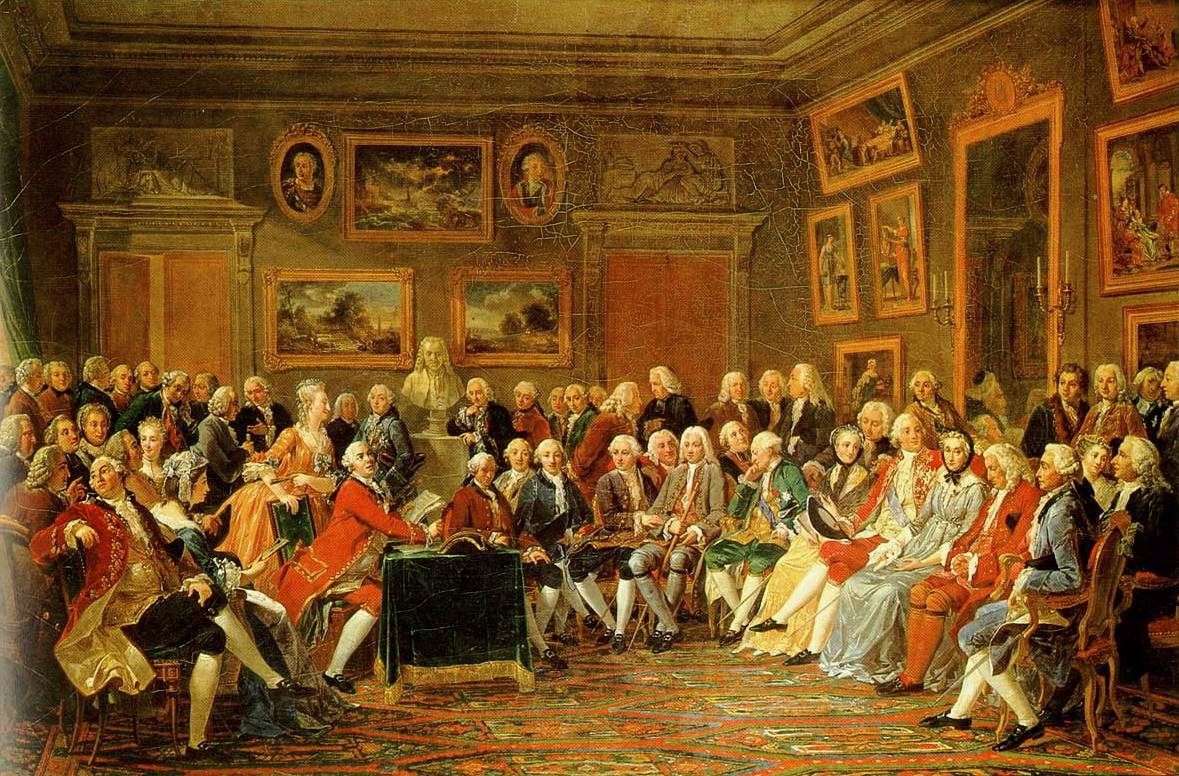
Lecture de la tragédie de L'Orphelin de la Chine de Voltaire dans le salon de Madame Geoffrin par Gabriel Lemonnier (1812).

En France, les salons littéraires sont une forme de société qui réunit mondains et amateurs de beaux-arts et de bel esprit pour le plaisir de la conversation, des lectures publiques, des concerts et de la bonne chère. Si l’historiographie française a retenu les salons tenus par les grandes dames de la capitale appelées au XIXe siècle salonnières qui ont su asseoir leur réputation dans le monde, les chroniques du temps montrent que ces espaces de rencontre et de divertissement sont également tenus par des hommes (le baron d’Holbach, La Pouplinière) ou par des couples (Anne-Catherine de Ligniville Helvétius et Claude-Adrien Helvétius) auprès de qui les auteurs trouvent une place de choix. Les dames des Roches tiennent salon à Poitiers dès le XVIe siècle, mais l’on tient aussi cercle à la cour de Catherine de Médicis ou chez les derniers Valois. Au XVIIIe siècle, la protection et le soutien des grands contribuent au financement des divertissements et à l’échange des idées du siècle philosophique. L’expression de salon littéraire est l'expression d'un mythe littéraire né aux XIXe et XXe siècles. Antérieurement, diverses appellations en tiennent lieu : maison, cercle, société, académie, salon, bureau d'esprit, selon l'accent placé par le chroniqueur, l'historien ou le journaliste sur un aspect ou un autre de la rencontre où s'entremêlent gens du monde, beaux esprits et gens de mérite, car le vocabulaire du temps n'est pas fixé de manière stricte au XVIIIe siècle. Il s'agit d'une forme spécifiquement française de convivialité, imitée à divers degrés en Angleterre chez les Bas-bleus (Blue-stocking clubs) ou en Allemagne dans les salons de Berlin (Henriette et Marcus Herz), ce qui n'exclut pas que des formes locales d'assemblée s'épanouissent sous d'autres noms (assembly, society, club, Gesellschaft).

## Cercles, bureaux d’esprit, sociétés, clubs sous l’Ancien Régime
Derrière l’apparence légère de ces aristocrates, modernes et intellectuelles qui bousculent les conventions sociales de leur époque apparaissent des intellectuelles qui ouvrent aux plus grands esprits de leur temps leurs salons où se mêlent personnalités politiques, lettrés et scientifiques des deux sexes et de toutes conditions. Instruites et, la plupart du temps, écrivaines elles-mêmes, elles entretiennent une abondante correspondance avec tout ce que l’Europe d’alors pouvait compter d’esprits ouverts : la seule correspondance de Marie du Deffand compte, par exemple, 1 400 lettres. La plus célèbre de ces correspondances est celle de Madame de Sévigné. Ces réunions assez nombreuses d’esprits d’élite ou de personnes tenant à la « société polie », qui existèrent jusqu’au début du XIXe siècle, constituèrent autant de centres, de foyers littéraires dont la connaissance est indispensable pour saisir dans ses détails et ses nuances l’histoire de la littérature. Comme ces salons littéraires furent presque toujours présidés par des femmes, l’histoire des premiers ne peut s’envisager indépendamment des secondes. C’est dans le salon de ces femmes distinguées par l’esprit, le goût et le tact que s’est développée l’habitude de la conversation et qu’est né l’art de la causerie caractéristique de la société française. Ces salons où l’on s’entretenait des belles choses en général, et surtout des choses de l’esprit exercèrent une influence considérable sur les mœurs et la littérature.
Parmi les premiers salons littéraires sont souvent cités celui des dames Des Roches, Madeleine et Catherine sa fille, à Poitiers, ou encore celui de Madame de l'Aubespine près du Louvre et au château de Conflans.
Un des premiers salons littéraires parisiens fut aussi celui de l’hôtel de Rambouillet, dont la formation remonte à 1608 et dura jusqu’à la mort de son hôtesse, Catherine de Rambouillet, dite « Arthénice », en 1665,,. D’autres réunions moins célèbres, mais néanmoins dignes d’être citées, existèrent au XVIIe siècle, sans compter les divers lieux, où Précieux et Précieuses s’efforcèrent d’imiter l’hôtel de Rambouillet. « Né d'une transformation des mœurs, qui a suivi les guerres de Religion, ce mouvement a contribué, jusque dans ses exagérations, à créer l'ambiance grâce à laquelle la langue se fixera, l'analyse des sentiments s'aiguisera, l'influence littéraire de la bourgeoisie et surtout celle des femmes s'affirmeront », affirme Étienne Dennery.
Sous Louis XIII, on trouve le salon de Marie Bruneau des Loges, que ses admirateurs appelaient la dixième muse, et dont Conrart a dit : « Elle a été honorée, visitée et régalée de toutes les personnes les plus considérables, sans en excepter les plus grands princes et les princesses les plus illustres... Toutes les muses semblaient résider sous sa protection ou lui rendre hommage, et sa maison était une académie d’ordinaire. » Balzac et Malherbe fréquentèrent surtout cette maison et, parmi les grands personnages qui témoignèrent leur estime à Marie Bruneau des Loges, on remarqua le roi de Suède, le duc d’Orléans et le duc de Weimar. Malherbe fréquente aussi le salon de Charlotte des Ursins, rue des Vieux-Augustins à Paris.

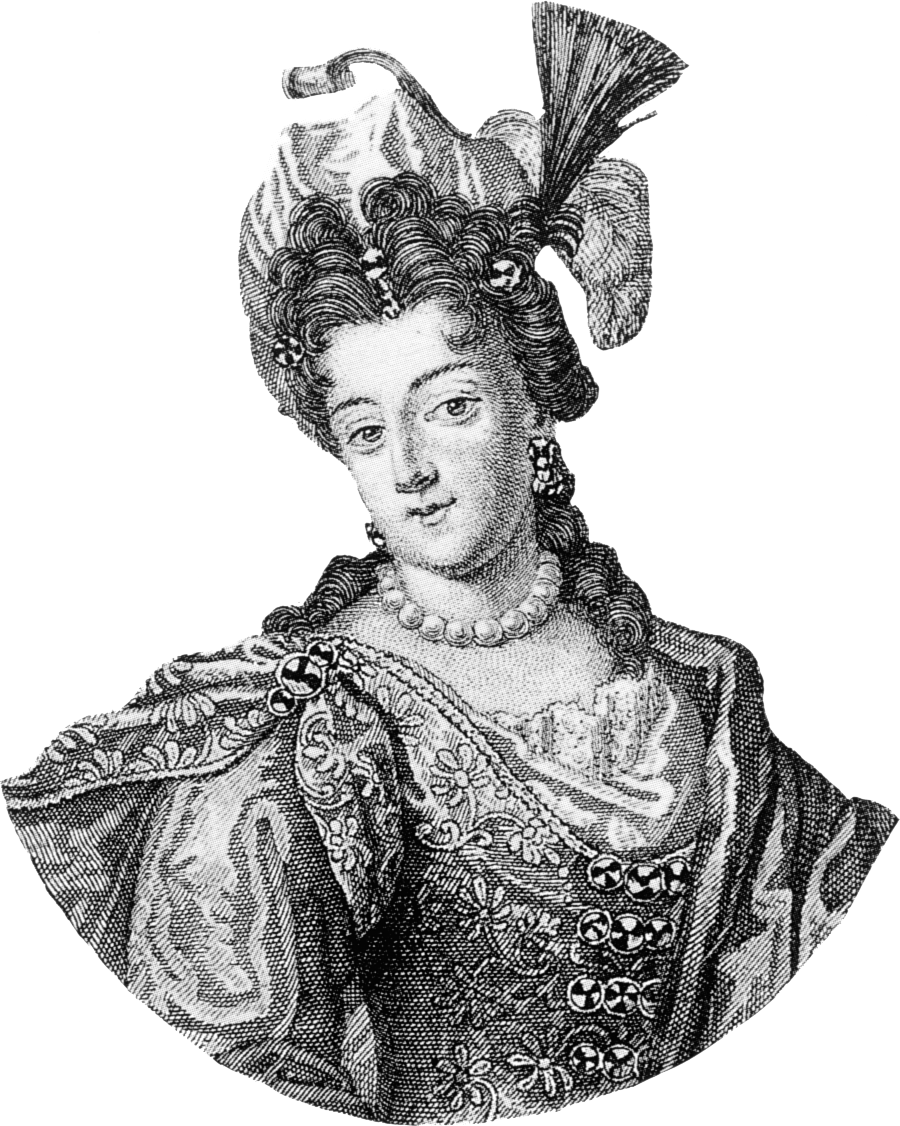
Madeleine de Scudéry, salonnière du XVIIe siècle.

Vers le milieu du XVIIe siècle, c’est le salon de Madeleine de Scudéry qui prit de l’importance. Les troubles des deux Frondes ayant dispersé en grande partie les habitués de l’hôtel de Rambouillet, cette écrivaine le reforma dans sa maison de la rue de Beauce, dans le Marais. Là vinrent Chapelain, Conrart, Pellisson, Ménage, Sarrasin, Isarn, Godeau, le duc de Montausier, la comtesse de La Suze, la marquise de Sablé, la marquise de Sévigné, madame de Cornuel, etc. Dans les réunions, qui avaient lieu le samedi, on tenait des conversations galantes et raffinées. On y lisait de petites pièces de vers ; on y discutait les mérites et les défauts des ouvrages parus récemment ; on y commentait longuement, et souvent avec une pointe de bel esprit, les choses de moindre valeur et de moindre importance. Durant ces conversations, les dames travaillaient aux ajustements de deux poupées qu’on nommait la grande et la petite Pandore, et qui étaient destinées à servir de modèles à la mode. Chacun des habitués eut un surnom, presque toujours tiré des romans : Conrart s’appelait « Théodamas » ; Pellisson, « Acanthe » ; Sarrasin, « Polyandre » ; Godeau, « le Mage de Sidon » ; Arragonais, « la princesse Philoxène », Madeleine de Scudéry, « Sapho ». Le plus fameux des samedis fut le 20 décembre 1653, qu’on appela la « journée des madrigaux » : Conrart avait offert, ce jour-là, un cachet en cristal avec un madrigal d’envoi à la maîtresse de la maison qui répondit par un autre madrigal, et les personnes présentes, se piquant d’émulation, improvisèrent à leur tour toute une série de madrigaux. C’est à une autre réunion du samedi que fut élaborée la carte de Tendre, transportée ensuite par Madeleine de Scudéry dans le roman de Clélie.
Une autre réunion se tenait chez la marquise de Sablé, quand elle se fut retirée au haut du faubourg Saint-Jacques pour habiter un appartement dépendant du monastère de Port-Royal. « Dans cette demi-retraite, dit Sainte-Beuve, qui avait un jour sur le couvent et une porte encore entrouverte sur le monde, cette ancienne amie de La Rochefoucauld, toujours active de pensée, et s’intéressant à tout, continua de réunir autour d’elle, jusqu’à l’année 1678, où elle mourut, les noms les plus distingués et les plus divers : d’anciens amis restés fidèles, qui venaient de bien loin, de la ville ou de la cour, pour la visiter ; des demi-solitaires, gens du monde comme elle, dont l’esprit n’avait fait que s’embellir et s’aiguiser dans la retraite ; des solitaires de profession, qu’elle arrachait par moments, à force d’obsession gracieuse, à leur vœu de silence. »
La comtesse de Verrue, ancienne favorite du duc Victor-Amédée II de Savoie, amie des lettres, des sciences et des arts, accueillit également chez elle, à l’hôtel d’Hauterive, une société choisie d’écrivains et de philosophes, notamment Voltaire, l’abbé Terrasson, Rothelin, le garde des sceaux Chauvelin, Jean-François Melon, Jean-Baptiste de Montullé, le marquis de Lassay et son fils Léon de Madaillan de Lesparre, comte de Lassay et bien d’autres qui vinrent se fixer près de chez elle.
Ninon de Lenclos tint également, dans sa vieillesse, un salon lorsque des femmes du monde et de la cour, comme Marguerite Hessein de La Sablière, Marie-Anne Mancini, Marie-Angélique de Coulanges, Anne-Marie Bigot de Cornuel, etc. vinrent se joindre au cercle de ses admirateurs. Françoise de Maintenon, à l’époque où elle était la femme de Scarron tint également un salon qui acquit une grande notoriété. Dans les salons des hôtels d’Albret et de Richelieu enfin, où se donnaient rendez-vous toutes les personnes de distinction, brillaient Madame de Sévigné, Madame de La Fayette et Marie-Angélique de Coulanges.

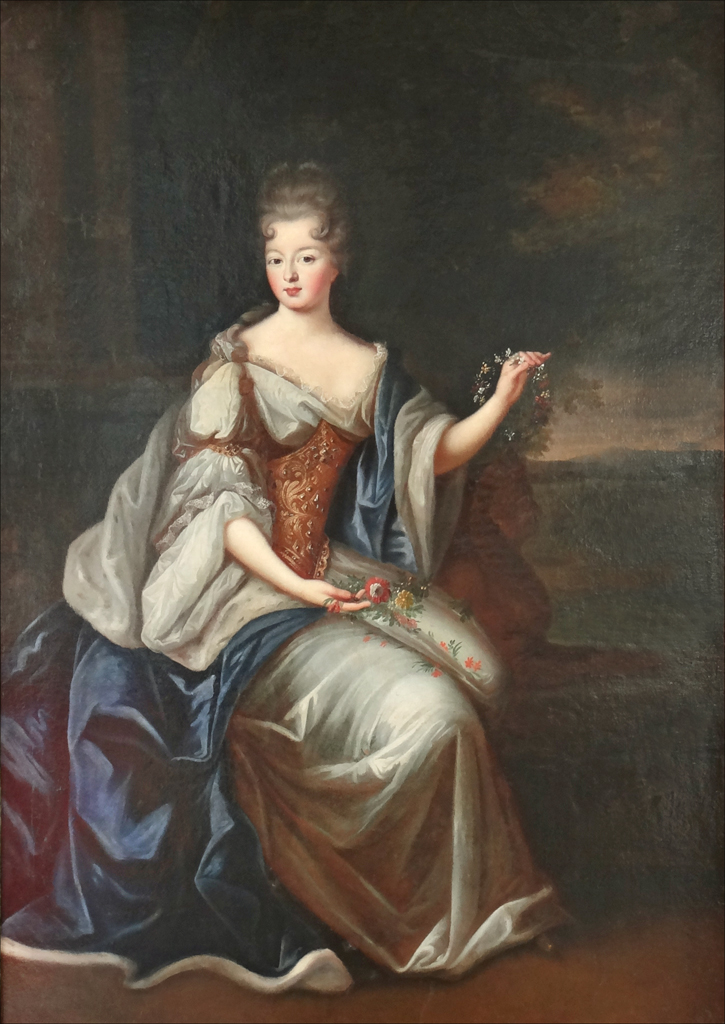
La duchesse du Maine, salonnière du début du XVIIIe siècle.

Dès le commencement du XVIIIe siècle, on trouve le salon de la duchesse du Maine ouvert dans son château de Sceaux où elle accueillait les écrivains et les artistes mais donnait également des fêtes de nuits costumées. Elle en fit, suivant la remarque d’un écrivain, le temple des galanteries délicates et des gracieuses frivolités ; c’était un piquant contraste avec ce château de Versailles où s’éteignaient les années moroses de Louis XIV à son déclin. Malézieu et l’abbé Genest présidaient aux divertissements littéraires que la duchesse offrait à ses habitués dont les plus fidèles composaient « l’ordre de la Mouche à miel », que des courtisans spirituels avaient imaginé en son honneur. Parmi les gens d’esprit que l’on voyait aux fêtes de Sceaux, se distinguaient, au premier rang, Fontenelle, La Motte Houdar et Chaulieu. La femme de chambre de la duchesse, Marguerite de Launay, future baronne de Staal, se fit bientôt remarquer et joua son rôle dans celle aimable société dans laquelle on pouvait également côtoyer Voltaire, Émilie du Châtelet, Marie du Deffand, Montesquieu, D’Alembert, le président Hénault, le futur cardinal de Bernis, Henri François d'Aguesseau, le poète Jean-Baptiste Rousseau, le dramaturge Antoine Houdar de La Motte, Sainte-Aulaire, l’abbé Mably, le cardinal de Polignac, Charles-Auguste de La Fare, l’helléniste André Dacier, l’abbé de Vertot, le comte de Caylus, etc.
Dans le même temps, le salon de la marquise de Lambert Anne-Thérèse de Marguenat de Courcelles, plus grave et fréquenté en partie par les mêmes écrivains, s’ouvrit en 1710 et ne se ferma qu’en 1733. La plupart de ses hôtes se réunirent alors dans le fameux salon de Mme de Tencin, qui brilla jusqu’à la mort de cette dernière en 1749. La marquise de Lambert recevait chaque mardi. « C’était, dit Fontenelle, la seule maison qui fût préservée de la maladie épidémique du jeu, la seule où l’on se trouvait pour se parler raisonnablement les uns les autres, avec esprit et selon l’occasion. » On y voyait surtout, avec Fontenelle et Houdar de La Motte, l’abbé Mongault, le géomètre Dortous de Mairan, l’abbé de Bragelonne et le président Hénault. C’est aux mardis de la marquise de Lambert que furent discutées, avant d’être livrées au public, les questions relatives à la supériorité des modernes sur les anciens, à l’inutilité des vers pour la poésie, à l’absurdité des personnifications mythologiques, aux entraves que des règles sans autre valeur que leur antiquité apportaient au libre jeu de l’intelligence : questions dont les critiques de l’époque firent le sujet de tant de polémiques.
Le salon de l’hôtel de Sully, qui s’ouvrit également dans la première partie du XVIIIe siècle, n’est pas moins digne d’attention par la manière dont il fut tenu et par les personnages qui s’y réunirent. « L’esprit, la naissance, le bon goût, les talents, dit le rédacteur du Journal des débats Jean-François Barrière, s’y donnaient rendez-vous. Jamais, à ce qu’il paraîtrait, société ne fut ni mieux choisie, ni plus variée ; le savoir s’y montrait sans pédantisme, et la liberté qu’autorisaient les mœurs y paraissait tempérée par les bienséances. » Les habitués de cet hôtel furent Chaulieu, Fontenelle, Caumartin, le comte d’Argenson, le président Hénault, puis Voltaire, le chevalier Ramsay, la marquise Marie Gigault de Bellefonds, la marquise Anne-Agnès de Flamarens, la duchesse Amélie de Boufflers, etc.
Parmi les nombreux salons littéraires qui furent ouverts à Paris au milieu du XVIIIe siècle et qui eurent une aura en Europe, il faut citer celui de la marquise Marie du Deffand,, dont la rare et solide raison qu’elle apportait dans les causeries et discussions auxquelles elle présidait était encouragée par Voltaire en ces termes : « Ce qui est beau et lumineux est votre élément ; ne craignez pas de faire la disserteuse, ne rougissez point de joindre aux grâces de votre personne la force de votre esprit ». Cette société se rassemblait, à partir de 1749 chez la marquise du Deffand, rue Saint-Dominique, dans l’ancien couvent des Filles de Saint-Joseph. Elle fut diminuée par sa brouille avec sa nièce naturelle, Julie de Lespinasse, qui lui servait de dame de compagnie car celle-ci entraîna avec elle la plupart des écrivains, et surtout les encyclopédistes, D’Alembert en tête, lorsqu’elle ouvrit, en 1764, son propre salon rue de Bellechasse où Madame de Luxembourg lui avait fait meubler un appartement. Trente à quarante personnes se réunissaient le soir chez elle, seulement pour causer, car elle avait un revenu trop modique pour leur donner à souper. Elle dirigeait la conversation, de façon que chacun eût son tour et son rôle.
Le salon de Marie-Thérèse Geoffrin, qui reprit la plupart des hôtes de celui de Mme de Tencin, eut moins de portée littéraire mais su acquérir également une aura en Europe. Elle voulut éviter l’imprévu dans la causerie, en mettant toujours en présence les mêmes personnes, et divisa les habitués de son salon en trois catégories. Étaient admis le soir les personnes de la haute noblesse et les étrangers de distinction. Ils pouvaient rester au souper, qui était très simple, tandis que le dîner, qui était au contraire somptueux, était le moment qu’elle recevait ses autres invités. Le lundi, elle recevait les artistes, peintres, sculpteurs, architectes ; le mercredi, les gens de lettres et les savants parmi lesquels on distinguait surtout Diderot, D’Alembert, Dortous de Mairan, Marmontel, Raynal, Saint-Lambert, Thomas, d’Holbach, le comte de Caylus, etc.
À côté de ces trois salons du XVIIIe siècle, il y avait encore ceux de Louise d'Épinay, de Jeanne-Françoise Quinault et de Marie-Anne Doublet. On voyait, dans le salon de Louise d’Épinay qui était restreint à un petit cercle de hommes de lettres et de philosophes les plus éclairés, le baron Grimm, Diderot et d’Holbach. Les réunions de ce qu’on appelait la Société du bout du banc, qui se tenaient chez l’actrice distinguée de la Comédie-Française, fort répandue dans le monde littéraire, Jeanne-Françoise Quinault, dite Quinault Cadette, comprenaient un grand nombre d’habitués, parmi lesquels on distinguait des hommes de lettres comme D’Alembert, Diderot, Duclos, Rousseau, Destouches, Marivaux, Caylus, Voltaire, Piron, Voisenon, Grimm, Lagrange-Chancel, Collé, Moncrif, Grimod de La Reynière, Crébillon fils, Saint-Lambert, Fagan de Lugny, l’abbé de La Marre, le chevalier Destouches et des hommes de pouvoir comme Maurepas, Honoré-Armand de Villars, le duc de Lauragais, le duc d’Orléans, le Grand Prieur d’Orléans, le marquis de Livry, Antoine de Ferriol de Pont-de-Veyle, etc. La conversation avait lieu surtout à table, au souper. Au milieu de la table était une écritoire dont chacun des convives se servait tour à tour pour écrire un impromptu. De là sortirent les recueils publiés sous les titres de Recueil de ces Messieurs et d’Étrennes de la Saint-Jean. Ces productions légères n’étaient que la moindre partie de ce qui occupait la Société du bout du banc. La philosophie tenait une large place dans ses repas où l’on émettait les idées les plus hardies sur les questions religieuses ou politiques jusqu’à ce que, la société devenue si nombreuse, les dîners durent se tenir dehors. Les philosophes en chassèrent les poètes, la gaieté s’évanouit, et la société fut dissoute.
Situé dans un appartement extérieur du couvent des Filles-Saint-Thomas, dont l’hôtesse, Marie-Anne Doublet, ne franchit pas une fois le seuil en l’espace de quarante ans ressemblait, par la situation qu’il occupait, à ceux de la marquise de Sablé et de la marquise du Deffand. C’est de la réunion de ce « bureau d’esprit », qui avait reçu le nom de « Paroisse », qui se tenait chez elle, que sortirent les célèbres nouvelles à la main et une grande partie des Mémoires secrets de Bachaumont. Il ne faut pas non plus oublier le salon de la marquise de Turpin, où se trouvaient Favart, Voisenon et Boufflers, et où l’on fonda l’« ordre de la Table ronde », qui produisit le petit recueil intitulé la Journée de l’amour.
Enfin, à la veille de la Révolution, on trouve encore le salon de Suzanne Curchod, épouse de Jacques Necker, où sa fille Germaine de Staël, alors enfant prodige, s’entretenait avec Grimm, Thomas, Raynal, Gibbon, Marmontel : et le salon de Anne-Catherine de Ligniville Helvétius, si connu sous le nom de « Société d’Auteuil », et qui rassemblait Condillac, d’Holbach, Turgot, Chamfort, Cabanis, Morellet, Destutt de Tracy, etc.

## Cercles et «salons» de la Révolution à la Restauration

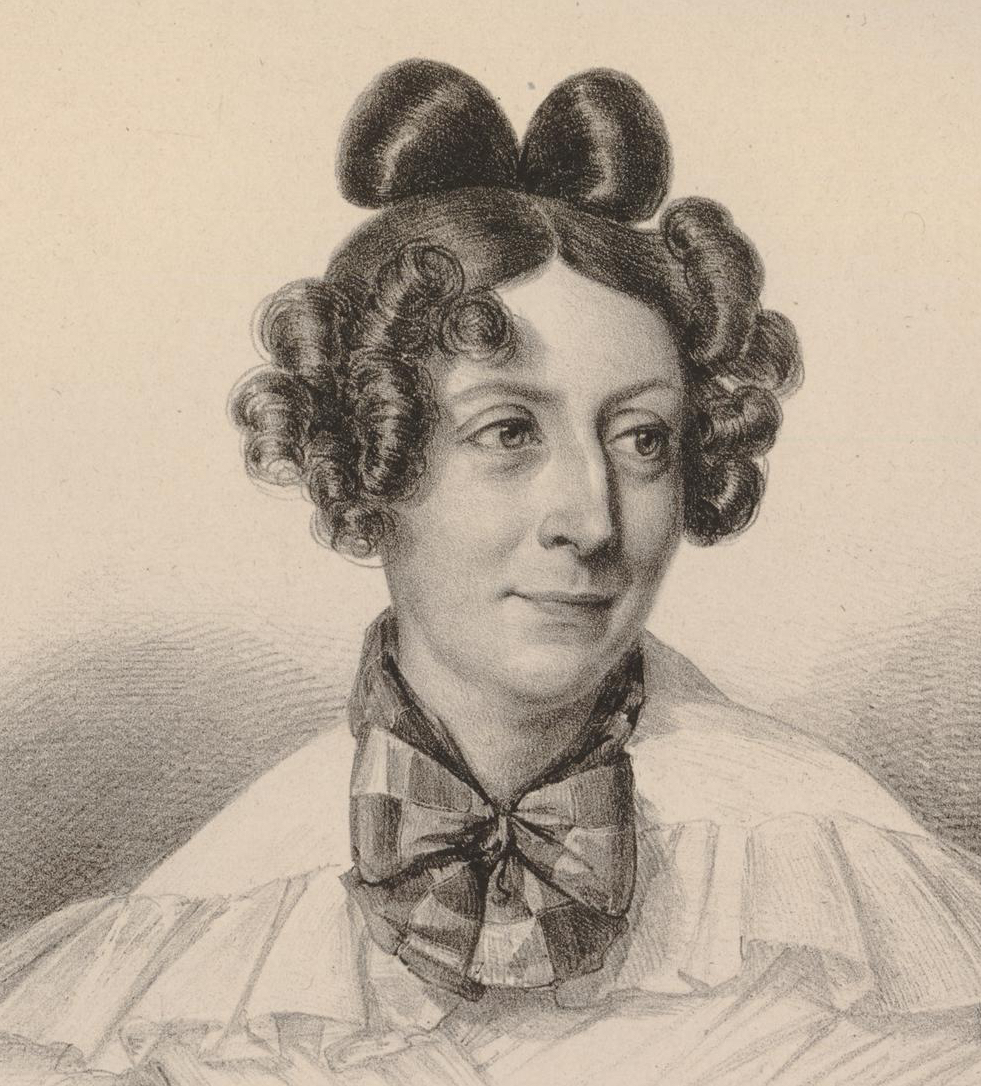
Laure Junot d’Abrantès, sous la plume de qui le terme de salon apparaît au début du XIXe siècle.

Contrairement à ce qu’a rapporté une certaine historiographie, jamais les cercles abusivement nommés salons — le mot n’apparaît qu’au XIXe siècle, entre autres sous la plume de la duchesse Laure Junot d’Abrantès —, et la sociabilité n’ont eu autant d’importance en France et en Europe qu’à la toute fin du XVIIIe siècle et dans les premières années du XIXe siècle. Il existe encore à cette époque plusieurs expressions pour désigner ce qu’on appellera plus tard « salons littéraires ». On parlait couramment en effet sous Louis XVI de « bureaux d’esprit » pour désigner une réunion à intervalles réguliers chez une dame du monde, et ses habitués forment sa « société ».
La sociabilité des temps pré-révolutionnaires et révolutionnaire s’articule autour de ces lieux d’influence dont la caractéristique commune, contrairement aux clubs et académies de jeu qui apparaissent avec les loges maçonniques, est de cantonner exclusivement dans la sphère privée. Selon les époques et surtout selon l’actualité, ces réunions qui ne sont pas accessibles au tout-venant et prennent une tonalité moins « littéraire » — si tant est que le salon « littéraire » stricto sensu ait jamais existé — que politique, plus ou moins — même si la littérature, le théâtre, le jeu, la peinture et la musique y occupèrent alors une place importante. Selon les cas, on est plus ou moins en faveur des philosophes, d’une nomination, d’une décision ministérielle, d’une pièce de théâtre à sous-entendus, d’un acteur ou d’une actrice à succès.
Calonne, Necker, Loménie de Brienne, Mademoiselle Clairon pour ne citer qu’eux, ont bien souvent, sous Louis XVI, été au centre de ces discussions de « salon ». Sénac de Meilhan ou l’abbé Morellet sont les contemporains qui ont peut-être le mieux envisagé cette dimension généralement escamotée. Chez Mme Grimod de La Reynière ou chez la marquise de Cassini, on colporte les nouvelles mais surtout, on intrigue pour faire ou défaire un homme en place, diminuer une influence, ruiner une réputation. Plus on se rapproche de la Révolution, plus les « salons » se radicalisent et se distinguent les uns des autres.

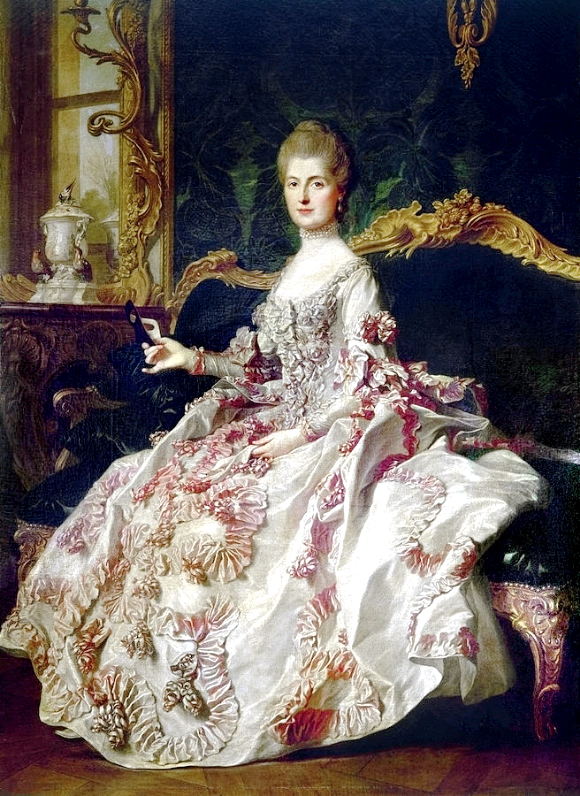
Anne-Catherine de Ligniville Helvétius, salonnière de la fin du XVIIIe siècle.

Dix ans avant la Révolution, le « bel esprit » a plus généralement laissé place aux joutes et affrontements politiques auxquels prennent part les auteurs (Chamfort, Rivarol, La Harpe, Beaumarchais, etc.). Entre 1784, date de l’ouverture des arcades du Palais-Royal puis, sous les trois premières législatures de la Révolution, les cercles ou « salons » font, en quelque sorte, écho aux clubs et académies, dont ils sont le prolongement, et ils sont aussi bien des lieux d’influence politique où s’élaborent divers projets dont certains trouveront une traduction législative.
Parmi ces lieux dont l’importance politique ne peut échapper, on distingue, selon ce qu’on met derrière les mots, les cercles « révolutionnaires » et « contre-révolutionnaires ». Les hôtes — la plupart sont auteurs —, reçus dans le salon d’Anne-Catherine de Ligniville Helvétius, à Auteuil,, ou de Fanny de Beauharnais, rue de Tournon, sont regardés comme « révolutionnaires », par opposition aux réunions organisées chez la duchesse de Polignac, la comtesse de Brionne ou la duchesse de Villeroy dont les habitués, politisés eux aussi, cherchent à saboter la réunion des États généraux. De « révolutionnaire » en 1789, le cercle de Mmes Charles-Malo de Lameth sera au fil des événements, bientôt perçu comme « contre-révolutionnaire » et si Robespierre y paraît régulièrement de 1789 à mai 1790, il s’abstient, après la scission des Jacobins et la création du club des feuillants.
Les écrivains hantent tous ces « salons » si importants pour l’histoire des idées, et toutes les sensibilités sont représentées. La littérature et le théâtre, libérés de l’envahissante censure d’Ancien Régime, sont sujets à discussions interminables. Sous l’Assemblée nationale législative, les salons à la mode sont ceux de Mmes Pastoret, place de la Révolution puis à Auteuil, dont Morellet parle longuement dans ses lettres, de Sophie de Condorcet, rue de Bourbon, de Germaine de Staël, alors maîtresse du ministre Narbonne, rue du Bac, de Manon Roland dite « l’égérie des Girondins », rue de La Harpe, de Julie Talma rue Chantereine. Au contraire, dans le salon de Mme de Montmorin, épouse du ministre des Affaires étrangères, où vient Rivarol qui en est un des piliers ou les rédacteurs du journal royaliste Les Actes des Apôtres, on cherche à débaucher les écrivains pour la « bonne cause ». Également chez Mme d’Eprémesnil rue Bertin-Poirée, ou se regroupent, depuis 1789, les membres de l’opposition parlementaire. On y voit Malouet, Montlosier, etc.
Malgré le danger qui commence à poindre, certaines dames ont un salon résolument monarchique, ainsi celui de la duchesse de Gramont, sœur de Choiseul, chez qui s’élaborent une infinité de plans contre-révolutionnaires, comme le financement de divers projets d’évasion de la famille royale. La littérature et le théâtre, surtout parce que les auteurs sont beaucoup plus engagés depuis la levée de la censure (1789), restent toujours largement au centre des discussions – les pièces de théâtre d’Antoine-Vincent Arnault, de Marie-Joseph Chénier, de Colin d’Harleville, ou d’Olympe de Gouges créent ou accompagnent les mouvements d’opinion depuis le début de la Révolution – et, contrairement à ce qui est souvent raconté il n’y a pas véritablement rupture mais continuité dans la grande tradition salonnière du XVIIe au XIXe siècle.
Après qu’on eut rétabli les droits de l’homme en abrogeant la loi des suspects, de très nombreux « salons » voient ou revoient le jour. Les principaux se tiennent chez Julie Talma, chez Sophie de Condorcet ou chez Laure Regnaud de Saint-Jean d’Angély, rue Charlot, où se pressent Madame de Chastenay et von Humboldt qui en parlent dans leurs écrits. Ces femmes cultivées ont, il est vrai, le don d’attirer chez elles les auteurs, les artistes et les comédiens de talent. Ces rassemblements sont les hauts lieux de l’intelligence et de la culture. Certains salons « muscadins » demeurent des hauts lieux de complot, ainsi chez Mme de Saint-Brice, dans le quartier du Sentier, où se réunissent les conjurés de thermidor an II — notamment Tallien —, ou celui de la comtesse d’Esparbès, ancienne maîtresse de Louis XV, chez qui viennent Richer de Sérizy et beaucoup de ceux qui seront poursuivis au lendemain du 18 fructidor an V. Un certain nombre de femmes, depuis la Révolution, font ce qu’on appelle les « honneurs » de salons qui sont les résidences d’hommes avec lesquels elles ne sont pas mariées. Ce sont souvent des lieux hautement politiques comme le « 50 » des arcades du Palais-Royal où le financier Aucane a établi une maison de jeu en même temps que salon tenu par Jeanne-Louise-Françoise de Sainte-Amaranthe, le cercle de Madame de Linières derrière laquelle se profile François Chabot, ou encore les appartements de Paul Barras que Catherine de Nyvenheim, duchesse de Brancas, son amie, métamorphose un temps en salon politique. Les salons où l’on joue de la musique, où l’on sert des repas raffinés, où l’on cause politique, théâtre et littérature sont extrêmement nombreux sous la Révolution, et, outre ceux cités plus haut, on citera encore ceux de la baronne de Burman, l’amie de Beaumarchais, de la marquise de Chambonnas où se réunissaient les collaborateurs de Actes des Apôtres, d’Adélaïde Robineau de Beaunoir, fille naturelle du ministre Bertin et femme de lettres, qui créa rue Traversière un cercle de jeu faisant office de salon où venaient les conventionnels Merlin et Cambacérès, de Madame de Beaufort qui recevait les députés en vue Delaunay d’Angers, Julien de Toulouse, Osselin et autres membres du premier comité de sûreté générale de 1793, rue Saint-Georges, ou enfin celui de Louise-Félicité de Kéralio qui afficha les couleurs républicaines.

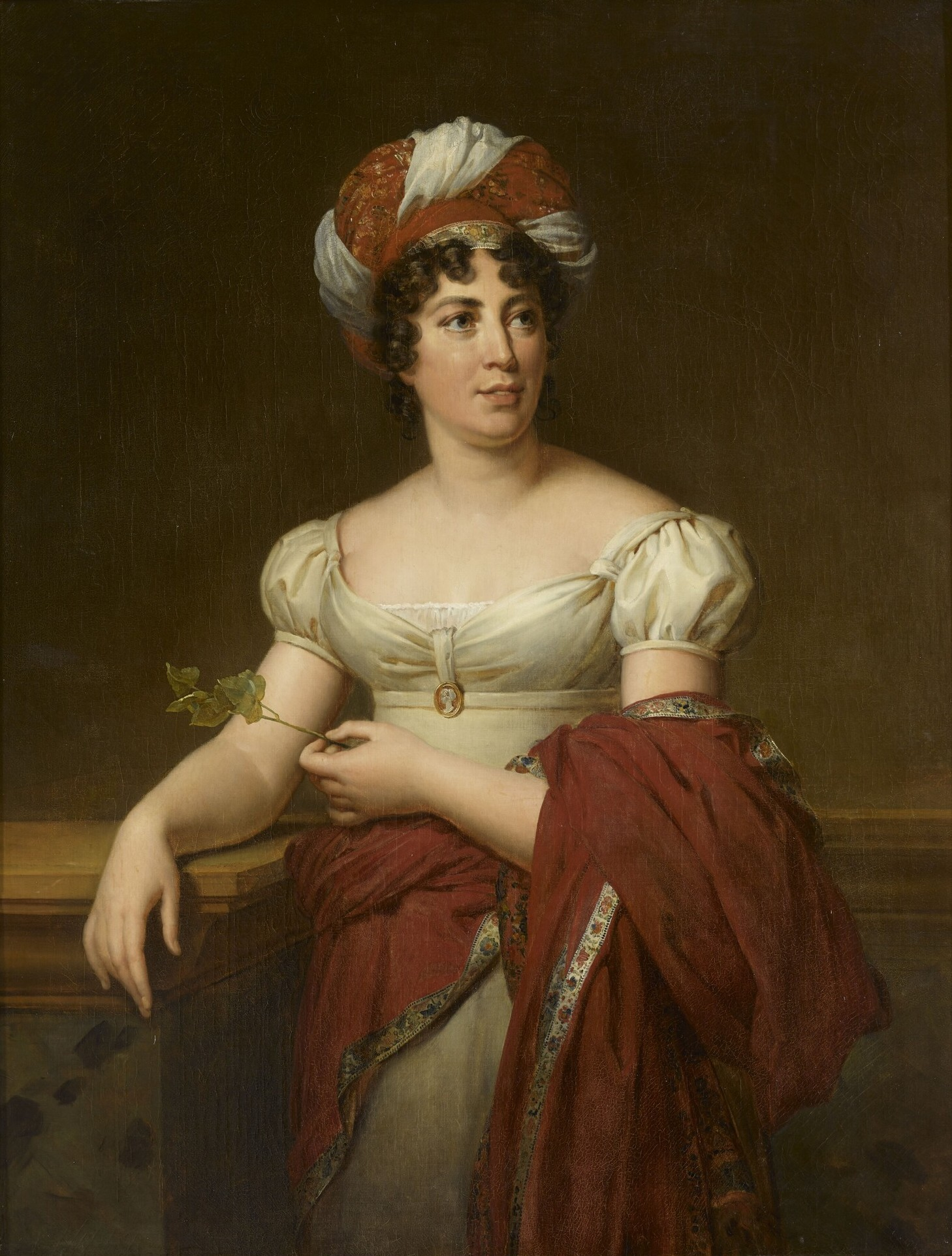
Germaine de Staël, salonnière du début du XIXe siècle.

À la fin du Directoire, Paris avait entièrement renoué avec les traditions de la conversation et de la causerie. L’un des plus célèbres des cercles littéraires et politiques fut celui de Germaine de Staël où, avec Benjamin Constant, vinrent fréquemment Lanjuinais, Boissy d’Anglas, Cabanis, Garat, Daunou, Destutt de Tracy, Chénier. Il y avait aussi les cercles philosophiques et littéraires d’Amélie Suard, de Sophie Lalive de Bellegarde dans lesquels dominaient les gens de lettres et les philosophes, continuateurs directs du XVIIIe siècle. Il y eut également les salons du monde, comme ceux d’Adélaïde Prévost, de la marquise de Pastoret, d’Adélaïde de Bastard-La Fitte, où se distinguait sa fille, Claire Élisabeth de Vergennes. Du point de vue littéraire, un salon des plus intéressants de cette époque fut celui que tint, rue Neuve-du-Luxembourg, Pauline de Beaumont, la fille du comte de Montmorin. Les habitués de ce salon étaient par exemple Chateaubriand, Joubert, Fontanes, Molé, Pasquier, Charles-Julien Lioult de Chênedollé, Philibert Guéneau de Mussy, Madame de Vintimille (1763-1831), née Louise Joséphine Angélique Lalive de Jully. Ce salon qui, dans un autre temps, aurait pu avoir de l’influence, ne subsista que de 1800 à 1803.
Dès l’annonce du Consulat à vie, les clivages politiques réapparurent avec force : salons royalistes contre salons bonapartistes. Après la rupture de la paix d'Amiens, Bonaparte fit arrêter puis déporter Mmes de Damas et de Champcenetz et d’autres dames du faubourg Saint-Germain dont les salons étaient des lieux d’activisme politique. Germaine de Staël et son amie Juliette Récamier eurent, elles aussi, à subir les conséquences de leur opposition frontale à « l’usurpateur ». Les épouses de ministres et d’autres dames dont les maris avaient solidarisé leurs intérêts avec le régime impérial, tendirent à renouer avec l’ancienne tradition, du moins jusqu’en 1814.
Les derniers des salons littéraires dignes de ce nom ont été ceux, sous la Restauration, de Juliette Récamier, et de Delphine de Girardin au salon régulièrement fréquenté, entre autres, par Théophile Gautier, Honoré de Balzac, Alfred de Musset, Victor Hugo, Laure Junot d’Abrantès, Marceline Desbordes-Valmore, Alphonse de Lamartine, Jules Janin, Jules Sandeau, Franz Liszt, Alexandre Dumas père, George Sand et Fortunée Hamelin.

## Les salons littéraires parisiens auXIXesiècle
Un des derniers grands salons littéraires de Paris a été celui de Virginie Ancelot à l’hôtel de La Rochefoucauld. Meilleure écrivaine que son mari, Jacques-François Ancelot, qui fut élu à l’Académie française en 1841, Virginie Ancelot sut accueillir dans son salon, de 1824 à sa mort en 1875 des personnalités littéraires, académiques et politiques : Pierre-Édouard Lémontey, Lacretelle, Alphonse Daudet, Baour-Lormian, Victor Hugo, Sophie Gay et sa fille Delphine de Girardin, le comte Henri Rochefort, Mélanie Waldor, la comédienne Rachel Félix, Jacques Babinet, Juliette Récamier, Anaïs Ségalas, François Guizot, Saint-Simon, Alfred de Musset, Stendhal, Chateaubriand, Alphonse de Lamartine, Alfred de Vigny, Prosper Mérimée, Delacroix, etc.
Marie d'Agoult, après sa séparation avec Franz Liszt, tint salon, y réunissant des politiques républicains, mais aussi des personnalités de la presse libérale ou républicaine. Léon Gambetta était reçu au salon de Juliette Adam. Diane de Beausacq tint salon également. Il se dit que Pierre Loti obtint son élection à l'académie française à la fréquentation assidue de son salon comme à celui de Juliette Adam.
Parlant, dans son discours de réception, de ces « femmes de l’Ancien Régime, reines des salons et, plus tôt, des « ruelles » qui inspiraient les écrivains, les régentaient parfois », Marguerite Yourcenar, première femme à être élue à l’Académie française trois siècles et demi après sa création, déclara : « Je suis tentée de m’effacer pour laisser passer leur ombre ».

## Les salons littéraires parisiens auXXesiècle
Au cours du XXe siècle, l’histoire des salons connaît des tournants décisifs ; alors qu’ils sont au début du siècle à leur apogée – devant des lieux de mondanités artistiques incontournables – ils connaissent finalement un déclin dû aux bouleversements modernes du milieu littéraire et artistique.
De plus en plus, ils sont des lieux de vie littéraire où les réputations se font et se détériorent. Chaque salonnière a ses protégés, des artistes qu’elle invite, porte, défend et porte sur le devant de la scène. Ce sont des lieux où sont organisées de nombreuses lectures, des représentations. Certains artistes sont lancés par des salons, comme Marcel Proust dans le salon de Madeleine Lemaire. D’autres deviennent des personnalités mondaines importantes : Proust, toujours, Cocteau, etc. Pendant la période d’entre-deux guerres, le succès des salons, bien qu’atteint par les événements, subsiste. Ce succès ne résiste pas à la fébrilité des années folles, même s'il draine encore dans les appartements de salonnières quelques artistes.
C’est dès la fin de la Seconde Guerre mondiale et durant les décennies suivantes que ces salons connaissent un déclin évident. Bouleversés par des modes de divertissement différents – l’apparition de la télévision notamment – ils se font plus rares, avant de disparaître. Quelques tentatives, de personnalités ou de maisons de luxe, pour les faire renaître n'ont suscité pour l'instant qu'un intérêt ponctuel et limité.

## Galerie: Salons français célèbres

### Salonnières duXVIesiècle

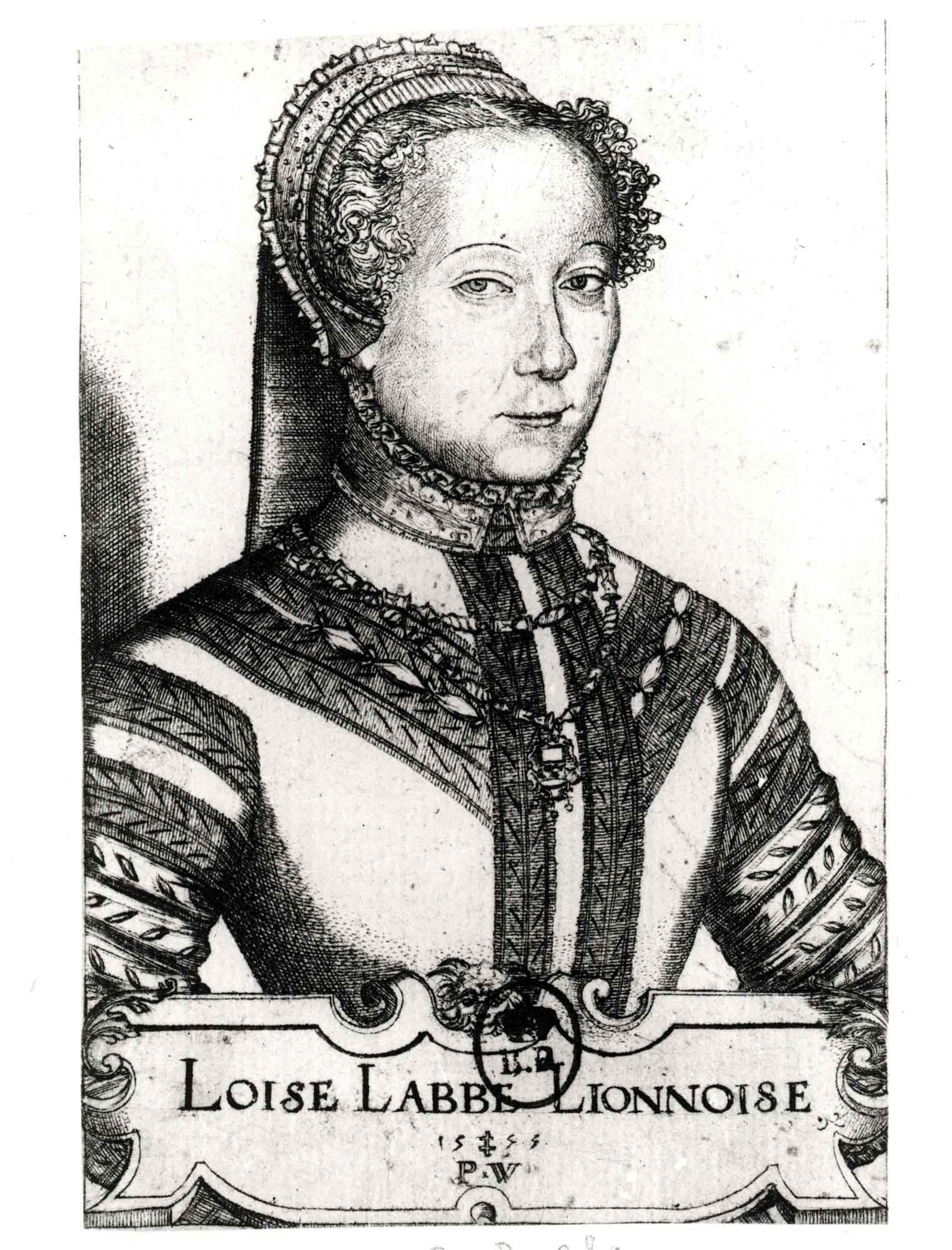
Louise Labé
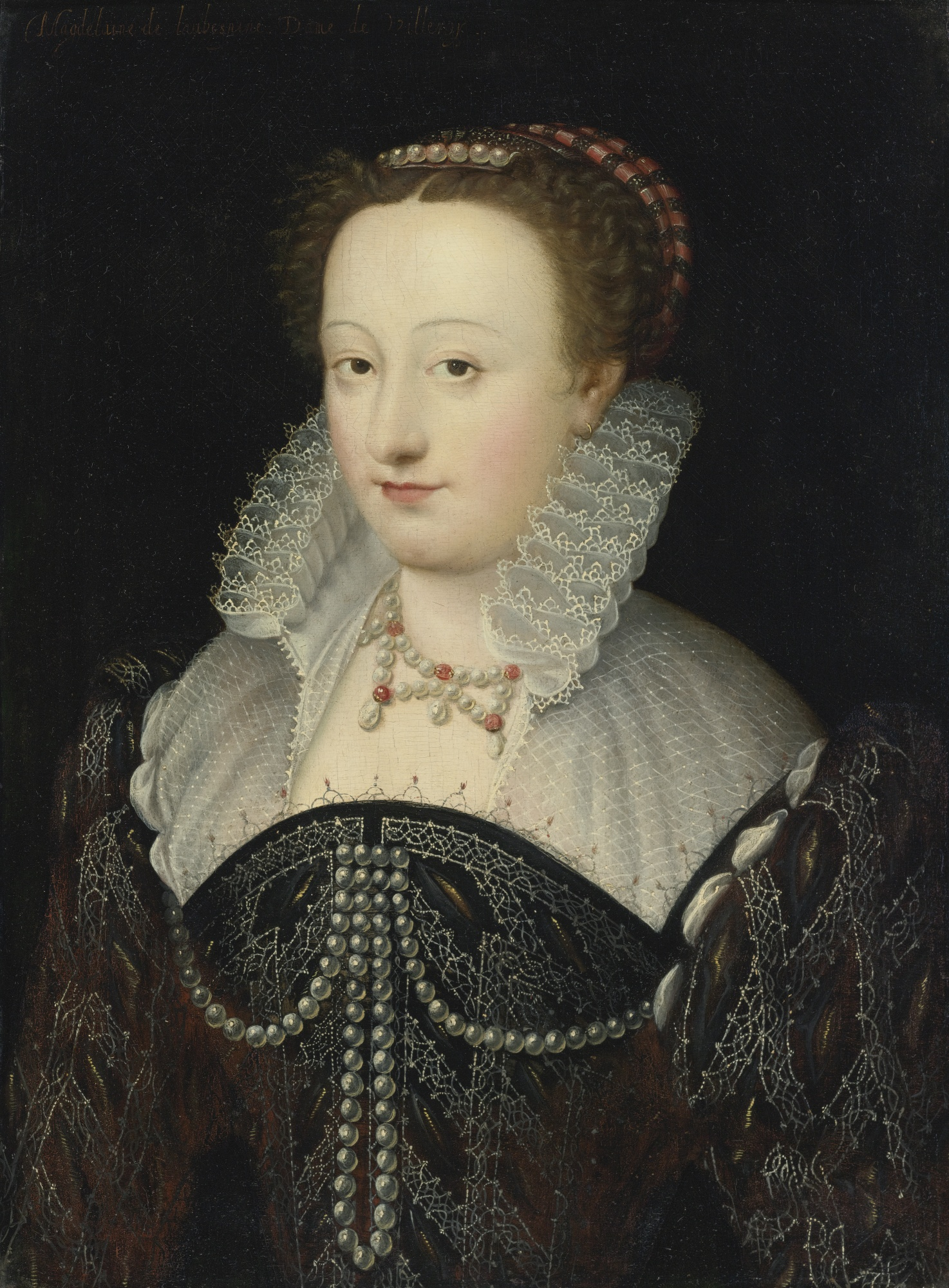
Madeleine de L'Aubépine

- Antoinette de Loynes
- Louise Labé (dite « la belle cordière »)
- Madeleine de L'Aubépine épouse du secrétaire d'État Nicolas IV de Neufville de Villeroy

### Salonnières duXVIIesiècle
- Barbe Acarie
- Françoise de Maintenon
- Madeleine de Scudéry
- Marguerite Hessein de La Sablière
- Ninon de Lenclos
- Anne-Marie-Louise d'Orléans
- Marie-Madeleine de La Fayette
- Anne-Geneviève de Bourbon-Condé
- Marie-Madeleine de Vignerot d'Aiguillon
- Madeleine de Souvré
- Suzanne du Plessis-Bellière

- Suzanne du Plessis-Bellière
- Anne-Marie Bigot de Cornuel

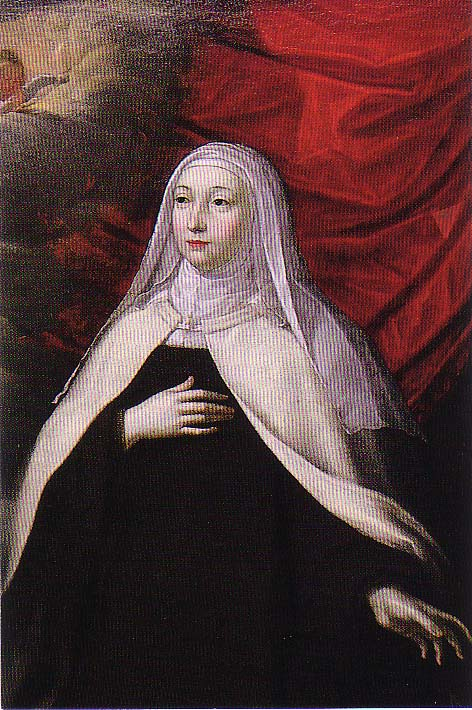
Barbe Acarie
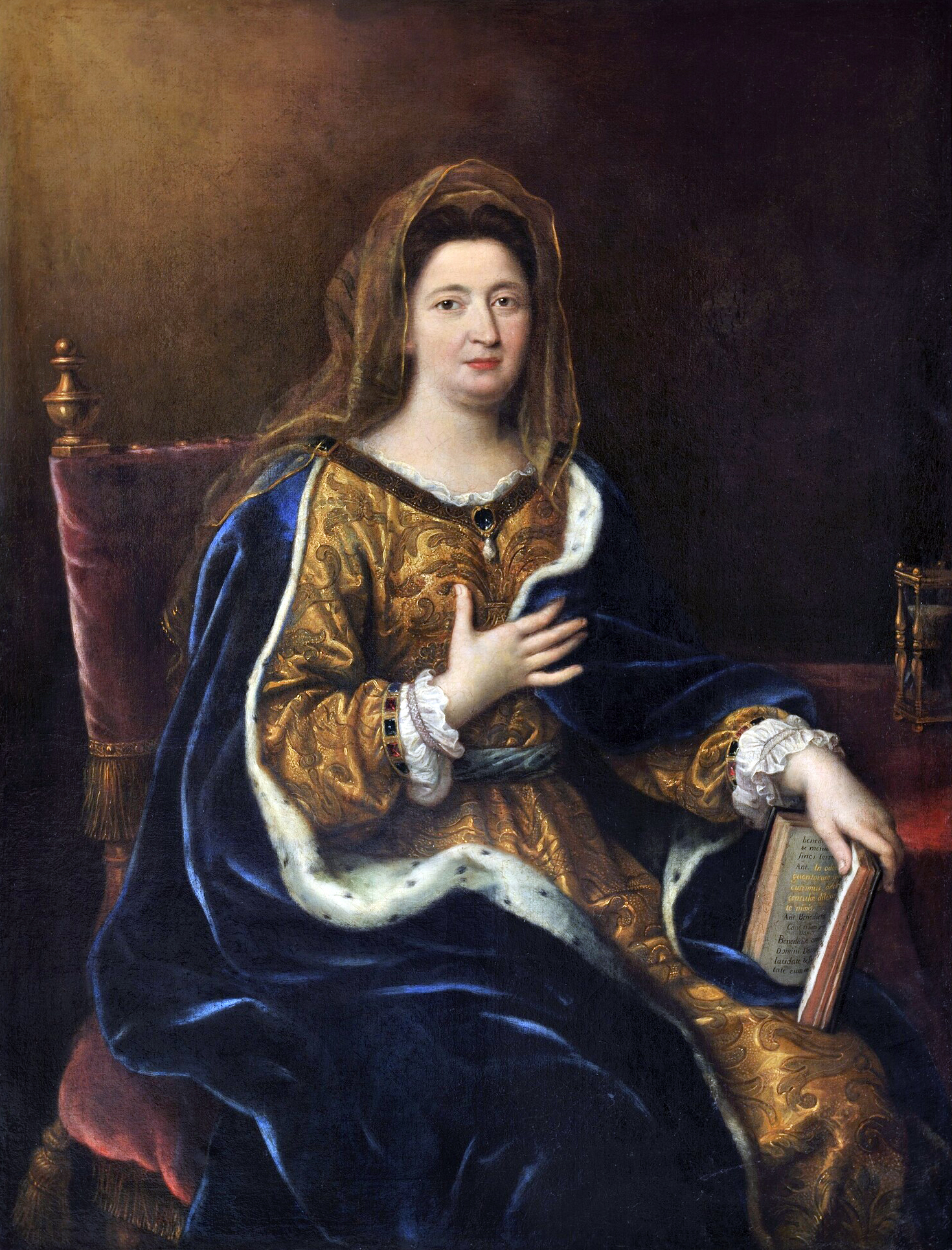
Françoise de Maintenon
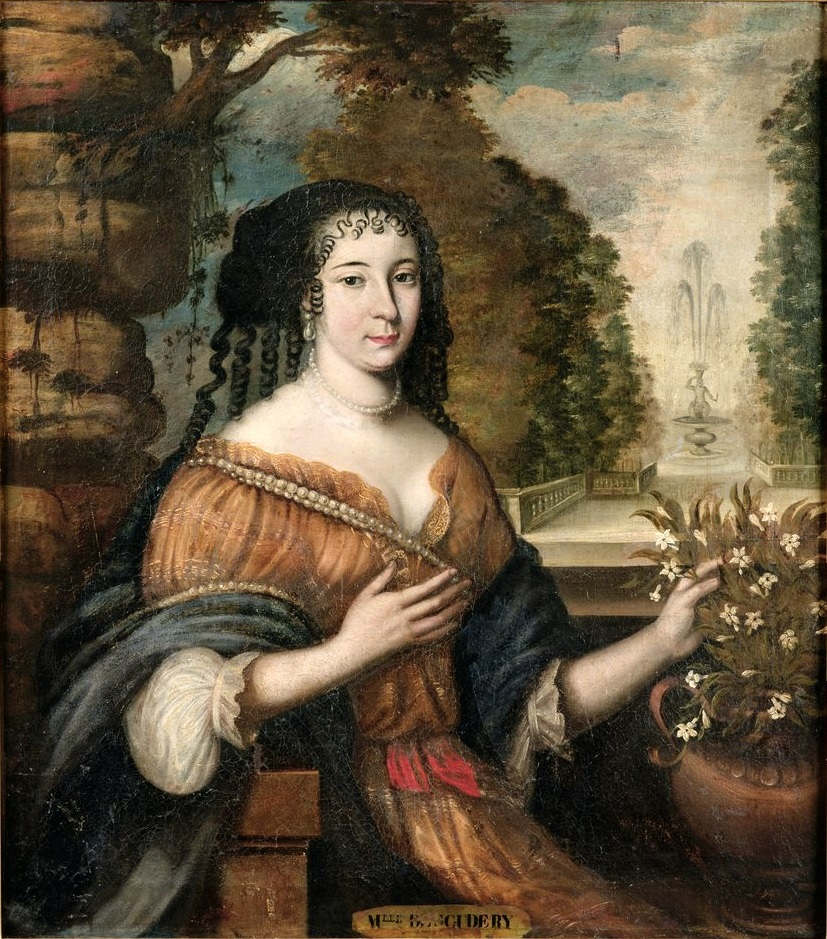
Madeleine de Scudéry
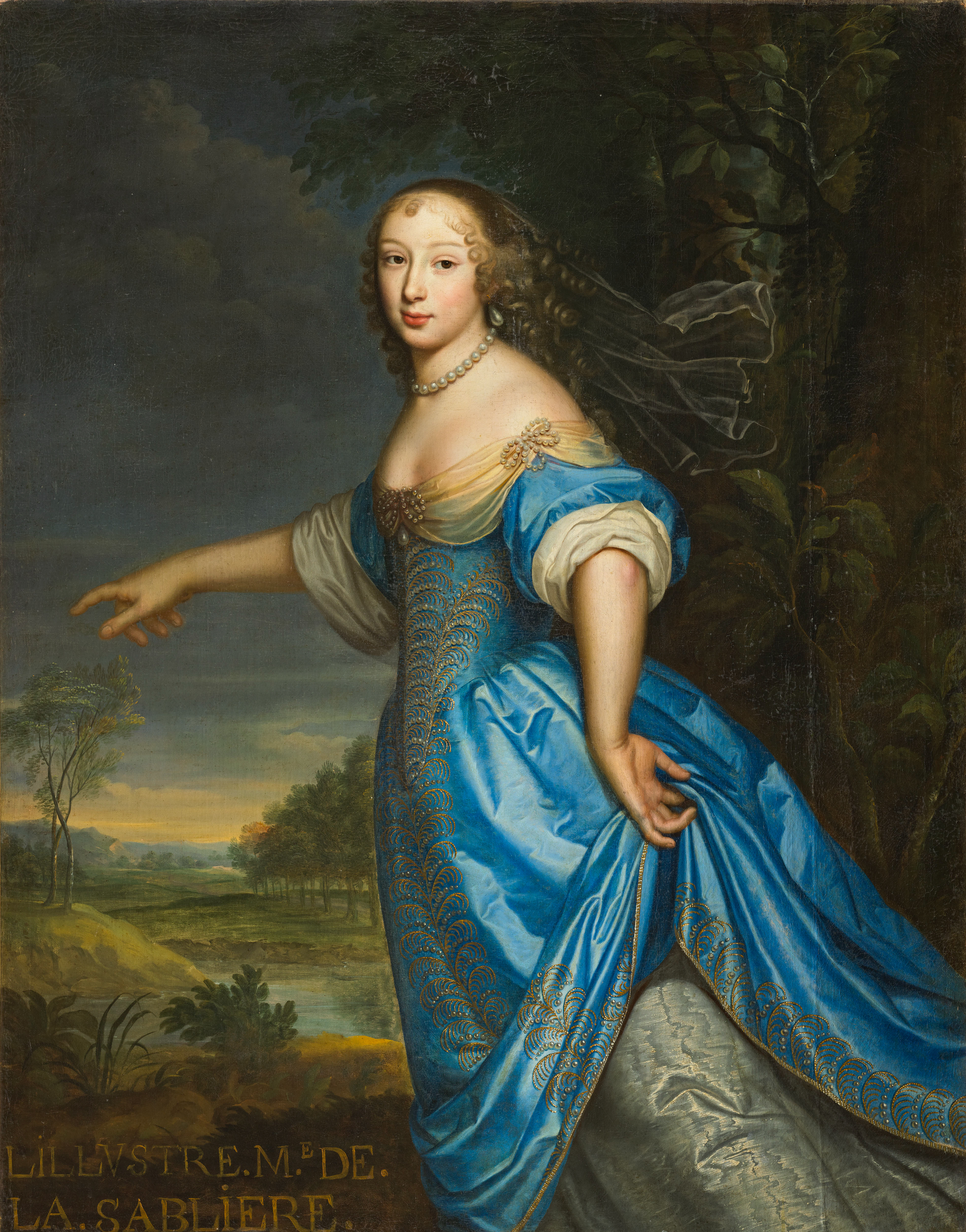
Marguerite Hessein de la Sablière
- Marie Bruneau des Loges
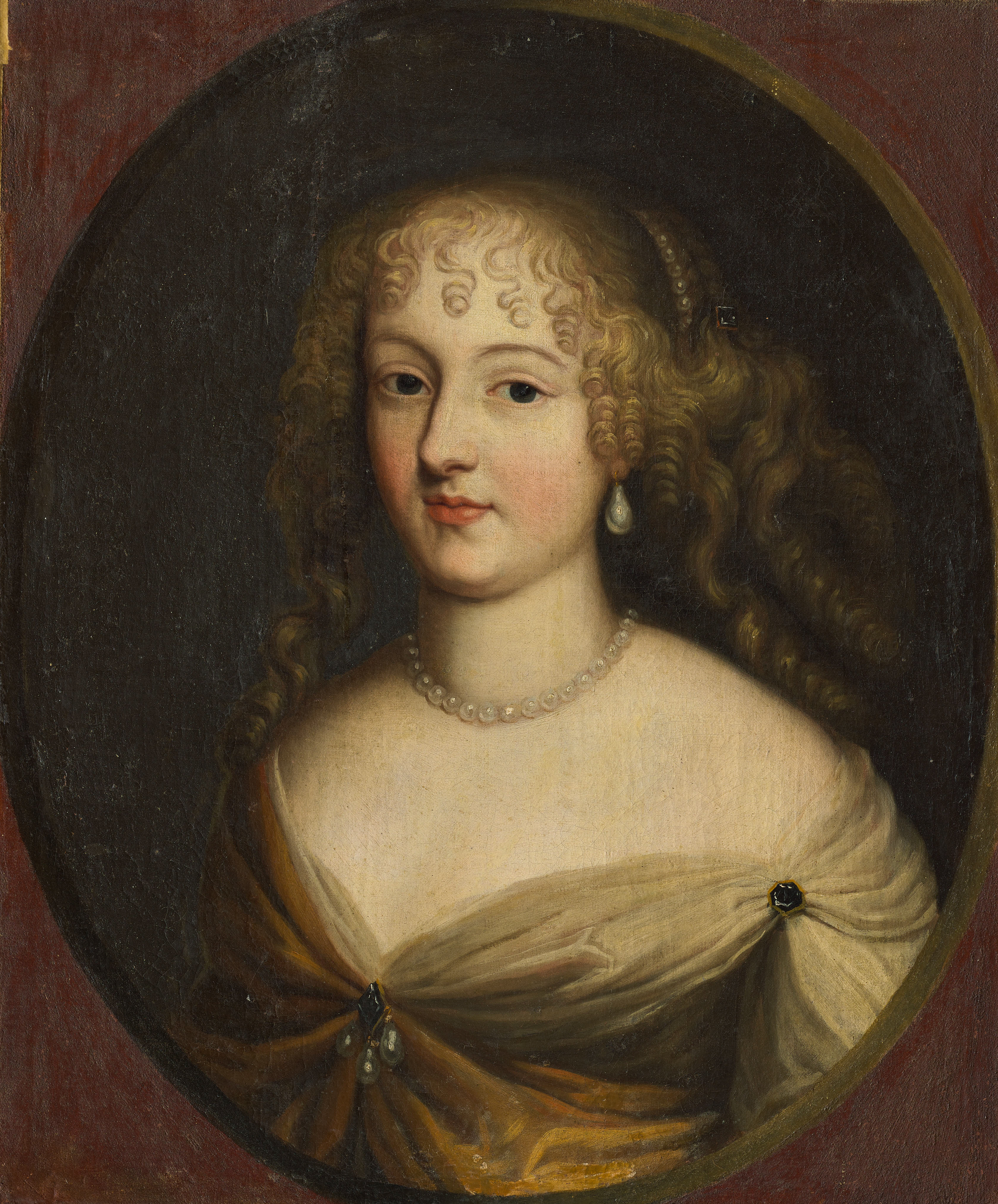
Ninon de Lenclos
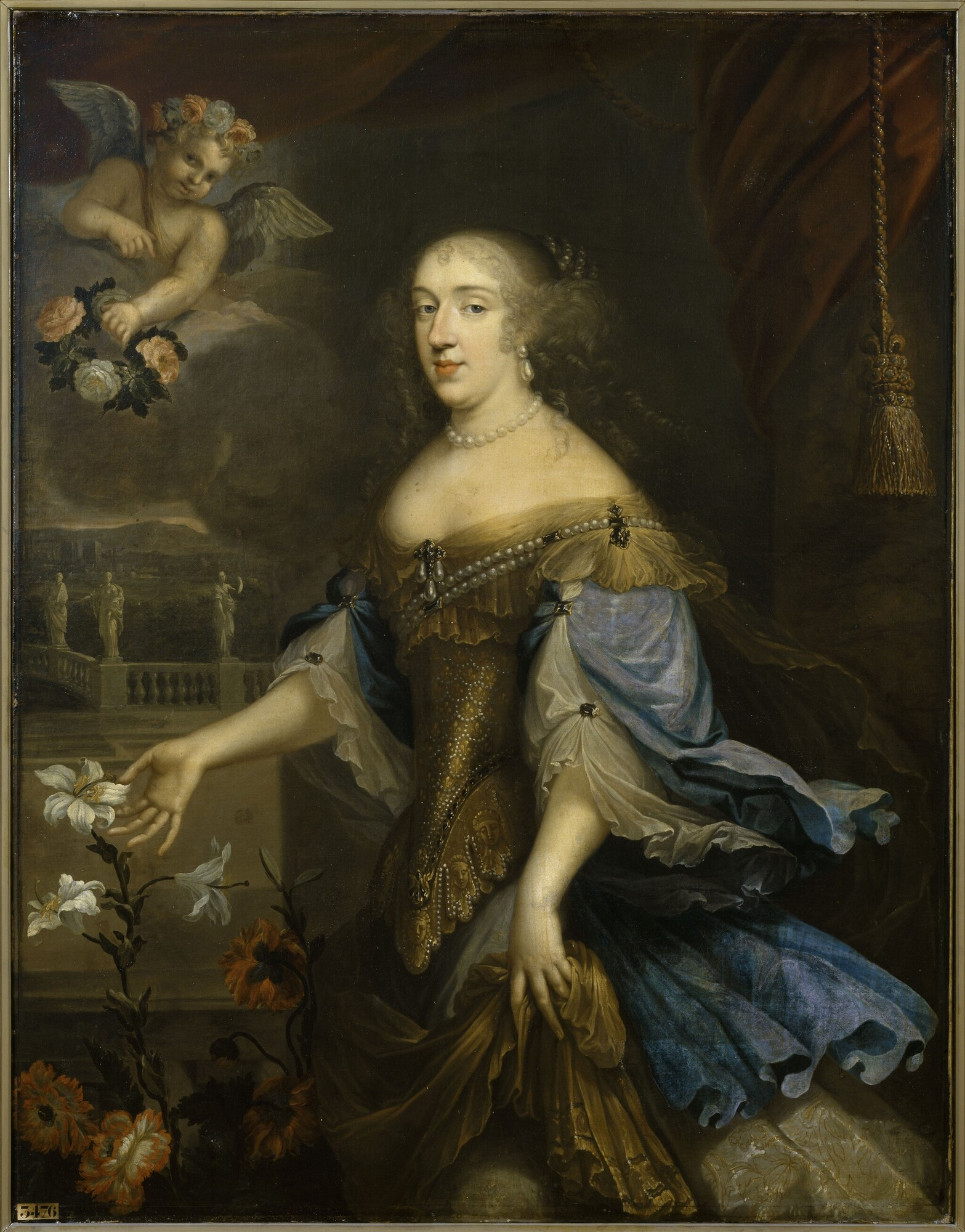
« La Grande Mademoiselle » Anne-Marie-Louise d'Orléans
- La comtesse Henriette de Coligny
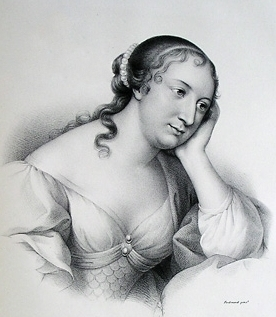
La comtesse Marie-Madeleine de La Fayette
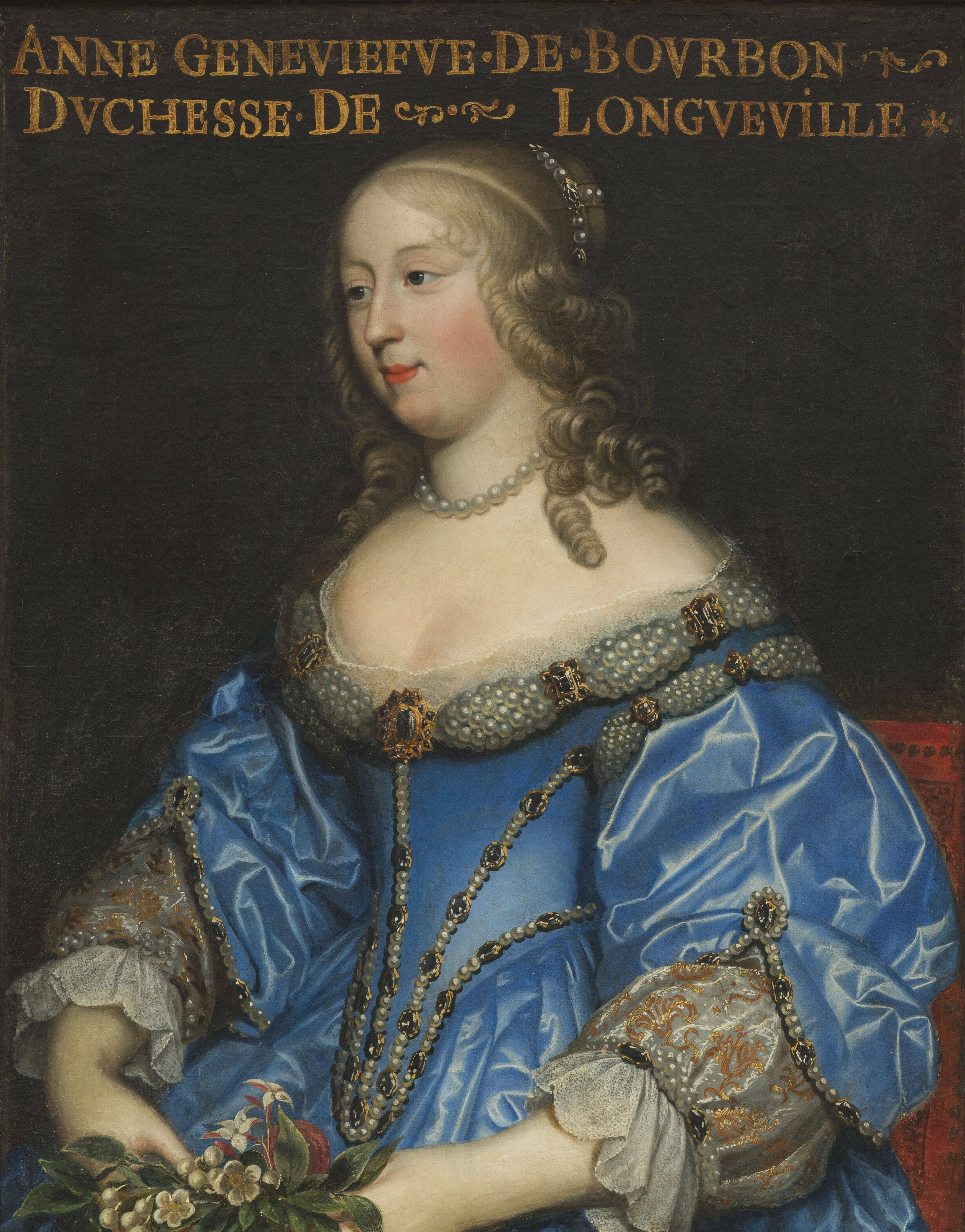
La duchesse Anne Geneviève de Bourbon-Condé
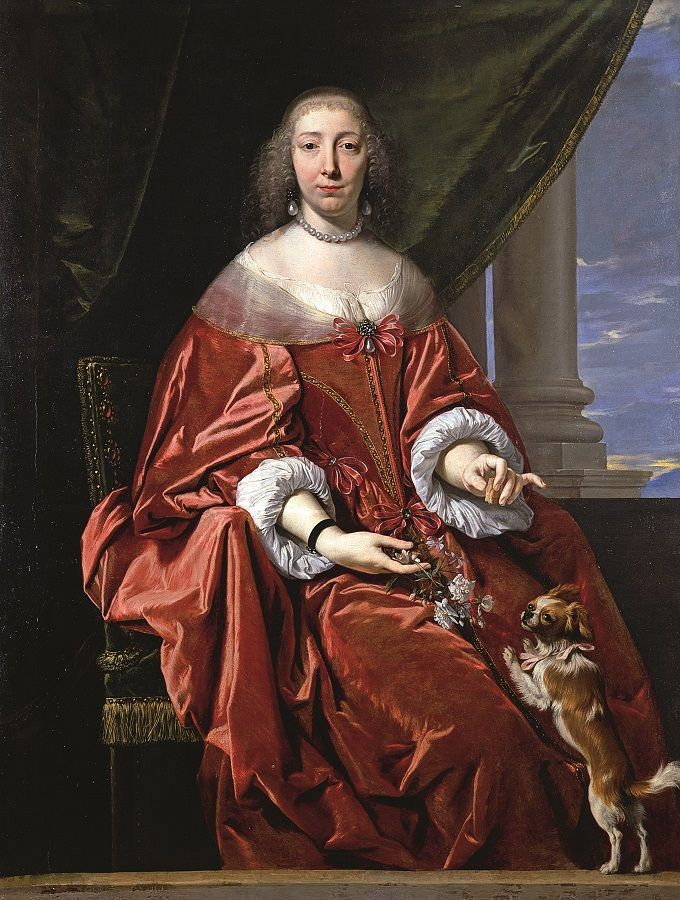
La duchesse Marie-Madeleine de Vignerot d'Aiguillon
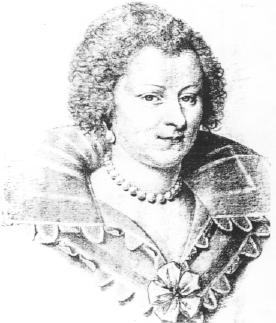
La marquise Madeleine de Souvré
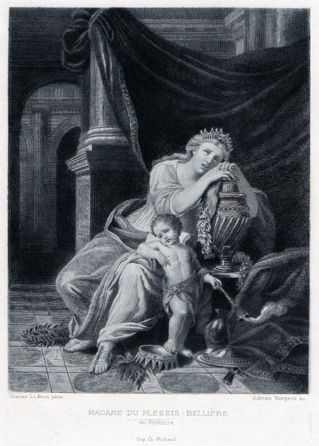
Suzanne du Plessis-Bellière

### Salonnières duXVIIIesiècle

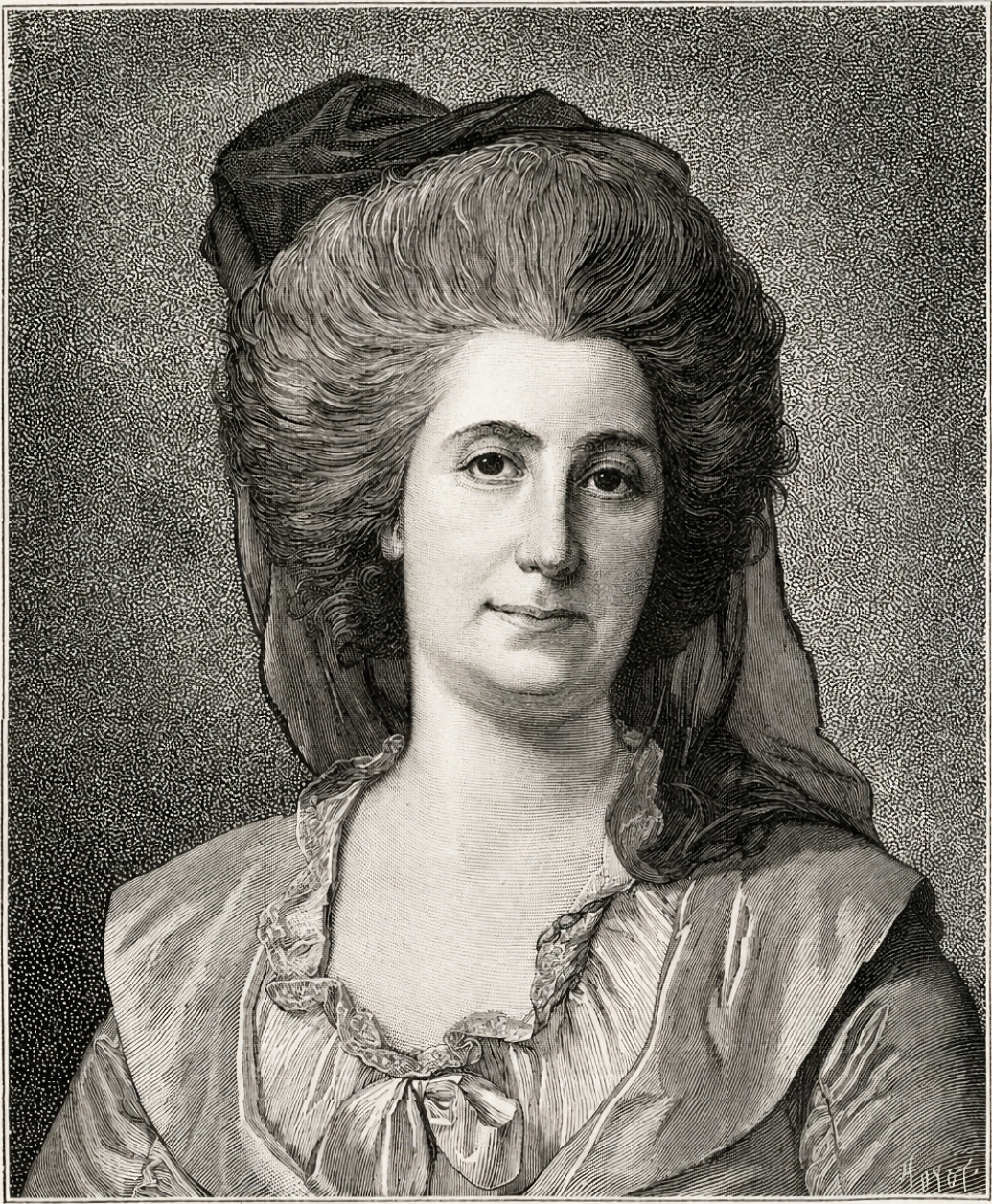
Anne-Catherine de Ligniville Helvétius
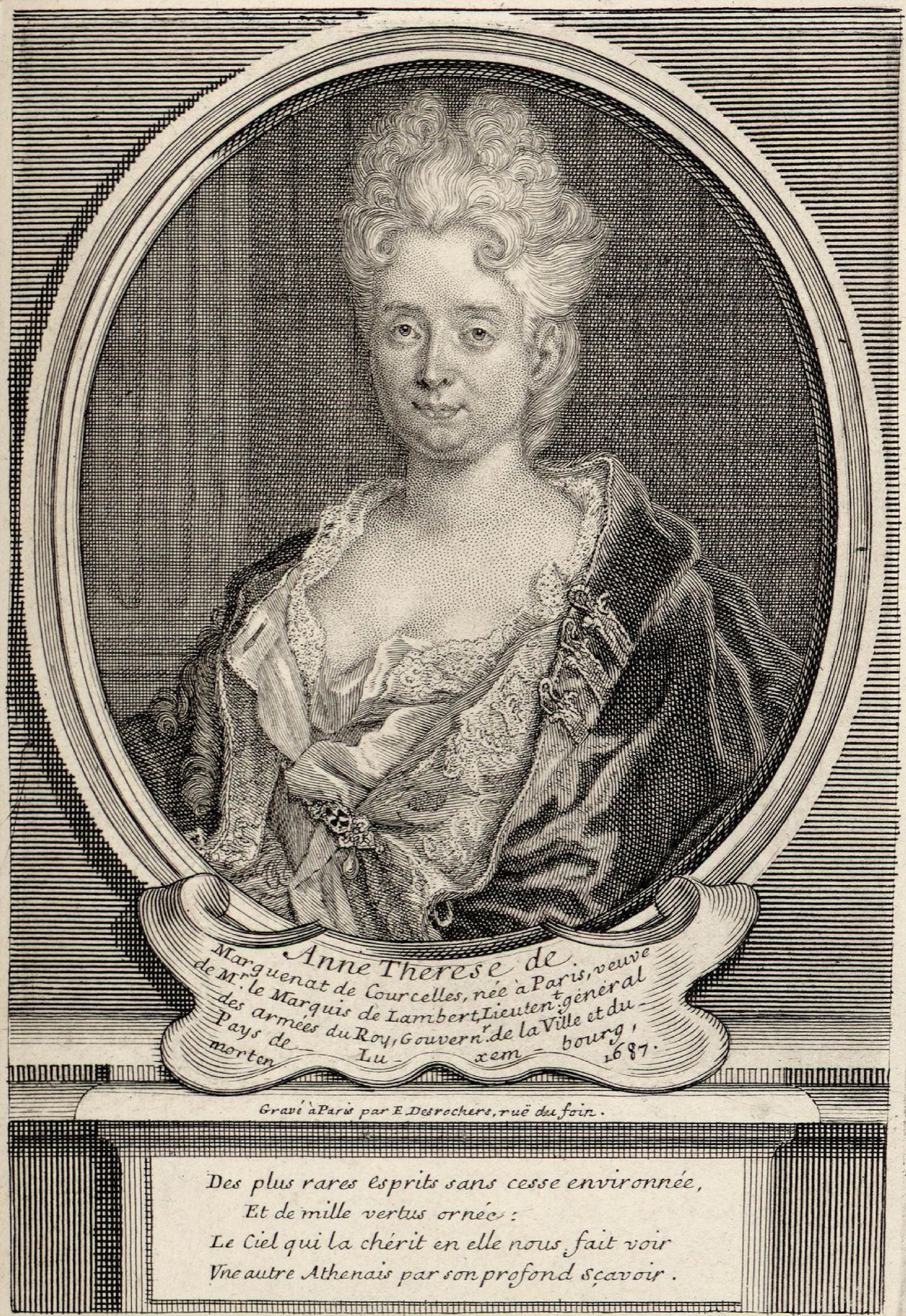
Anne-Thérèse de Marguenat de Courcelles, marquise de Lambert
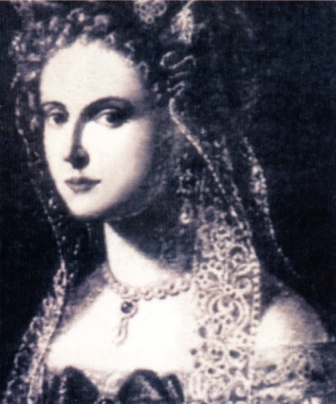
Aurora Sanseverino
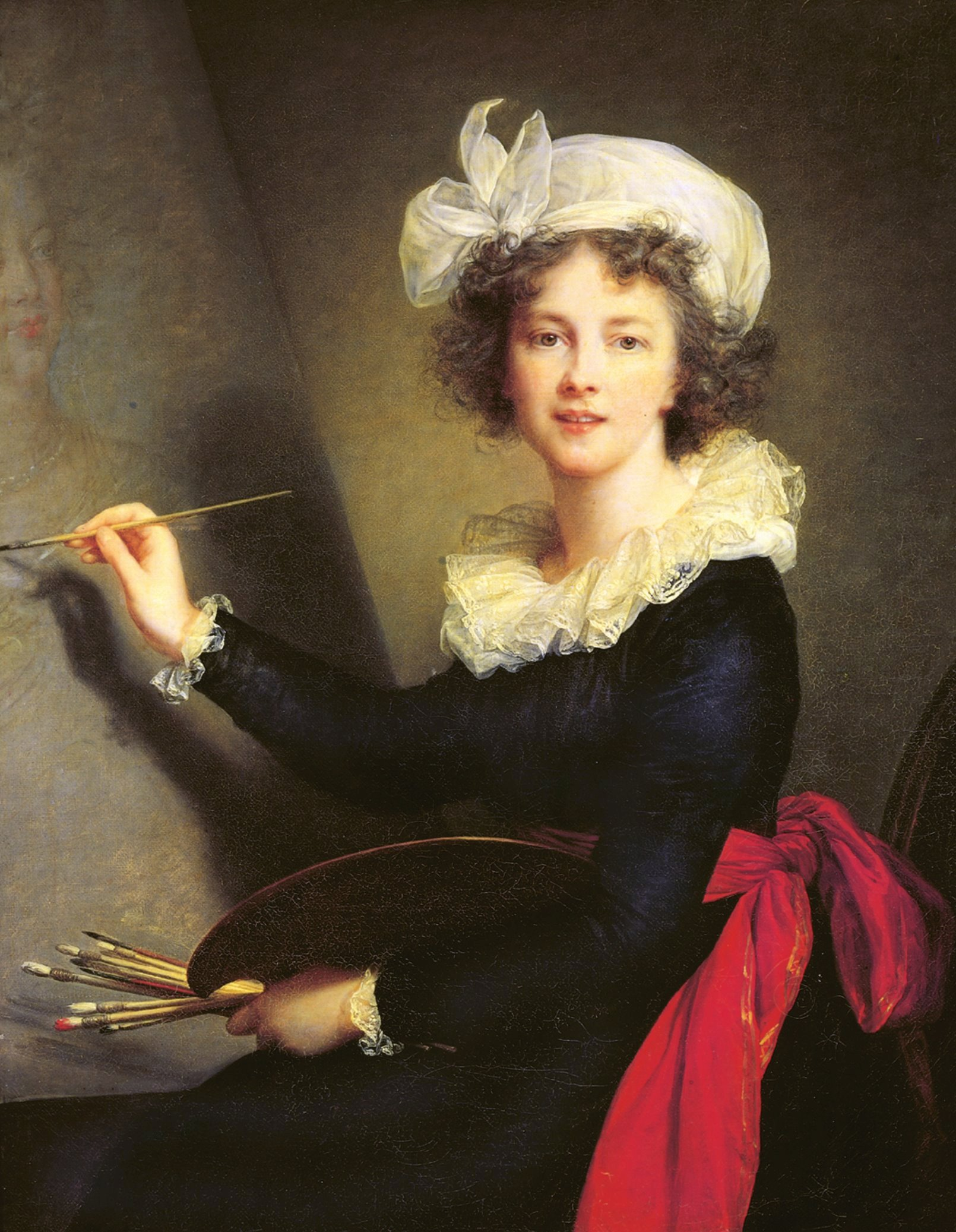
Élisabeth Vigée Le Brun
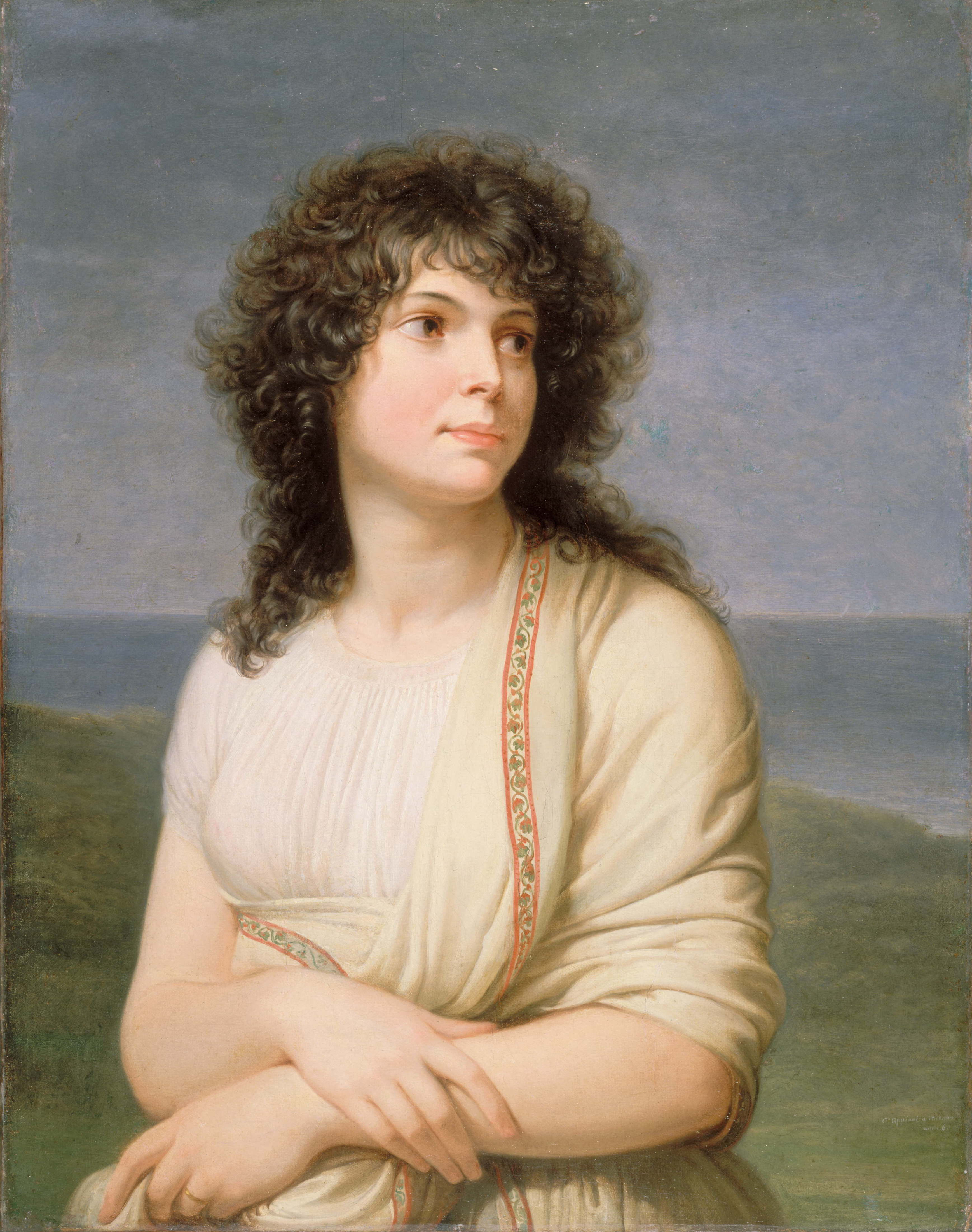
Fortunée Hamelin
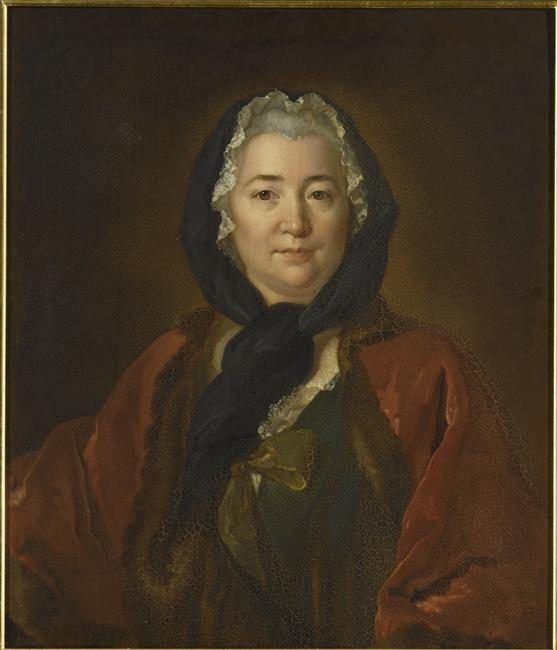
Françoise de Graffigny
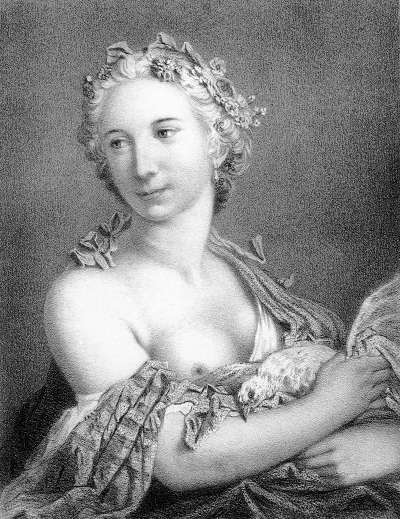
Jeanne-Françoise Quinault
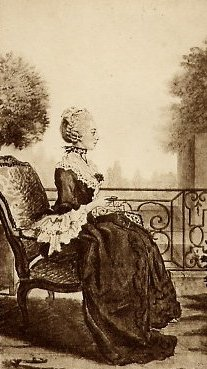
Julie de Lespinasse
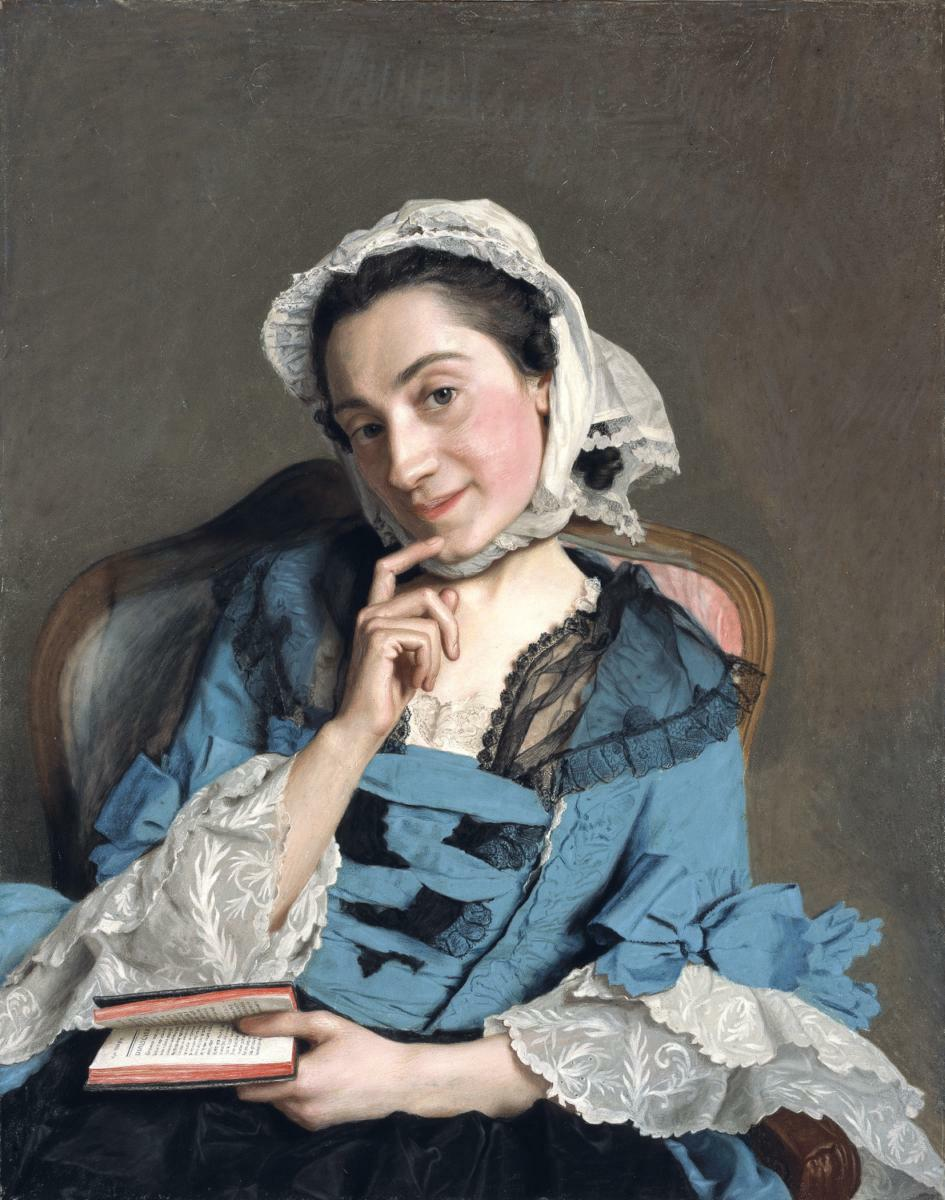
Louise d'Épinay
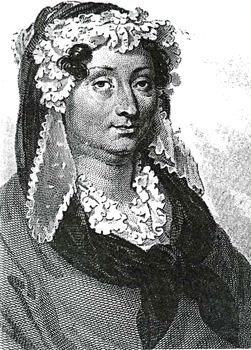
Adélaïde-Gillette Dufresnoy
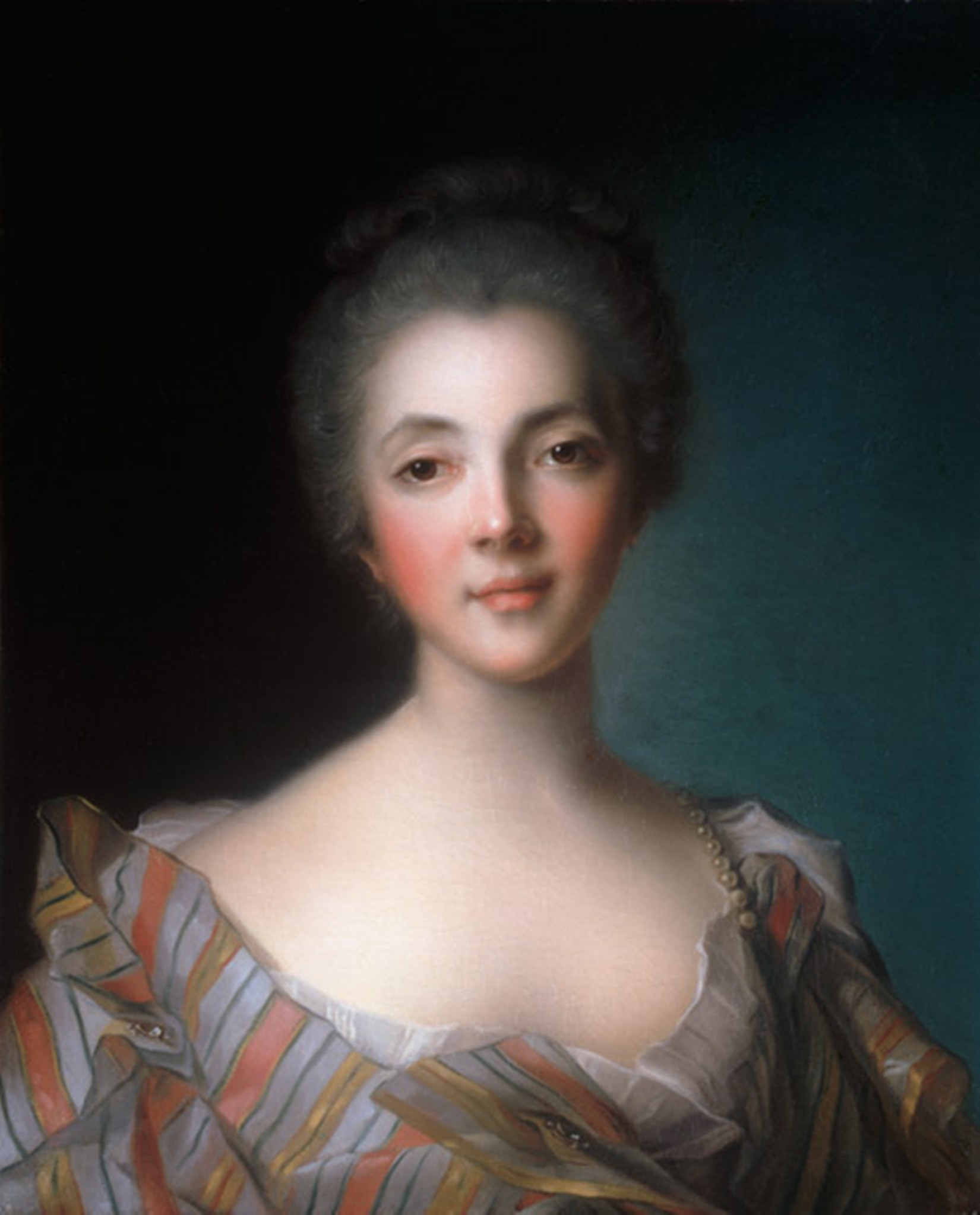
Louise Dupin
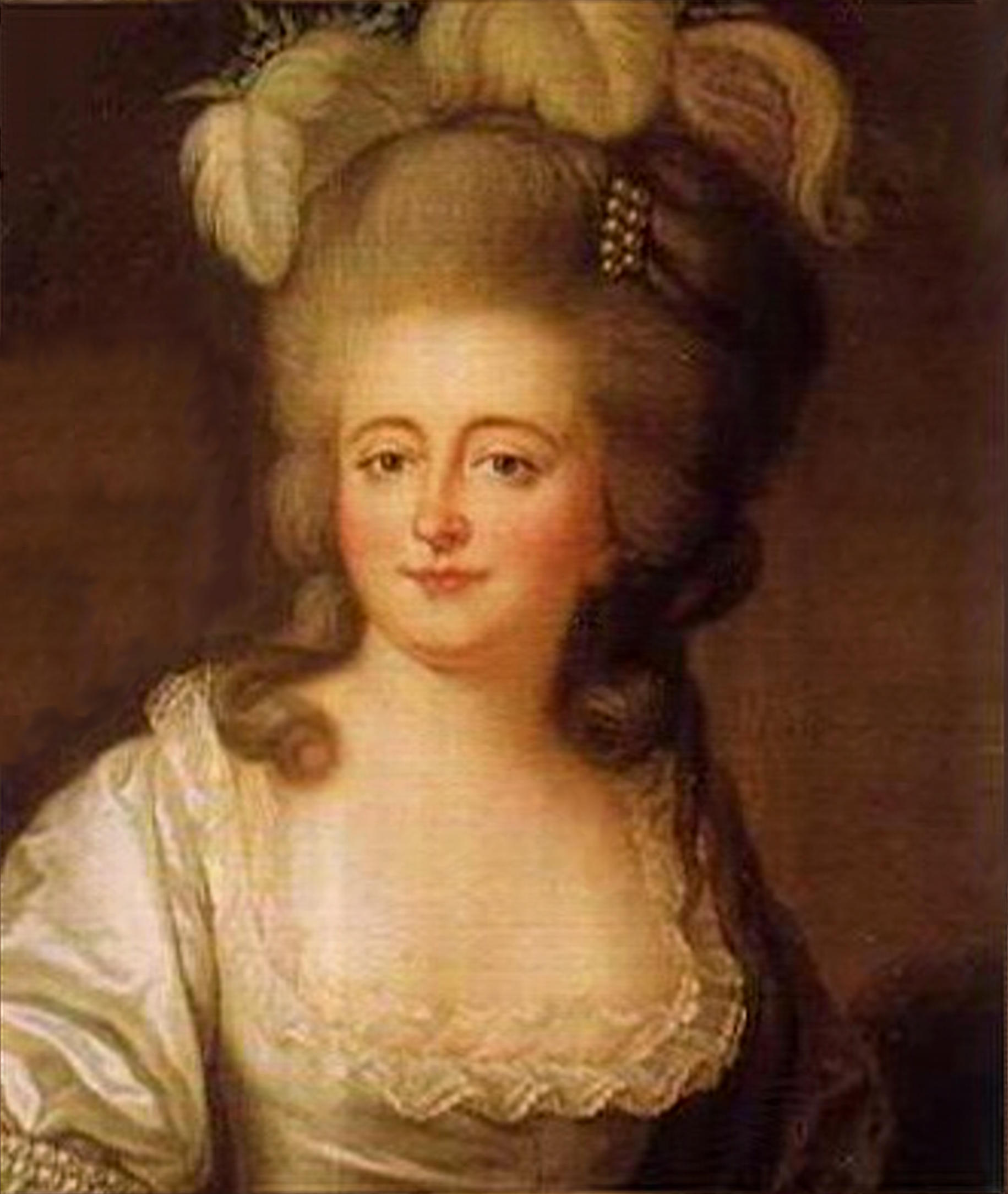
Charlotte de Montesson
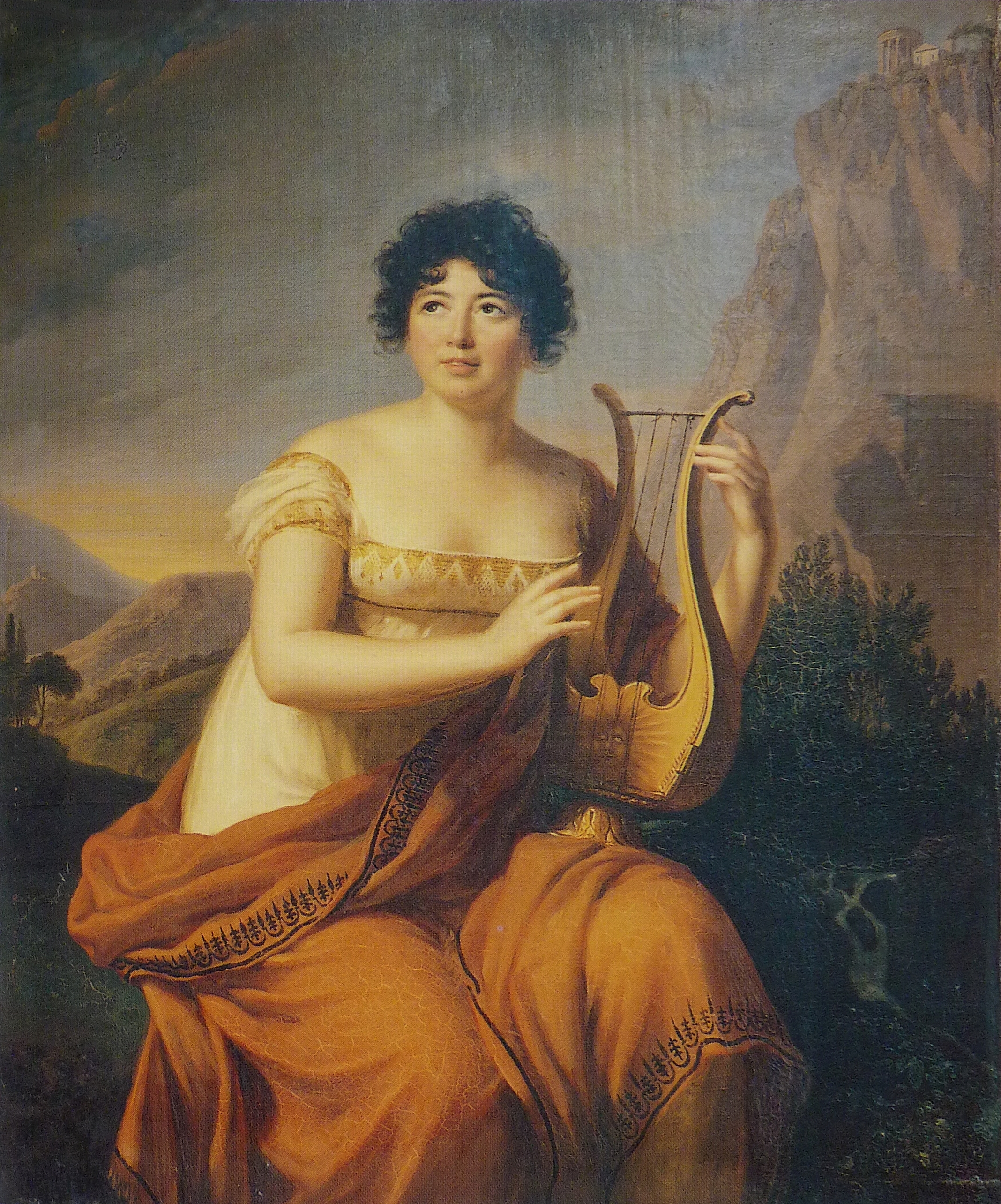
Germaine de Staël
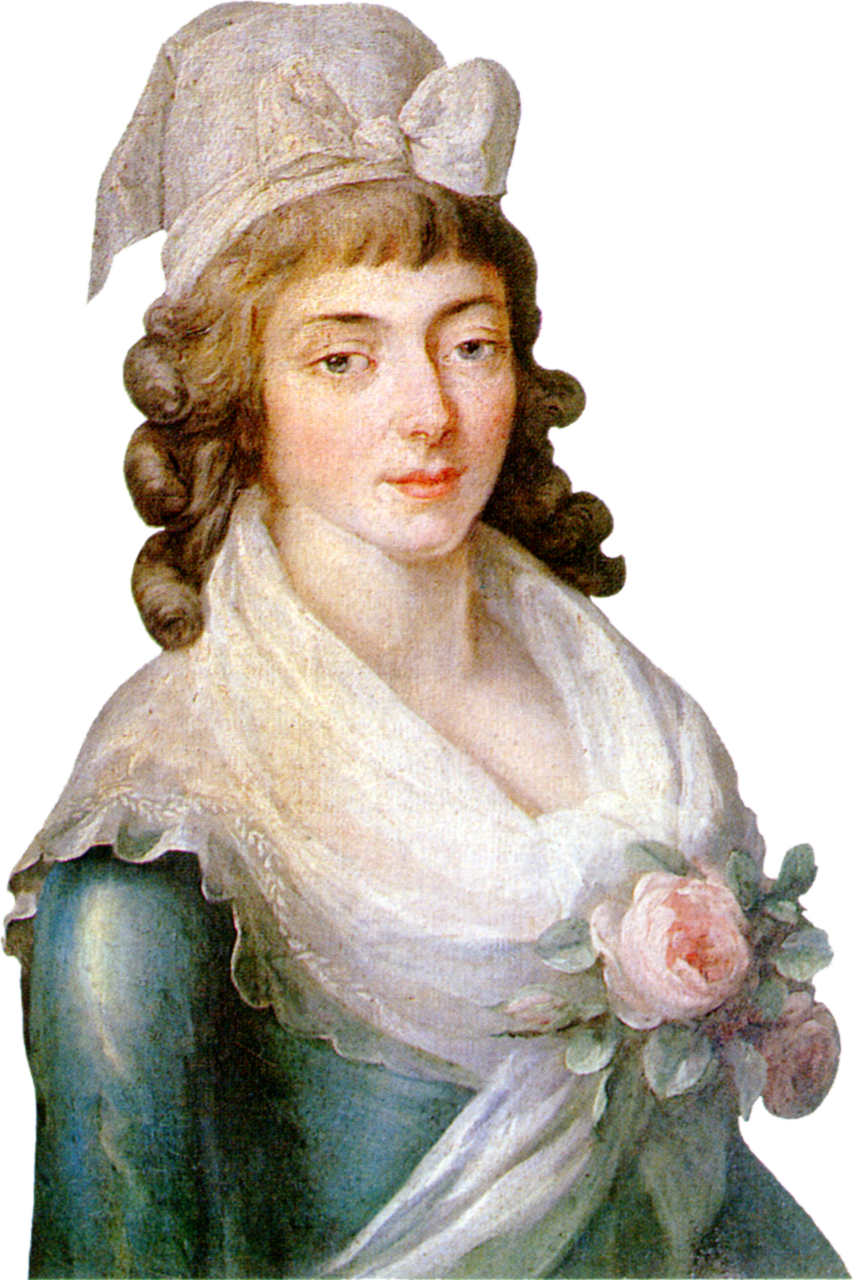
Manon Roland
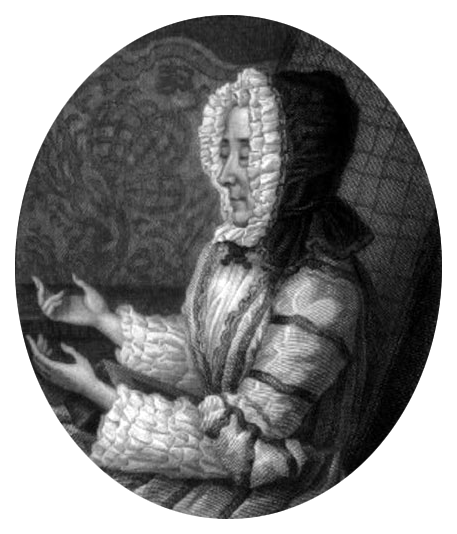
Marie du Deffand
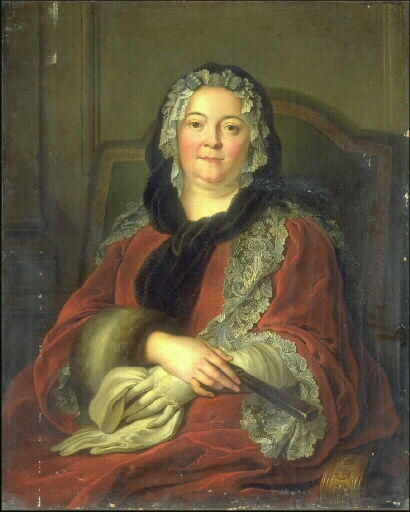
Mme de Tencin
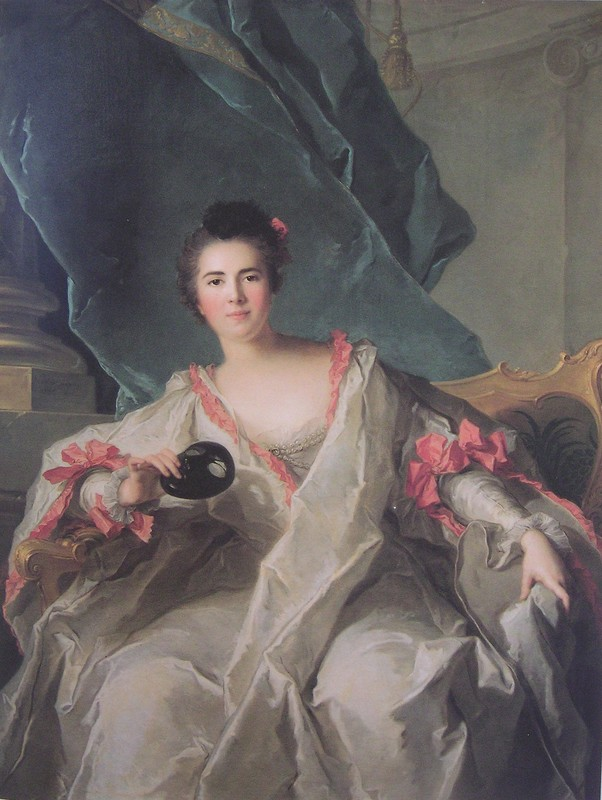
Marie-Thérèse de La Ferté-Imbault
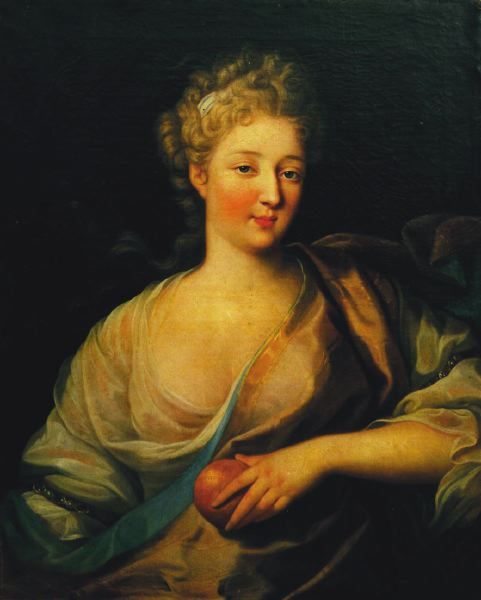
Louise-Julie-Constance de Brionne
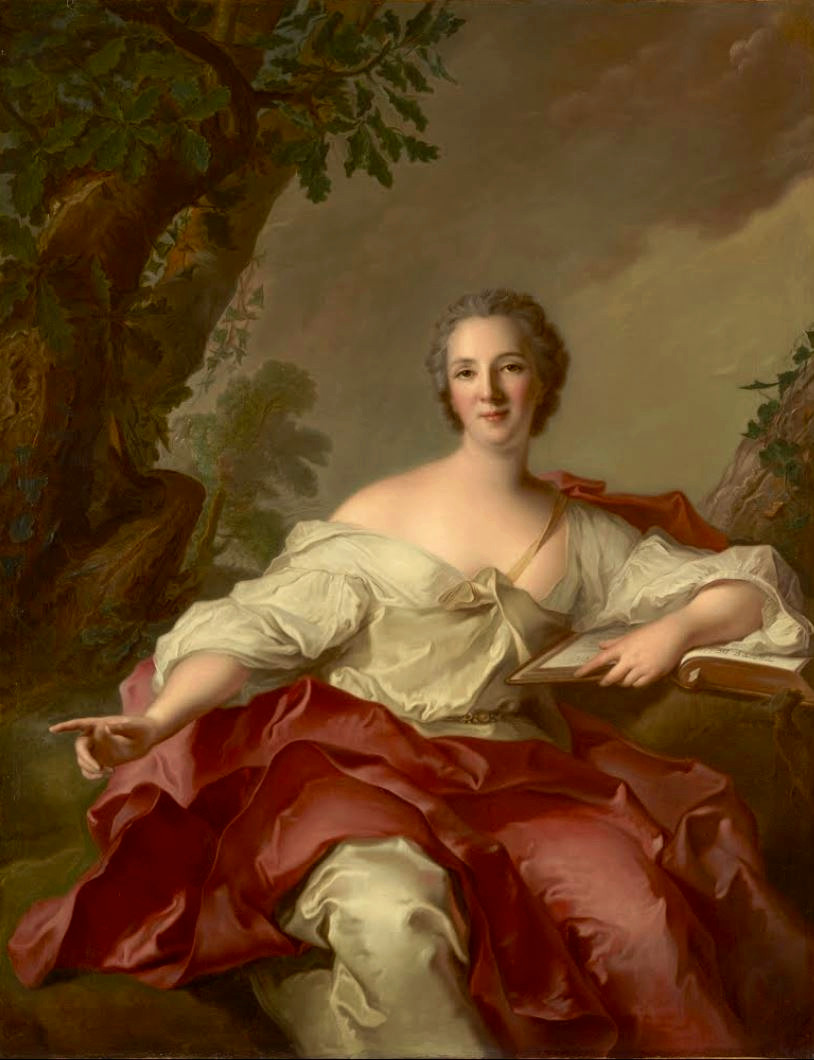
Marie-Thérèse Geoffrin
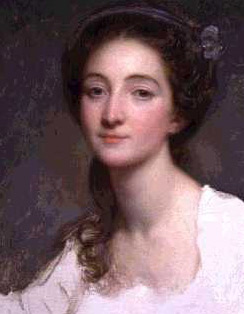
Sophie Arnould
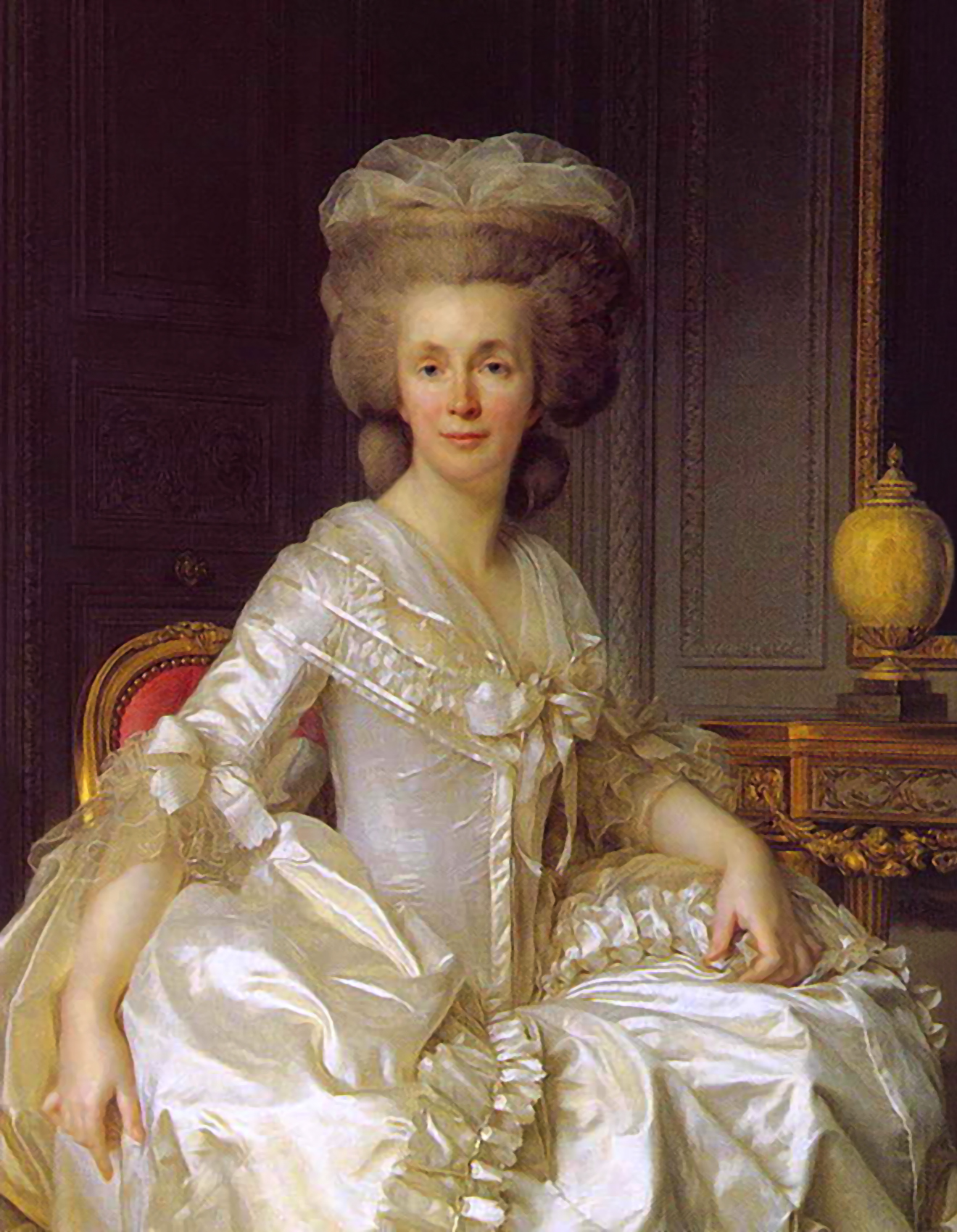
Suzanne Necker
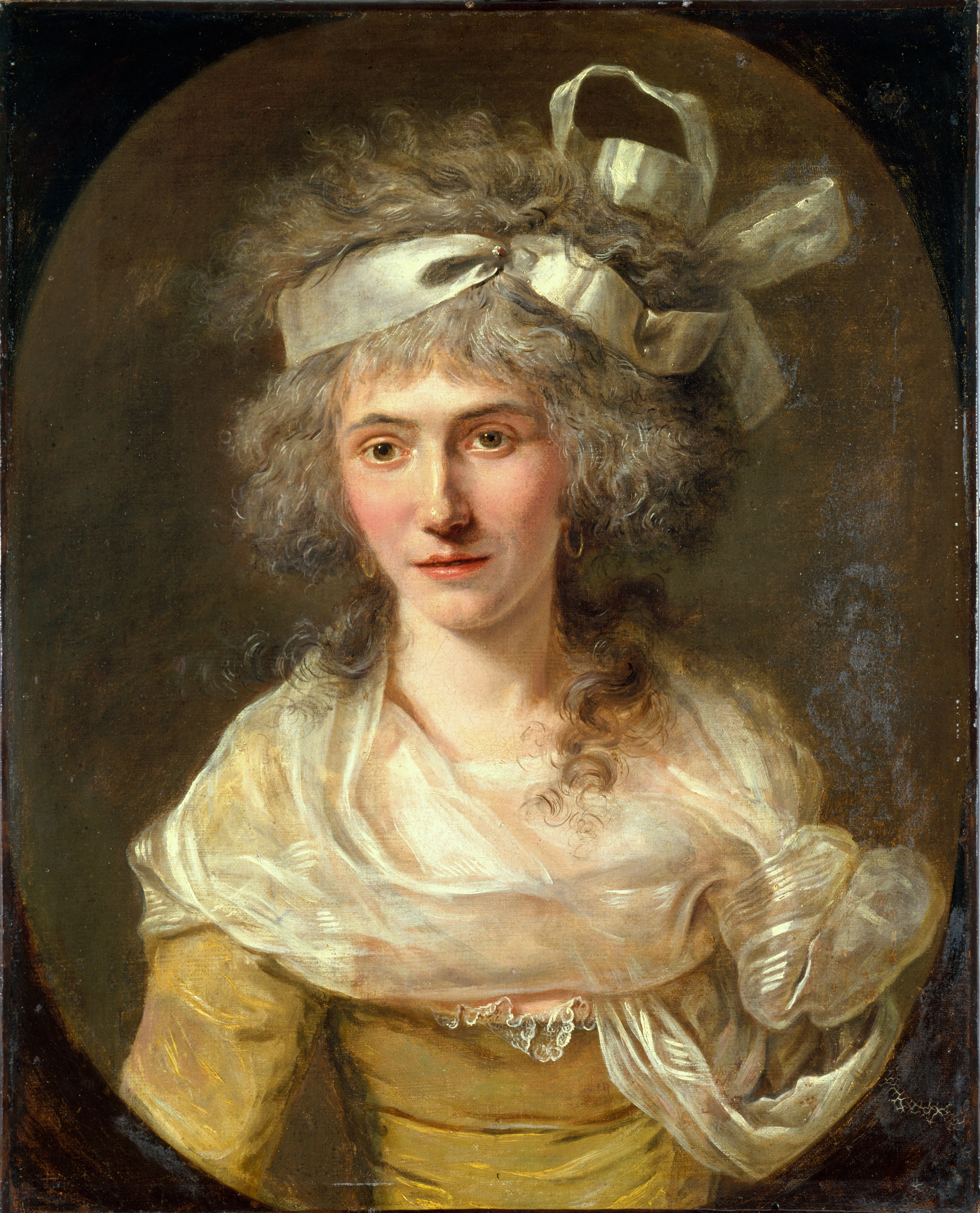
Anne-Josèphe Théroigne de Méricourt
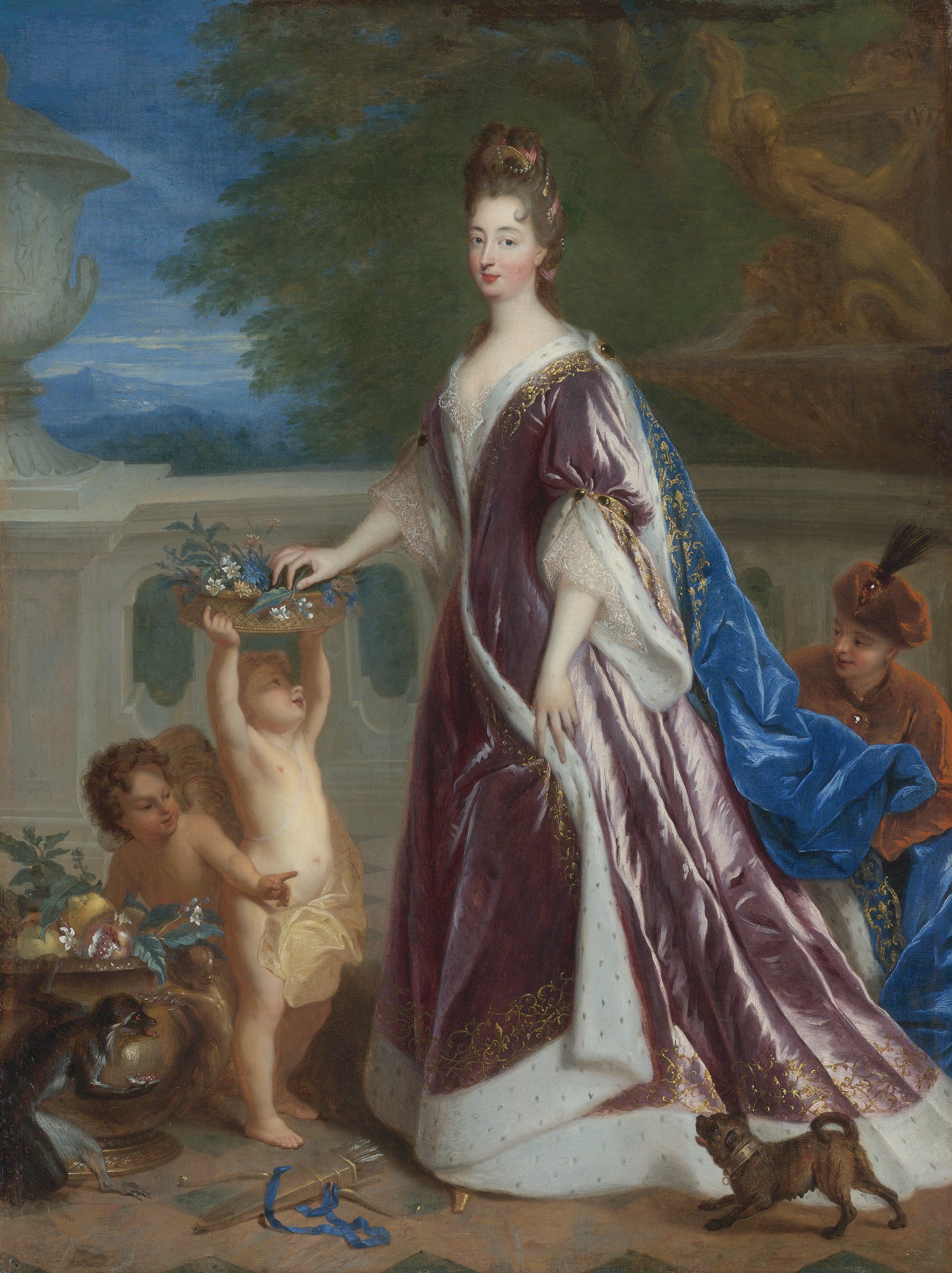
Louise-Bénédicte de Bourbon
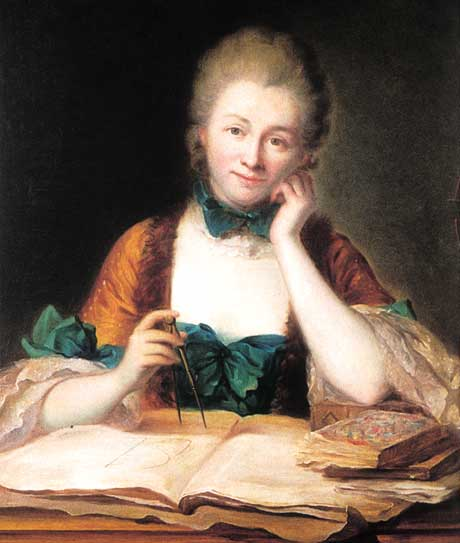
Émilie du Châtelet
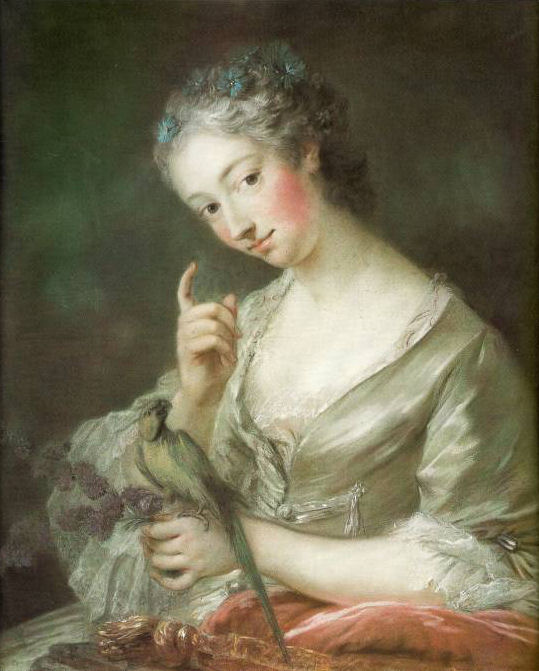
Jeanne-Agnès Berthelot de Pléneuf
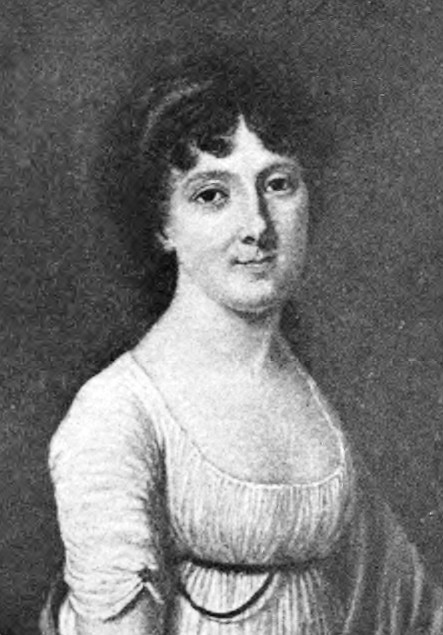
Adélaïde de Flahaut
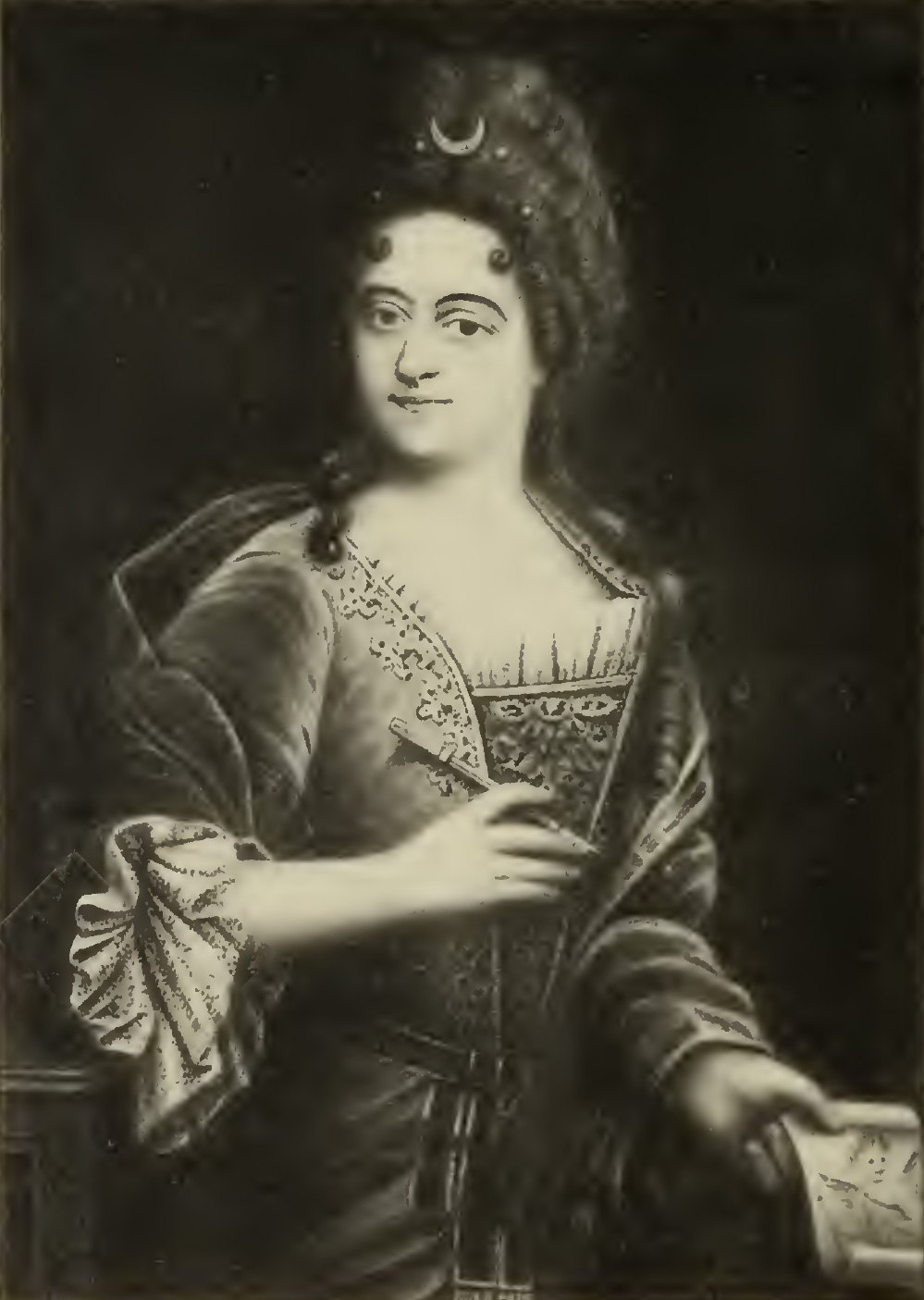
Jeanne Françoise Marie de Chazot, dite Madame Duplessy

- La marquise Anne-Thérèse de Marguenat de Courcelles
- Adrienne Lecouvreur
- Anne-Catherine de Ligniville Helvétius (dite « Minette », nièce de Françoise de Graffigny)
- Aurora Sanseverino
- Élisabeth Vigée Le Brun (peintre)
- Fortunée Hamelin
- Françoise de Graffigny : « Le bercail des Beaux Esprits »
- Jeanne-Françoise Quinault (dite « Quinault cadette »)
- Julie de Lespinasse
- Louise d'Épinay
- Adélaïde Billet Dufresnoy
- Louise Dupin
- Charlotte de Montesson
- Germaine de Staël
- Madame Doublet
- Manon Roland
- Marie du Deffand
- Claudine Guérin de Tencin, baronne de Saint-Martin de l’Ile de Ré
- Marie-Marguerite Brun
- Marie-Thérèse Rodet Geoffrin
- Sophie Arnould (surnommée « sœur cadette de Ninon » (Ninon de Lenclos))
- Sophie de Condorcet
- Suzanne Curchod
- Françoise Catherine Thérèse Boutinon des Hayes
- Anne-Josèphe Théroigne de Méricourt
- La comtesse Marie-Charlotte Hippolyte de Campet de Saujon (surnommée l’« Idole »)
- La duchesse Louise-Bénédicte de Bourbon (dite « la Mouche à Miel »)
- Jeanne-Monique des Vieux
- La marquise Émilie du Châtelet
- La marquise Jeanne Agnès Berthelot de Pléneuf
- La comtesse Adélaïde de Souza

### Salonnières duXIXesiècle

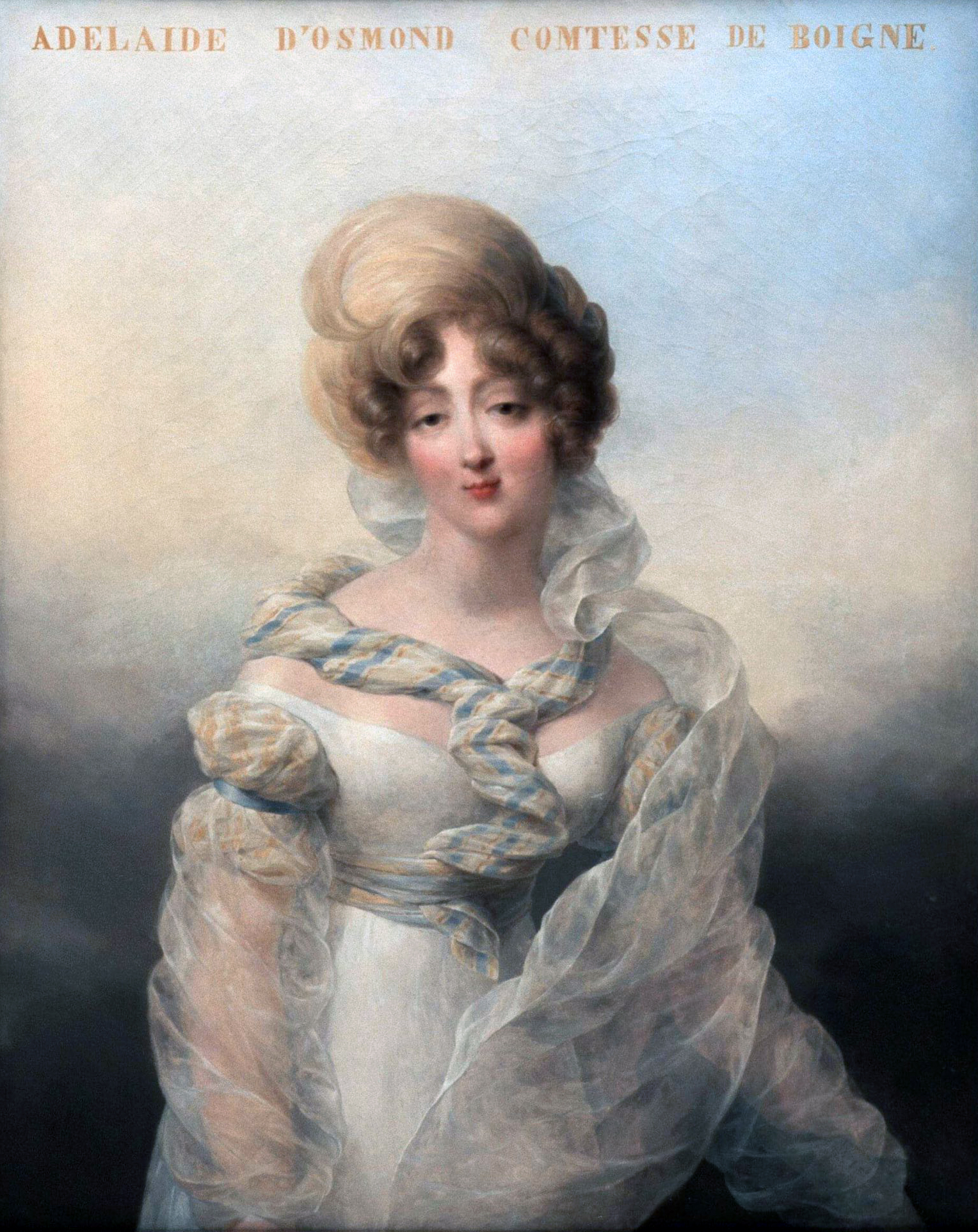
Adèle de Boigne
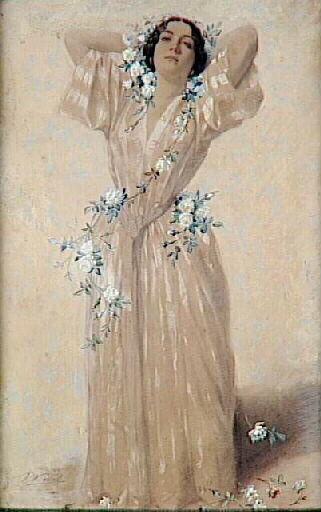
Apollonie Sabatier
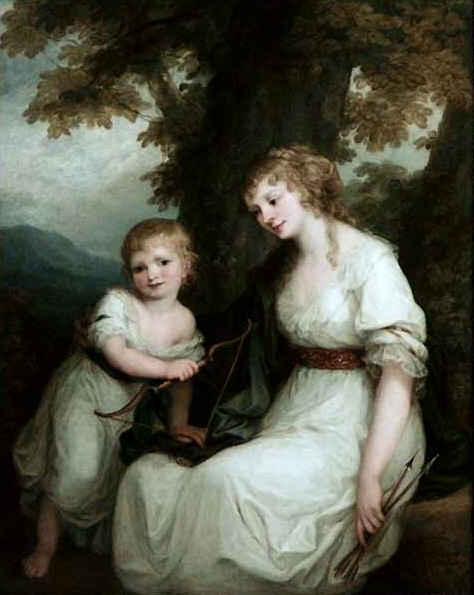
Barbara de Krüdener
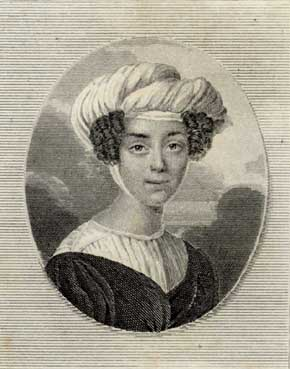
Claire de Duras
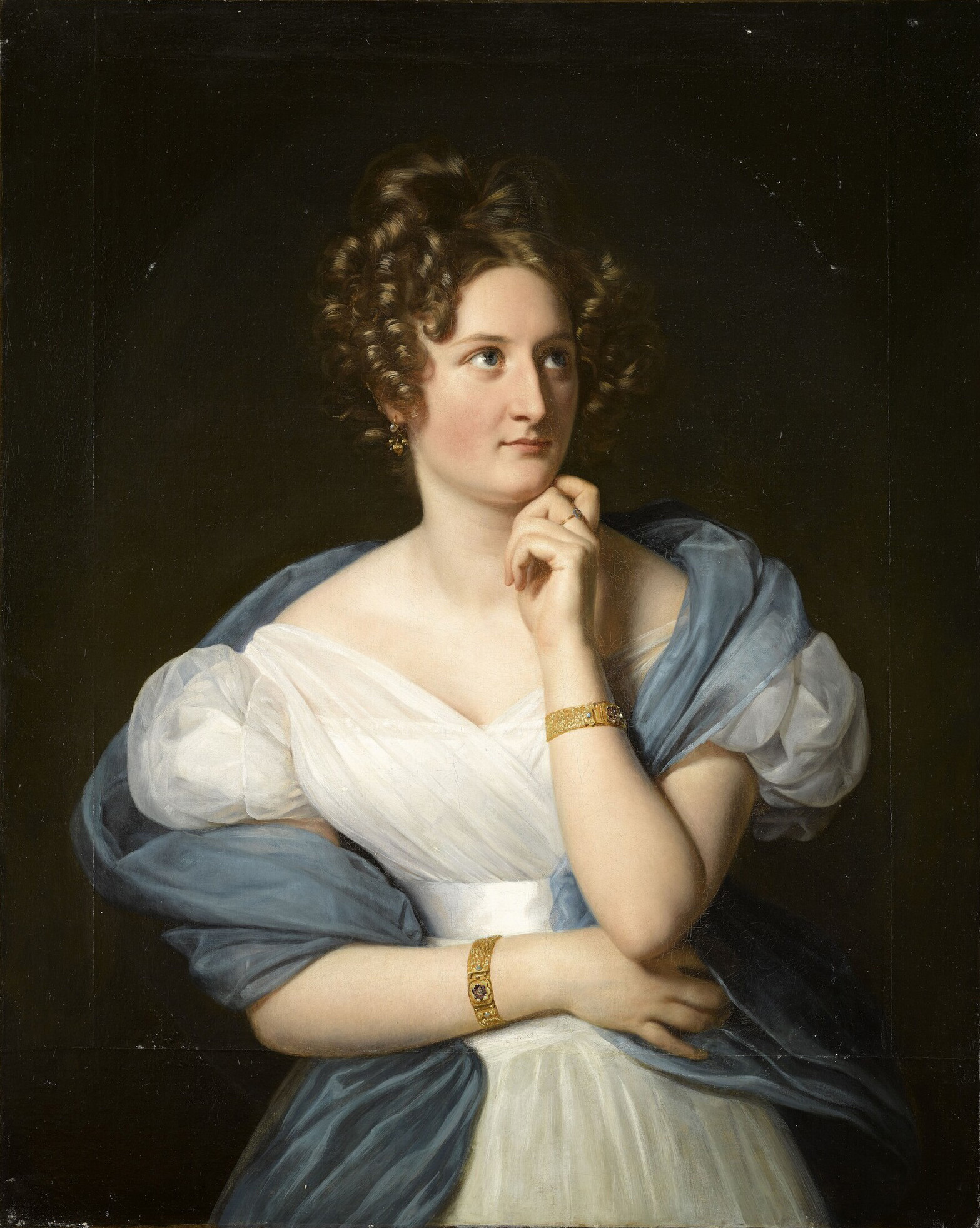
Delphine de Girardin
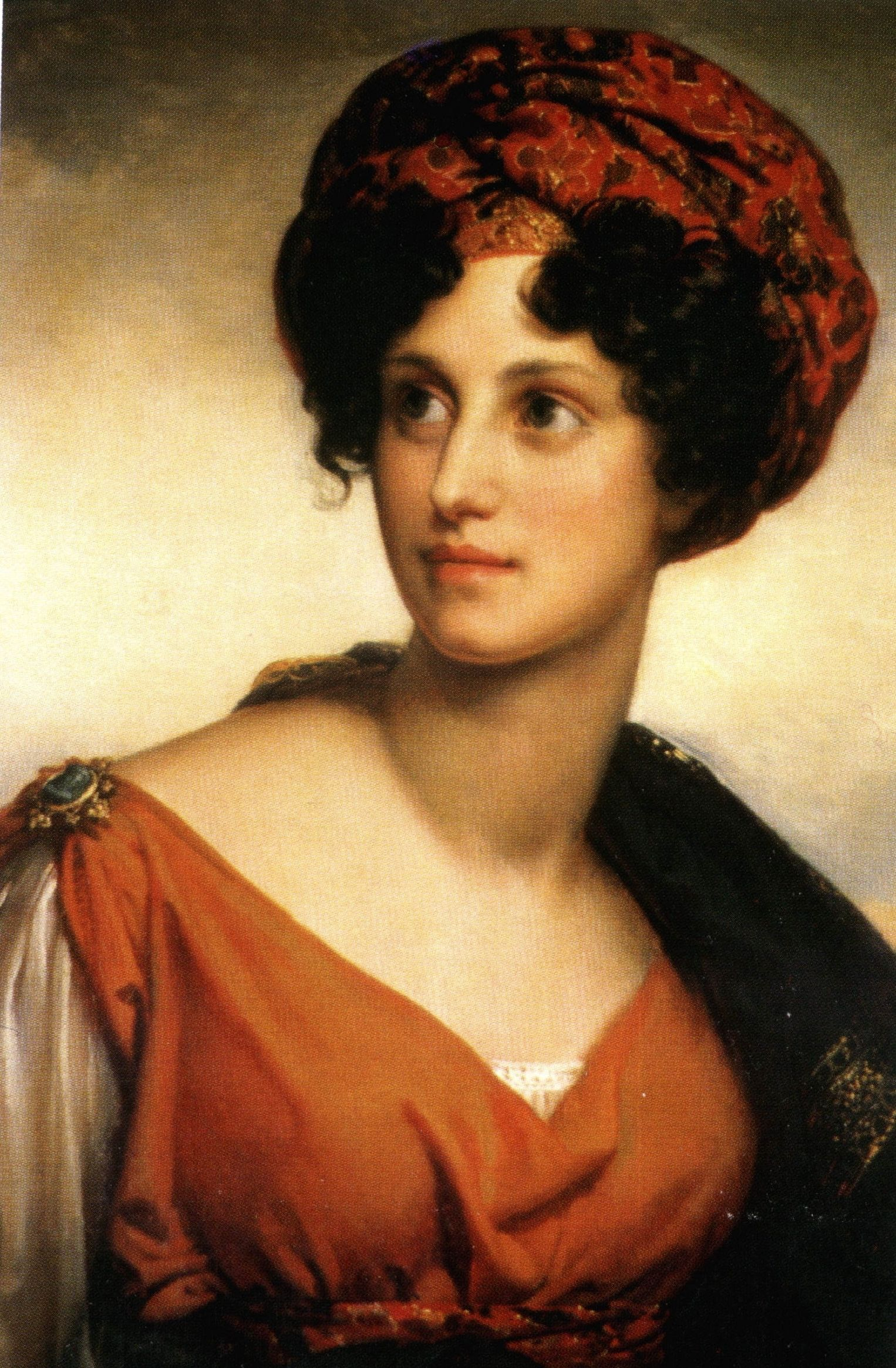
Dorothée de Courlande
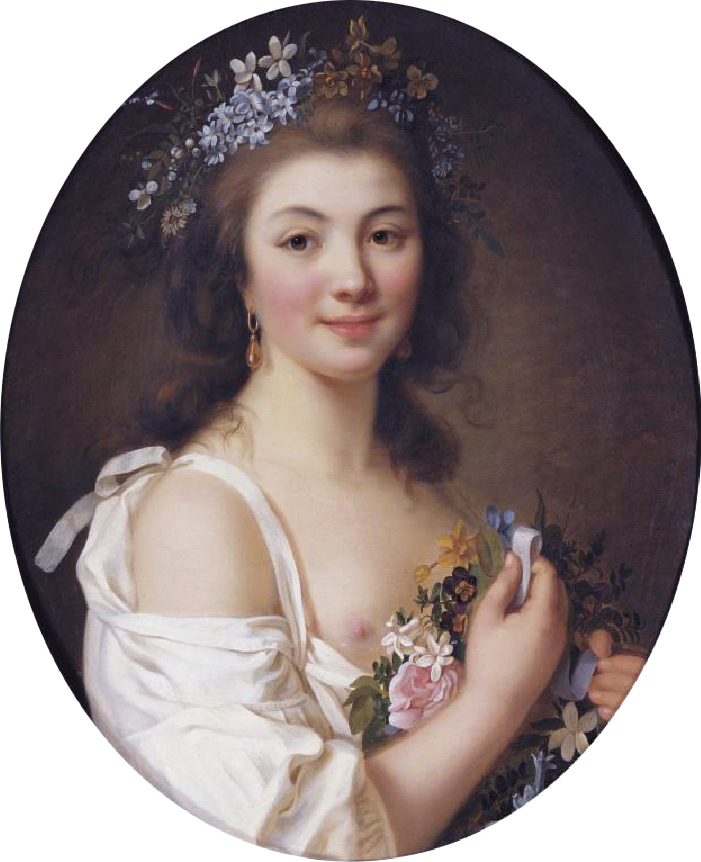
Félicité de Genlis
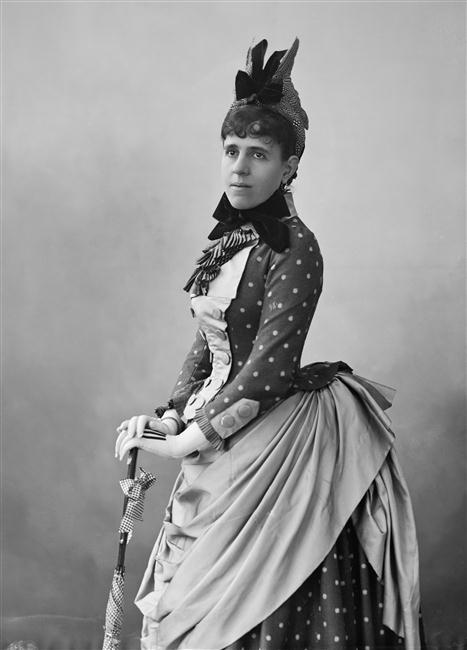
Geneviève Straus
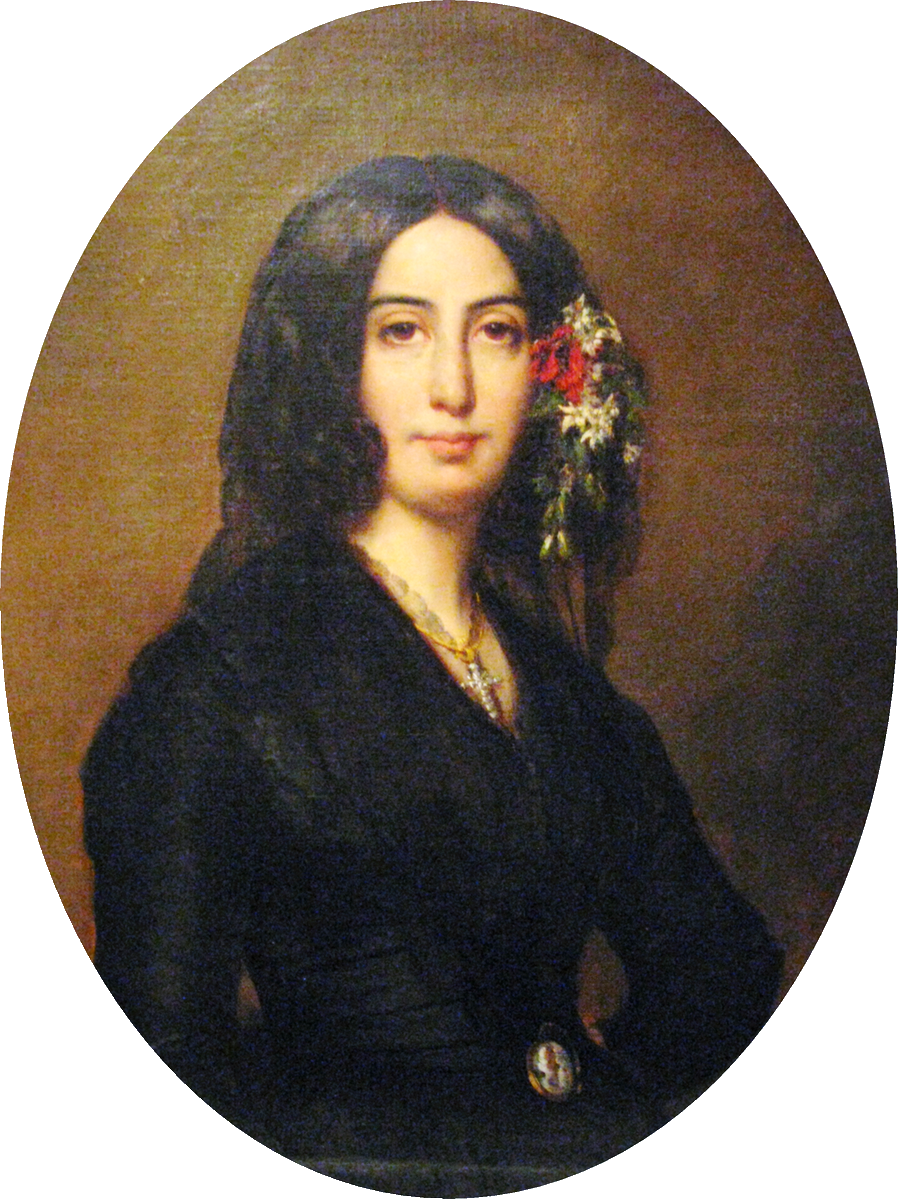
George Sand
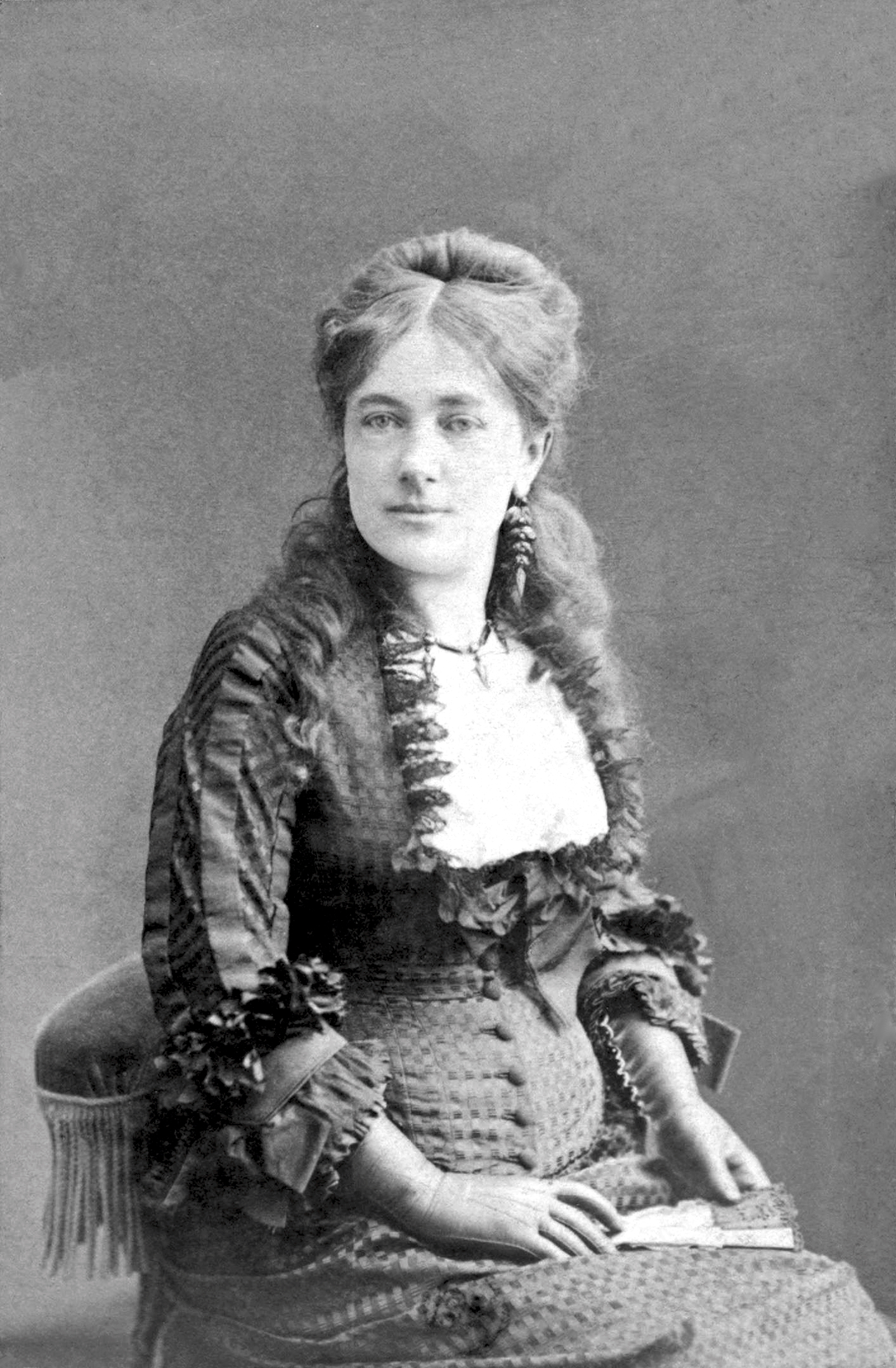
Juliette Adam
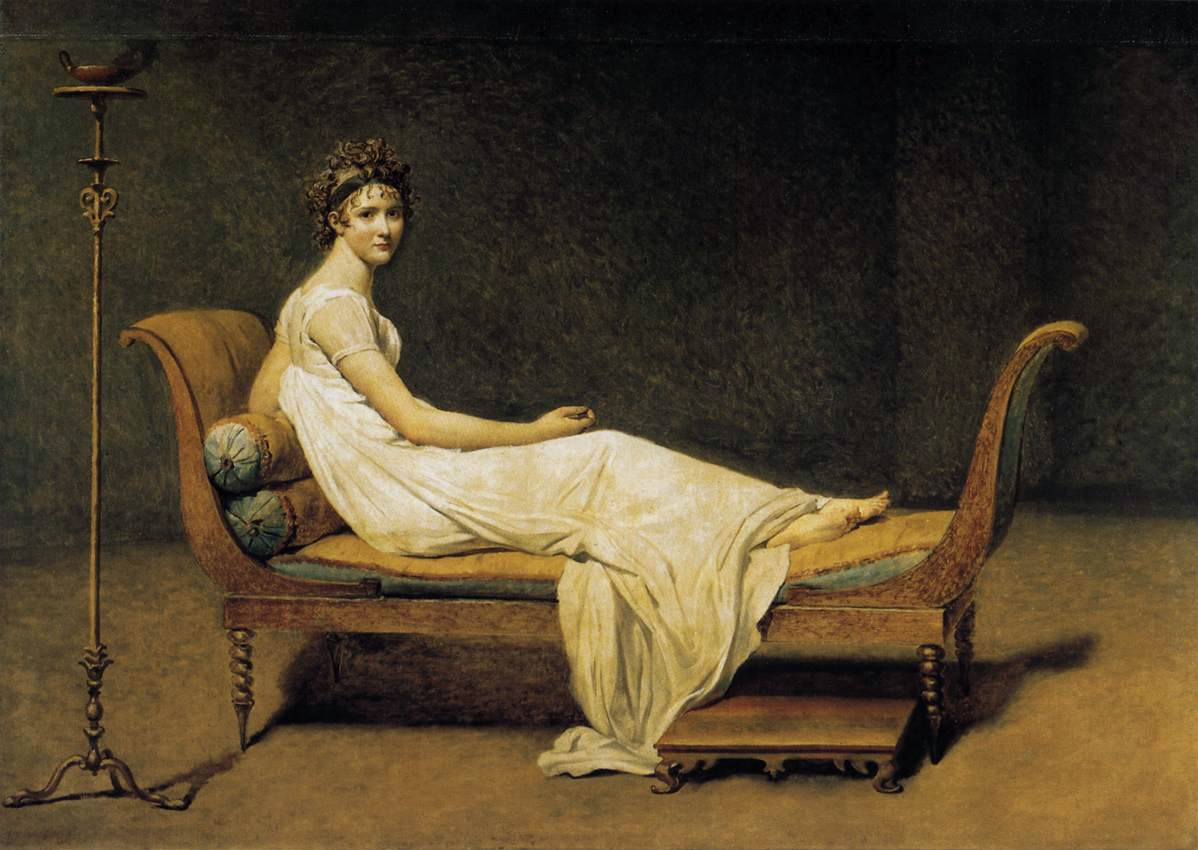
Juliette Récamier
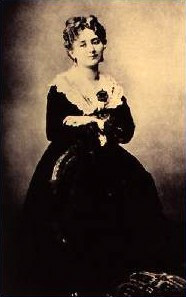
Léontine de Caillavet
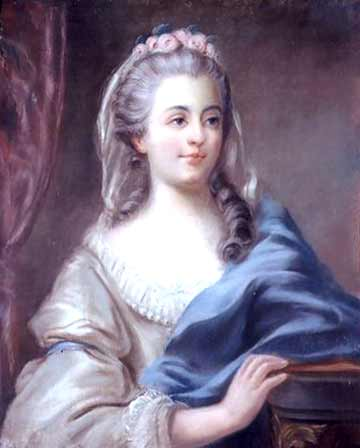
Louise Contat
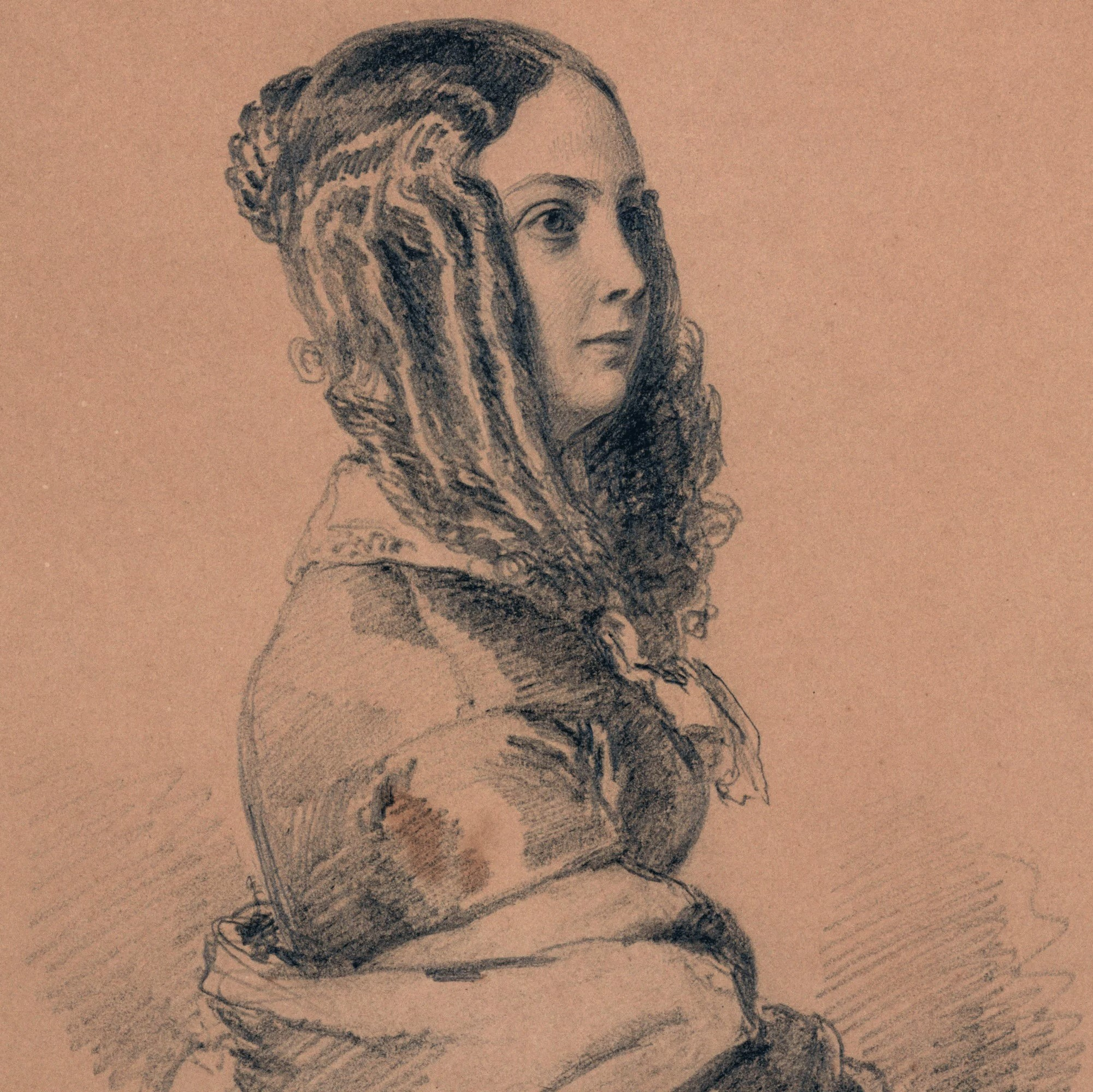
Louise Colet
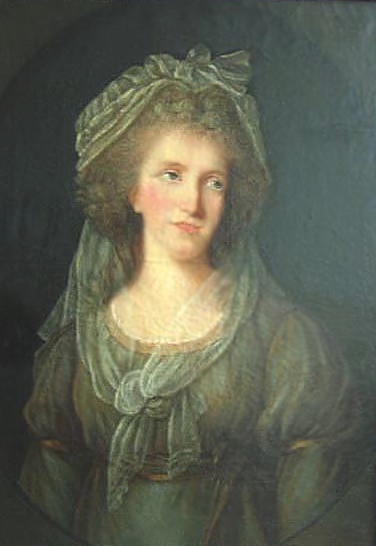
Maria Anna Czartoryska
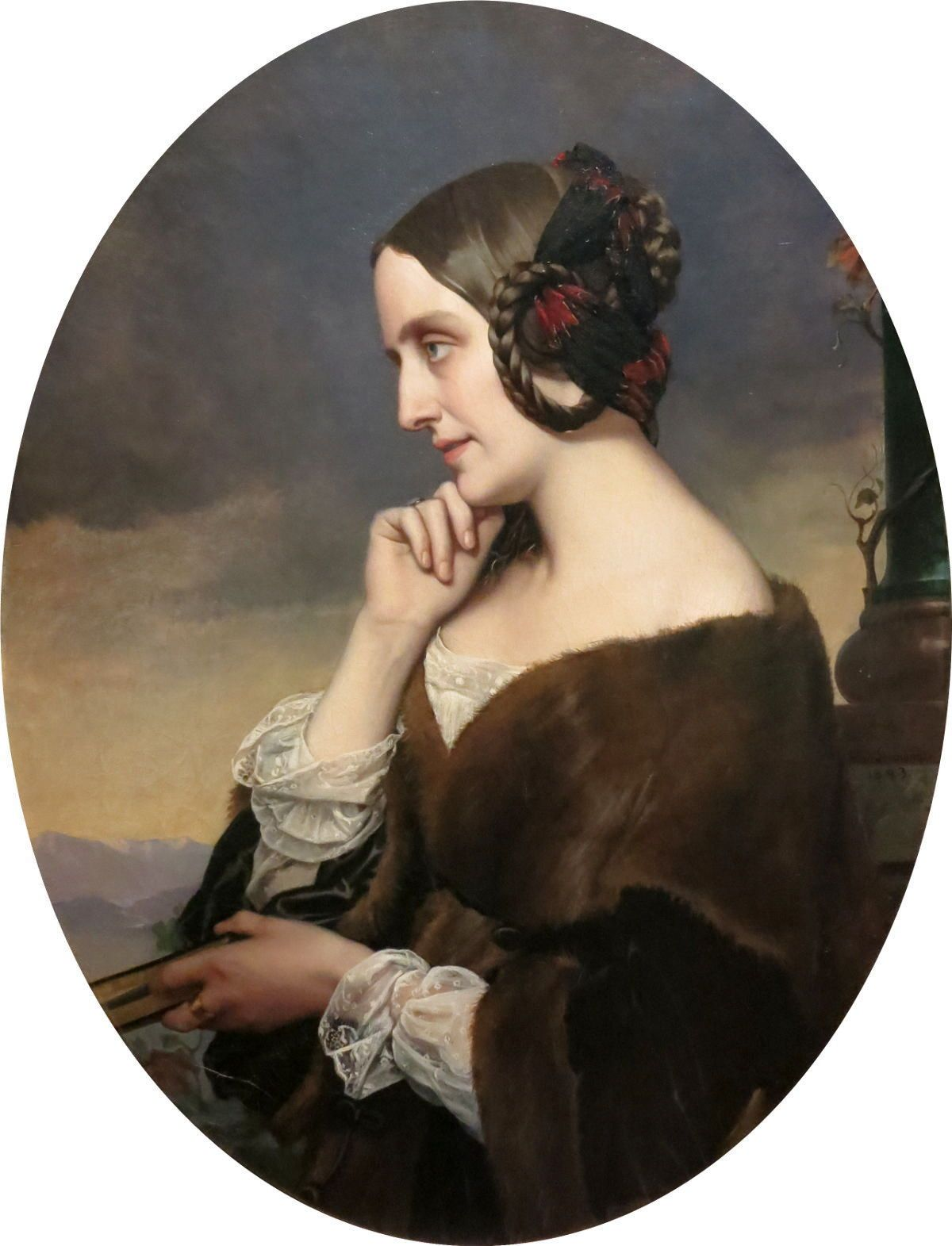
Marie d'Agoult
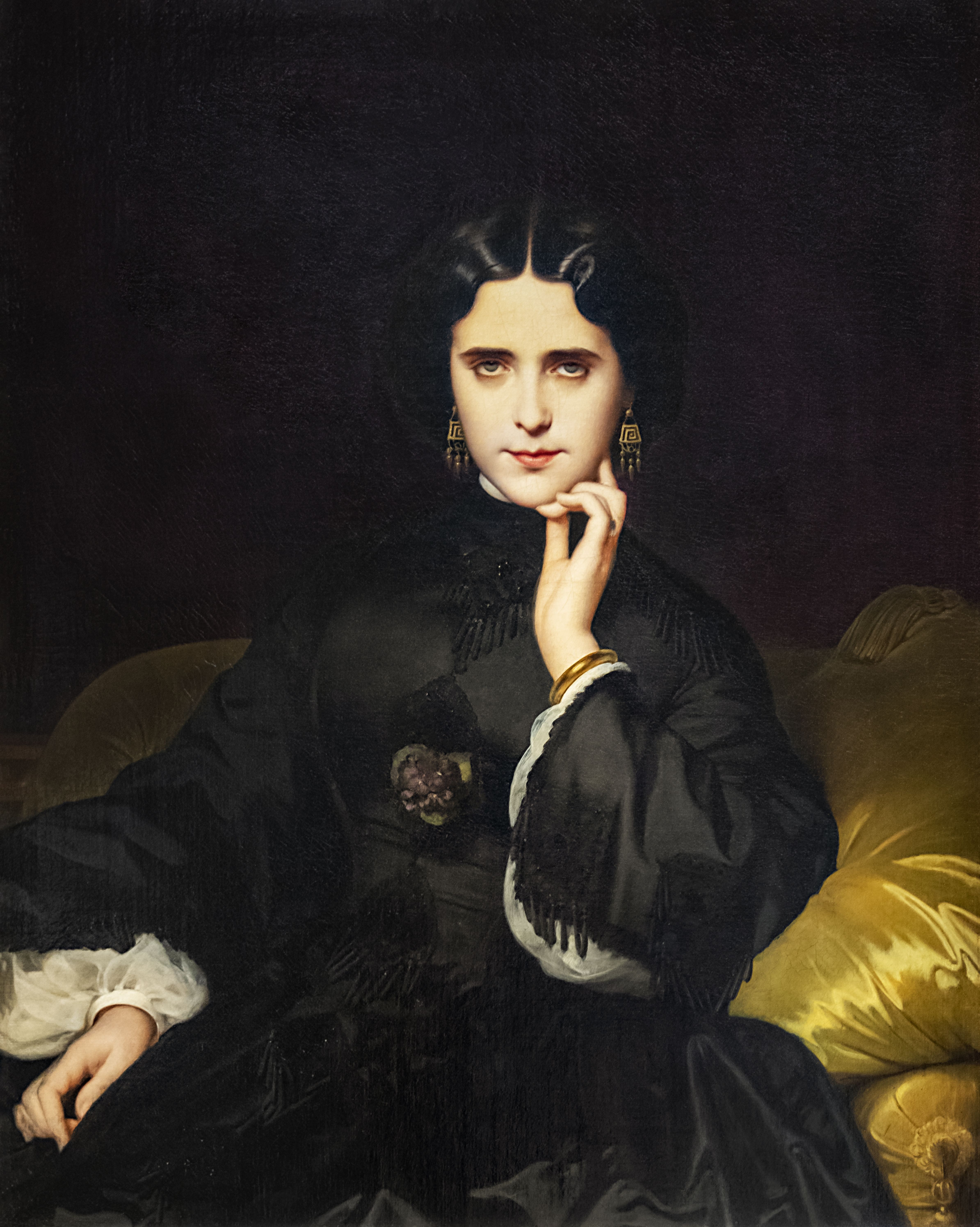
Marie-Anne de Loynes
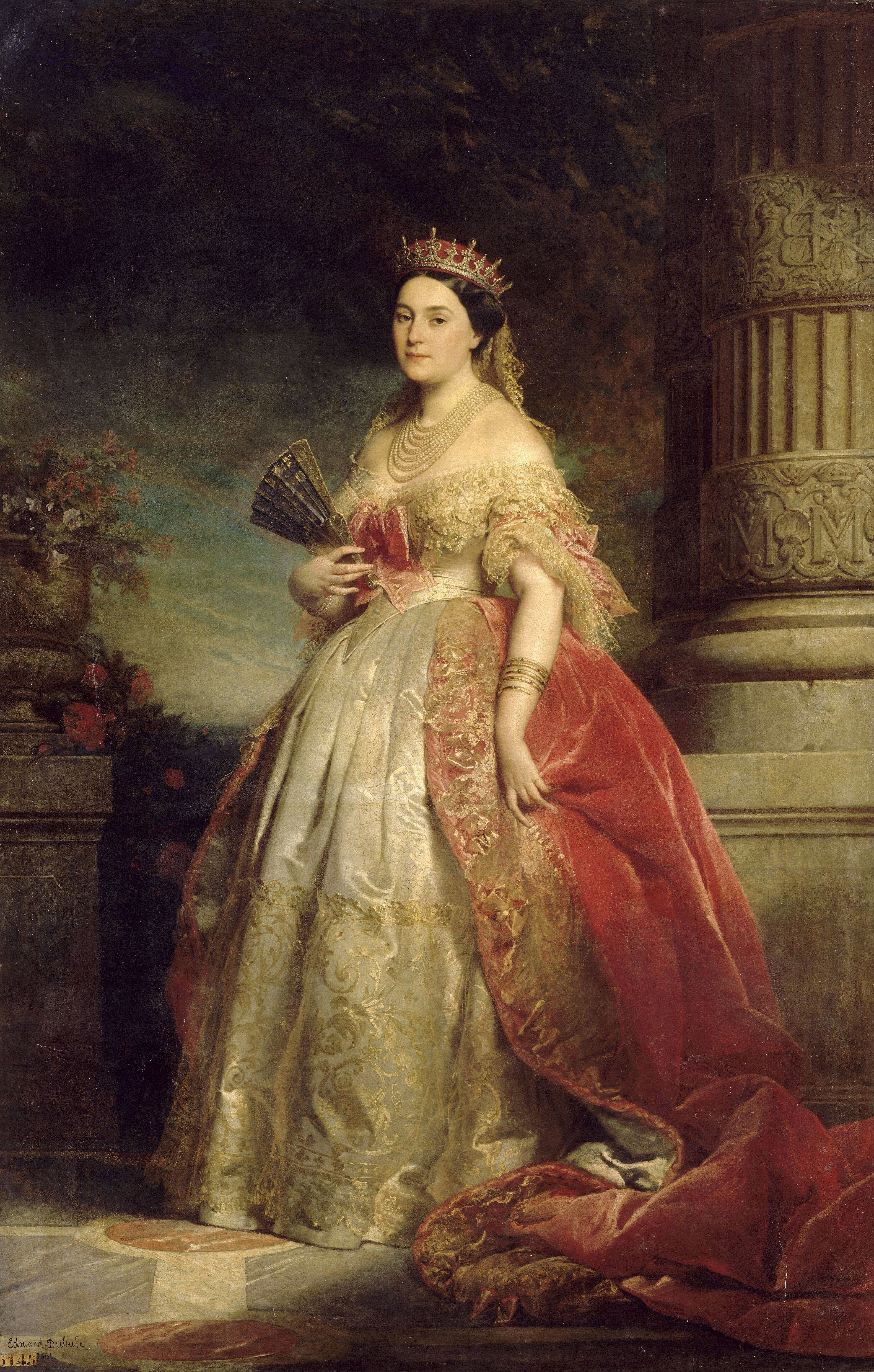
Mathilde Bonaparte
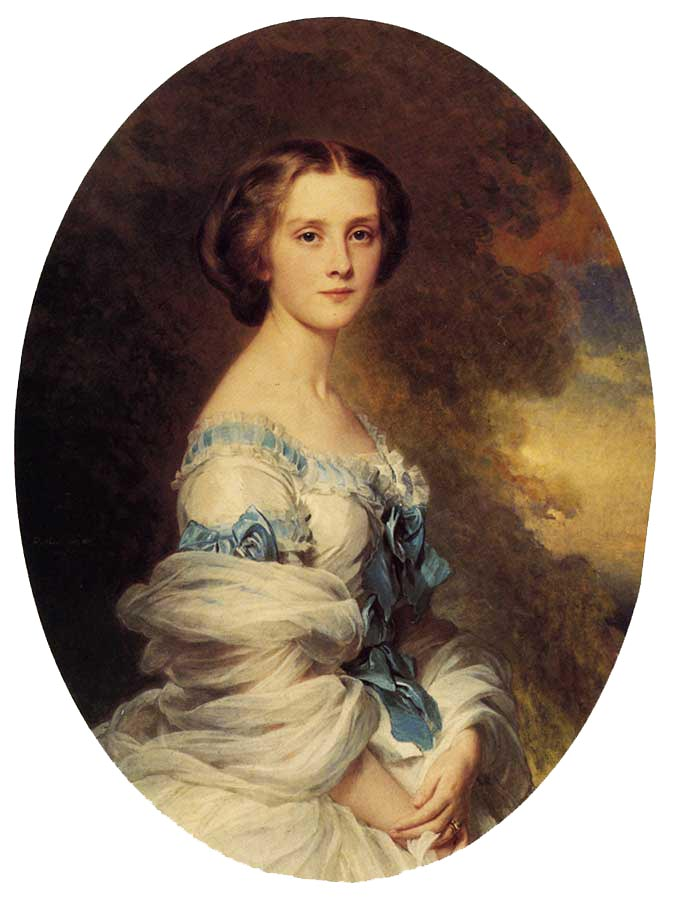
Mélanie de Pourtalès
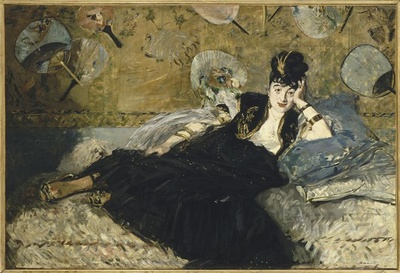
Nina de Callias
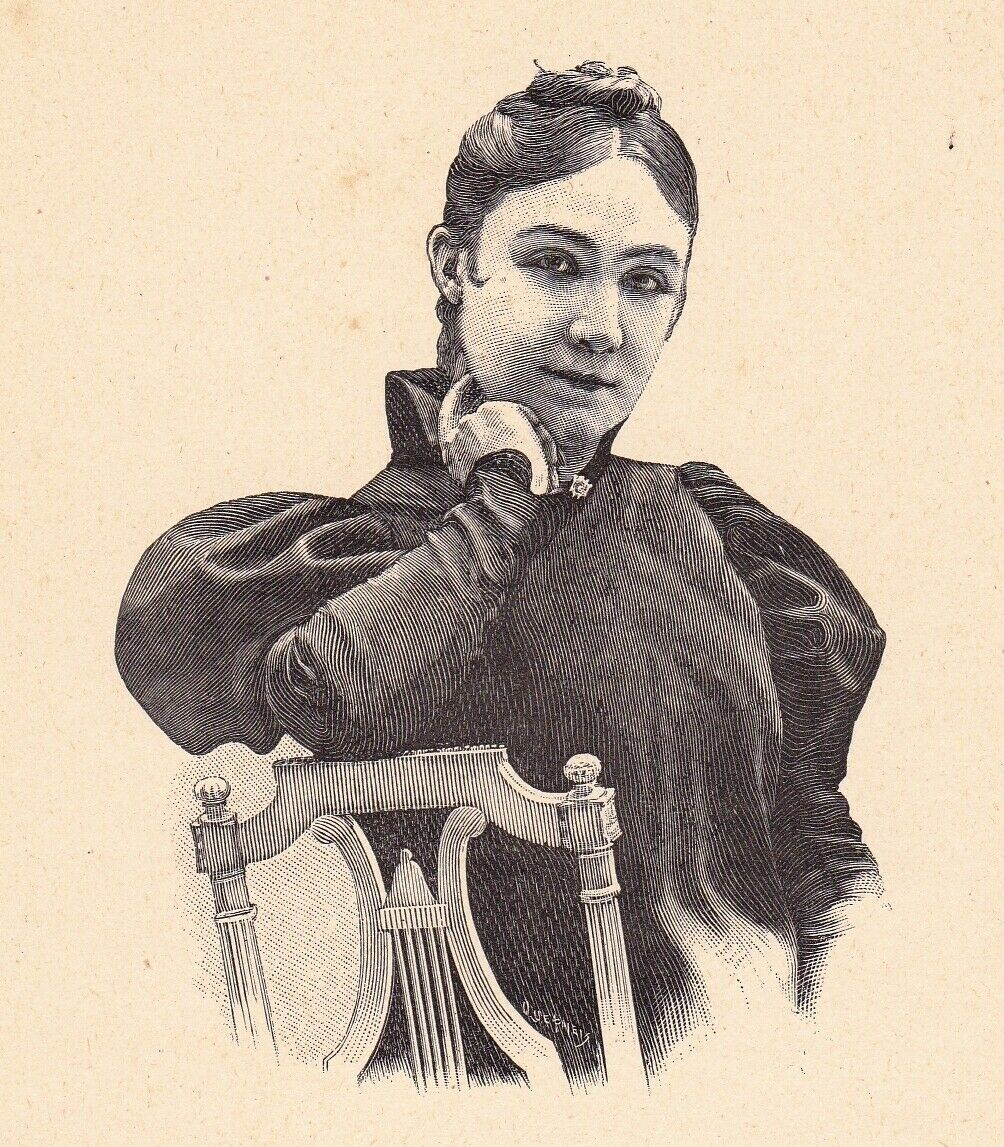
Rachilde
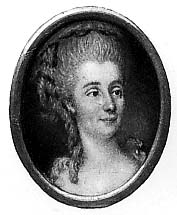
Sophie d'Houdetot
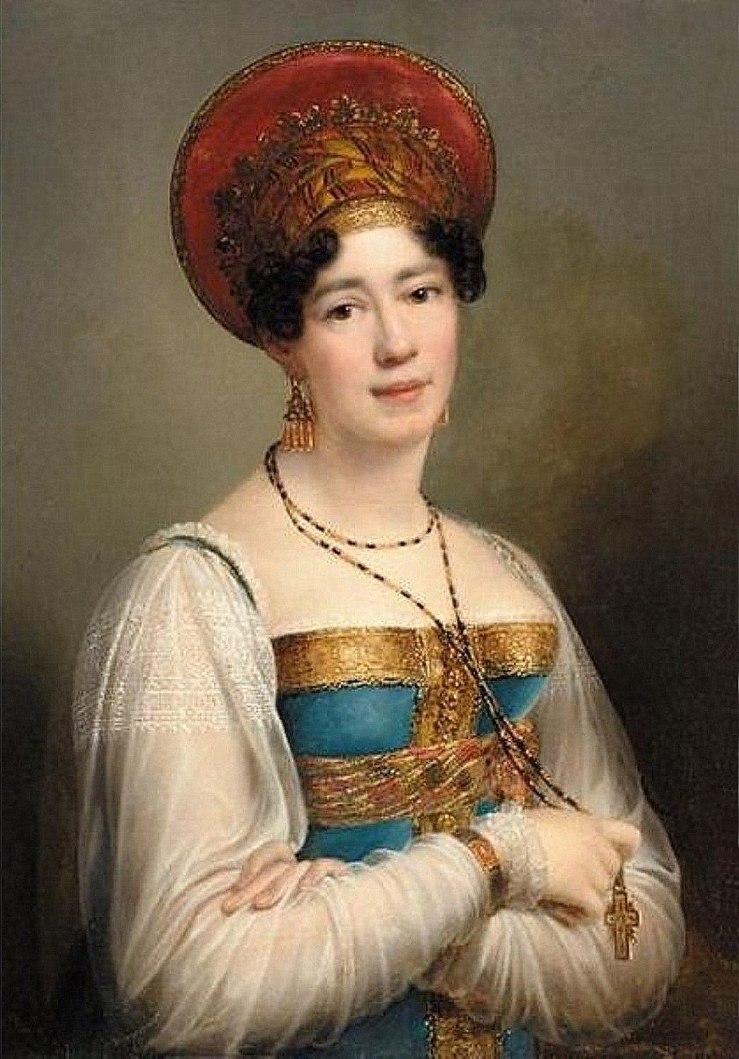
Sophie Swetchine
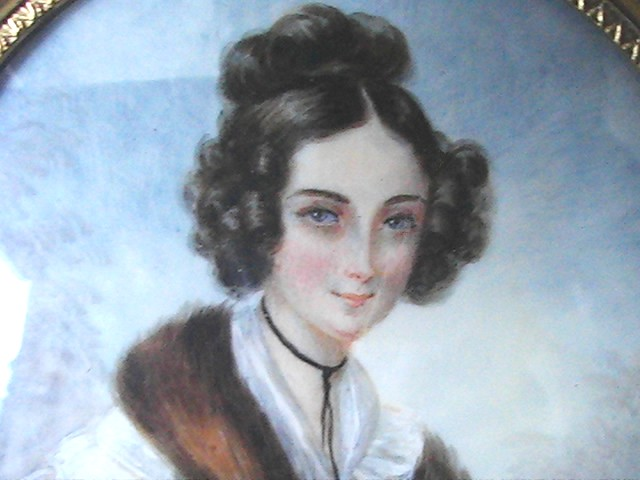
Virginie Ancelot
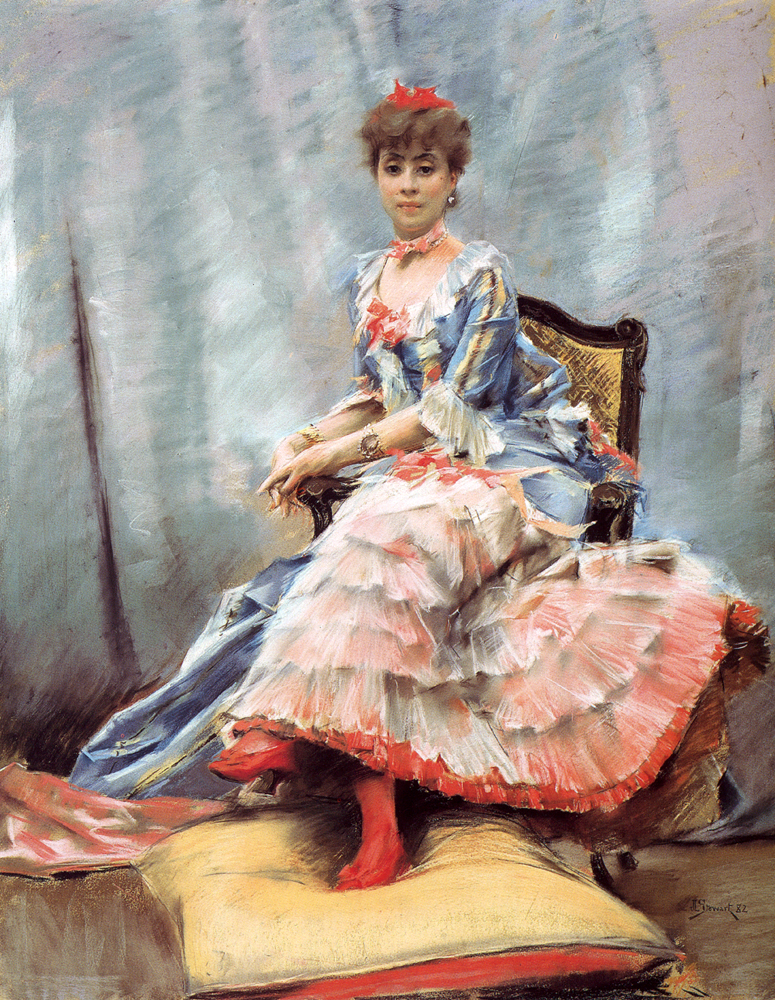
Laure Hayman
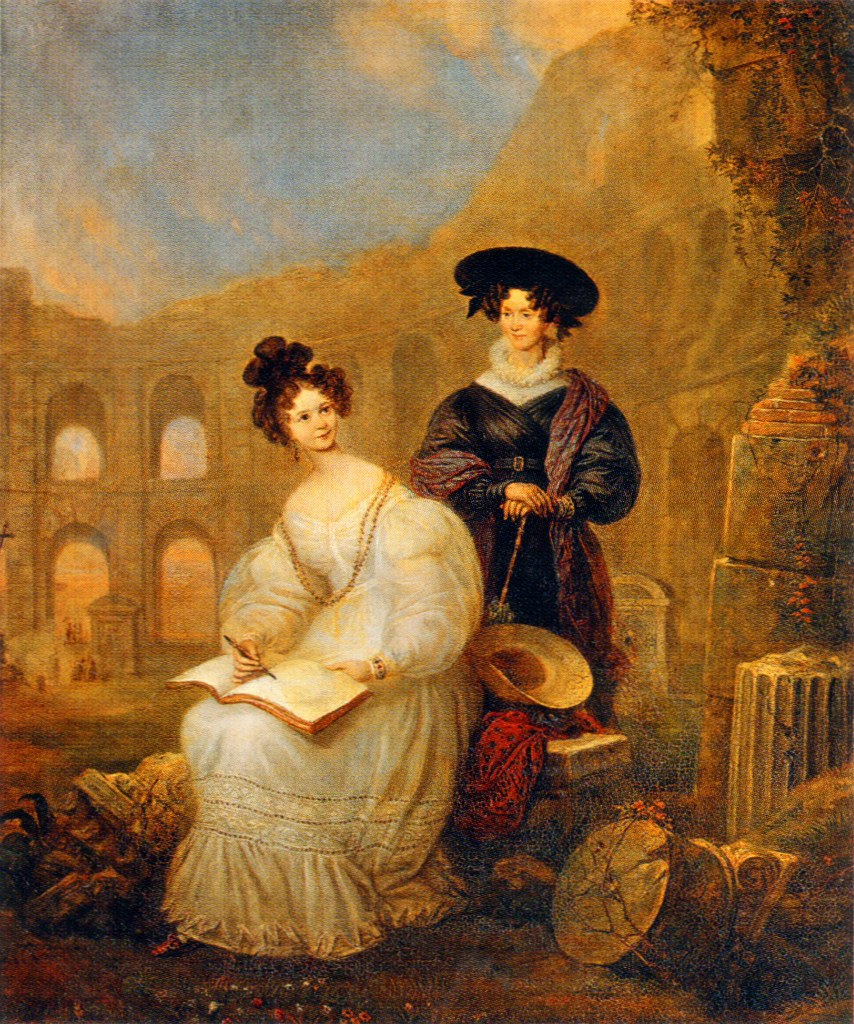
Anastasie de Circourt

- Juliette Adam
- La comtesse Marie d'Agoult, « la Corinne du quai Malaquais »
- Julia Allard-Daudet
- Virginie Ancelot
- Charlotte Baignères
- Laure Baignères
- La comtesse Adèle d'Osmond
- La princesse Mathilde Bonaparte
- Léontine Lippmann
- Aimée Carvillon des Tillières
- Sophie de Castellane
- La comtesse Anastasie de Circourt, née Anastasia Semionovna Khlioustina
- La comtesse Diane de Beausacq
- Louise Colet
- Louise Contat
- Maria Anna Czartoryska
- La duchesse Dorothée de Courlande
- Delphine de Custine
- Claire de Duras
- Dolly de Ficquelmont
- La comtesse Rosalie von Gutmann
- Sophie Gay
- La comtesse Félicité de Genlis
- Delphine de Girardin
- Laure Hayman
- La comtesse Sophie Lalive de Bellegarde
- Barbara Juliane von Krüdener
- Esther Lackman
- Madeleine Lemaire
- Marie-Anne de Loynes
- Lydie Aubernon de Nerville
- La comtesse Anaïs Perrière-Pilté
- La marquise Armande-Marie-Antoinette de Vignerot du Plessis de Richelieu
- Mélanie de Pourtalès
- Rachilde
- Juliette Récamier
- Apollonie Sabatier
- Marguerite de Saint-Marceaux
- La princesse Constance de Théis
- George Sand
- Geneviève Halévy
- Sophie Swetchine
- Nina de Callias
- Mélanie Waldor
- Adélaïde Yemeniz

### Salonnières duXXesiècle
- Natalie Clifford Barney
- Hélène Standish, née de Pérusse des Cars.
- Comtesse Greffuhle.
- Solange de La Baume.
- Madeleine Lemaire.
- Anna de Noailles.
- Geneviève Straus.
- Edith Wharton.

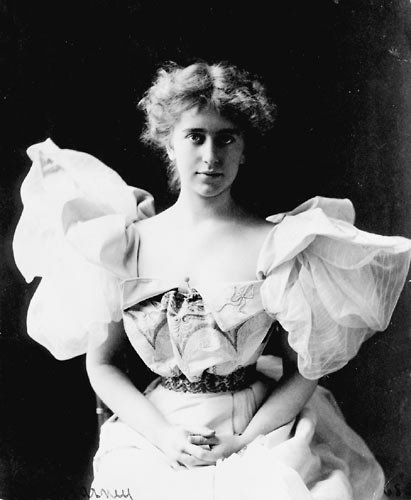
Natalie Clifford Barney
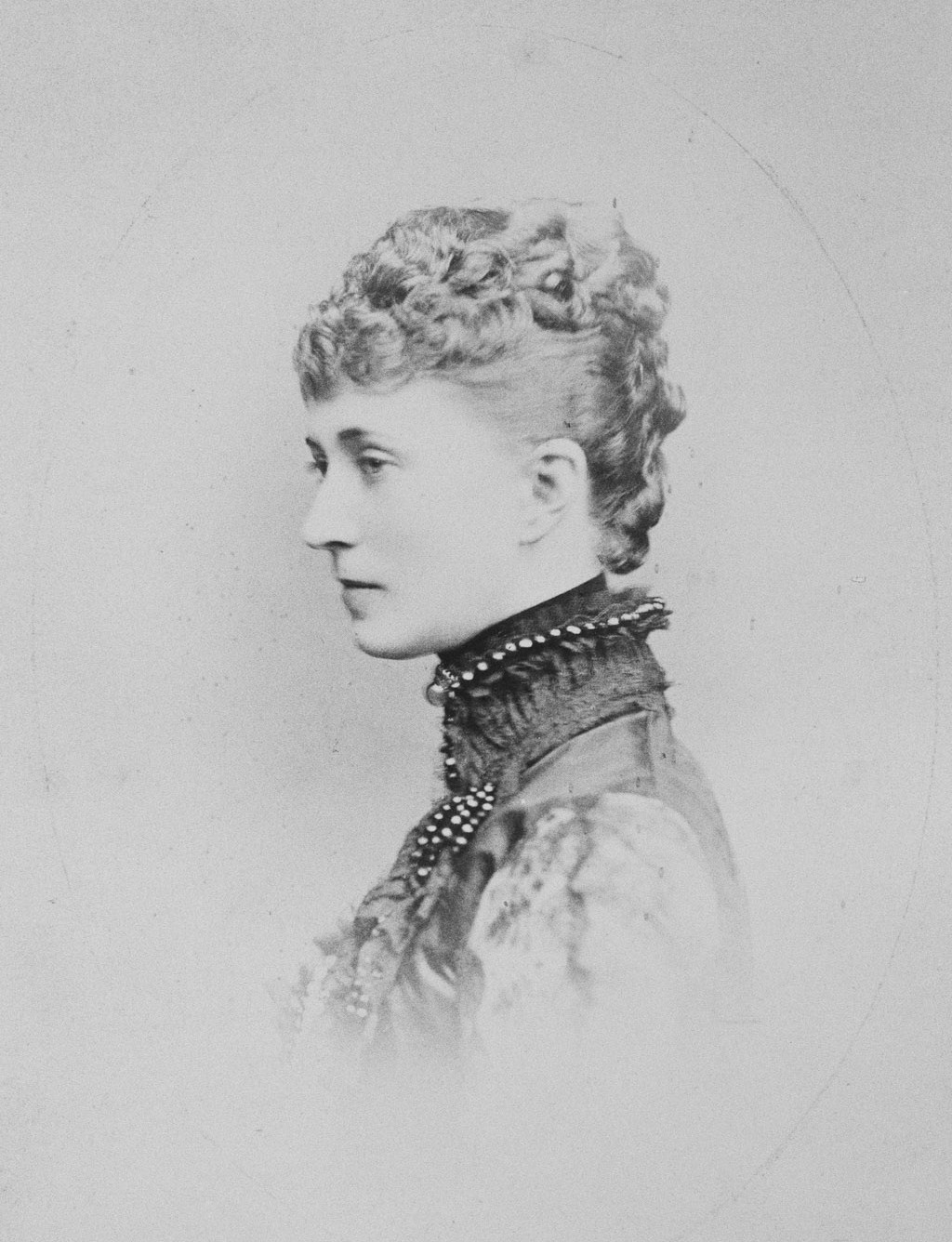
Hélène Standish, née de Pérusse des Cars.
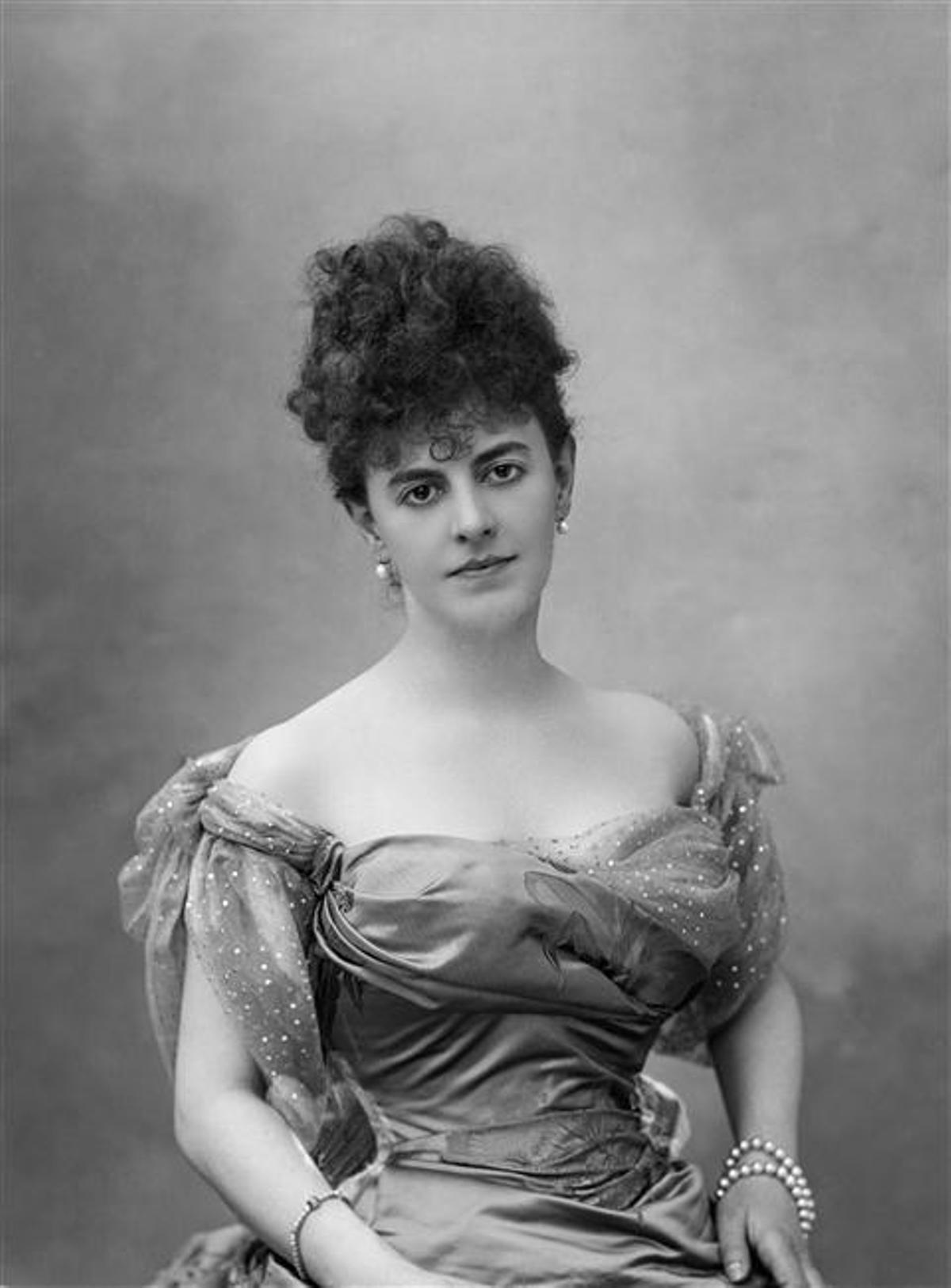
Comtesse Greffuhle.

- Augustine Bulteau
- Adry de Carbuccia
- Hélène Standish
- Élisabeth de Riquet de Caraman-Chimay
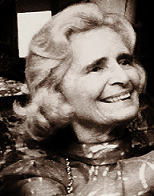
Solange de La Baume
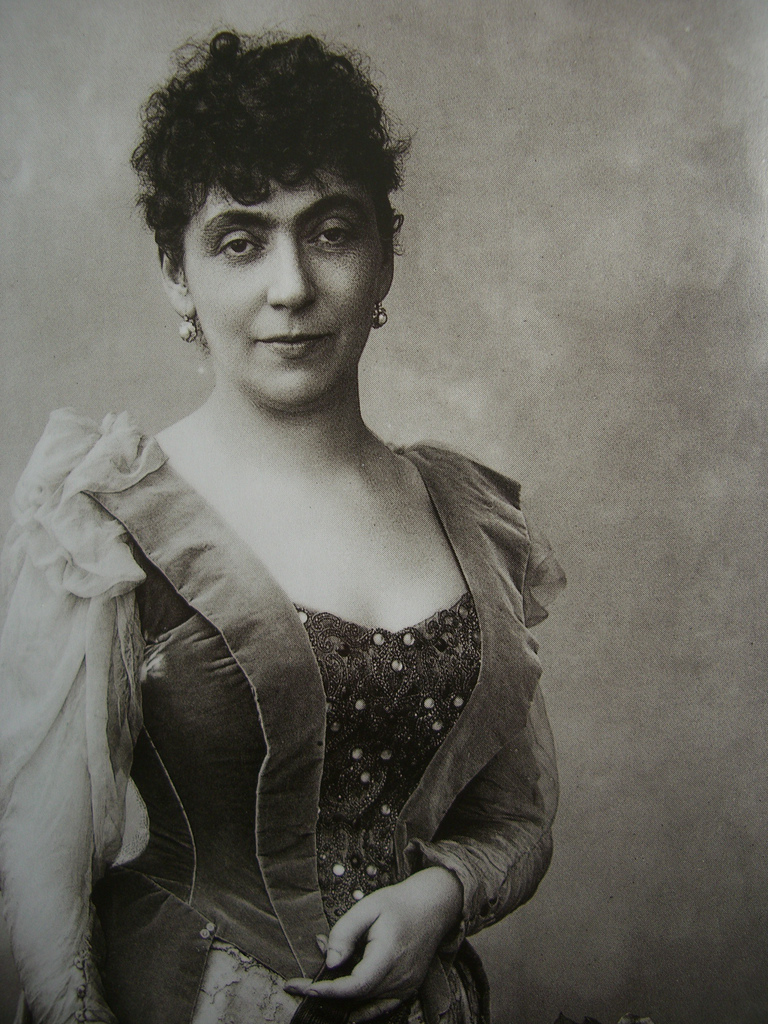
Madeleine Lemaire
- Madame Mühfeld
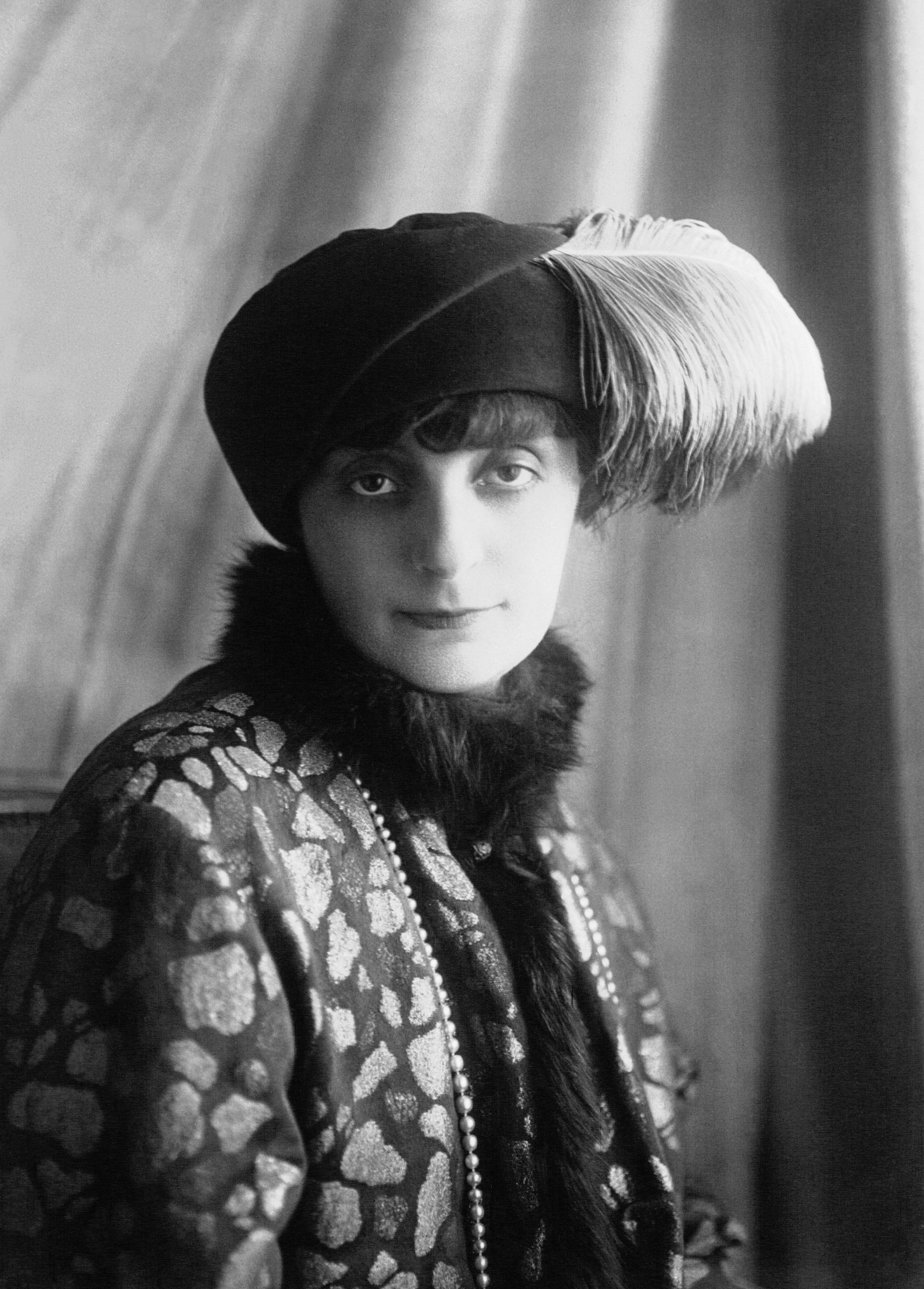
Anna de Noailles
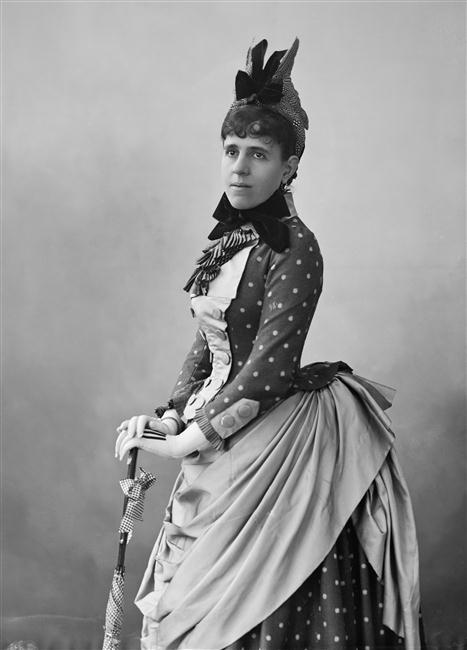
Geneviève Halévy
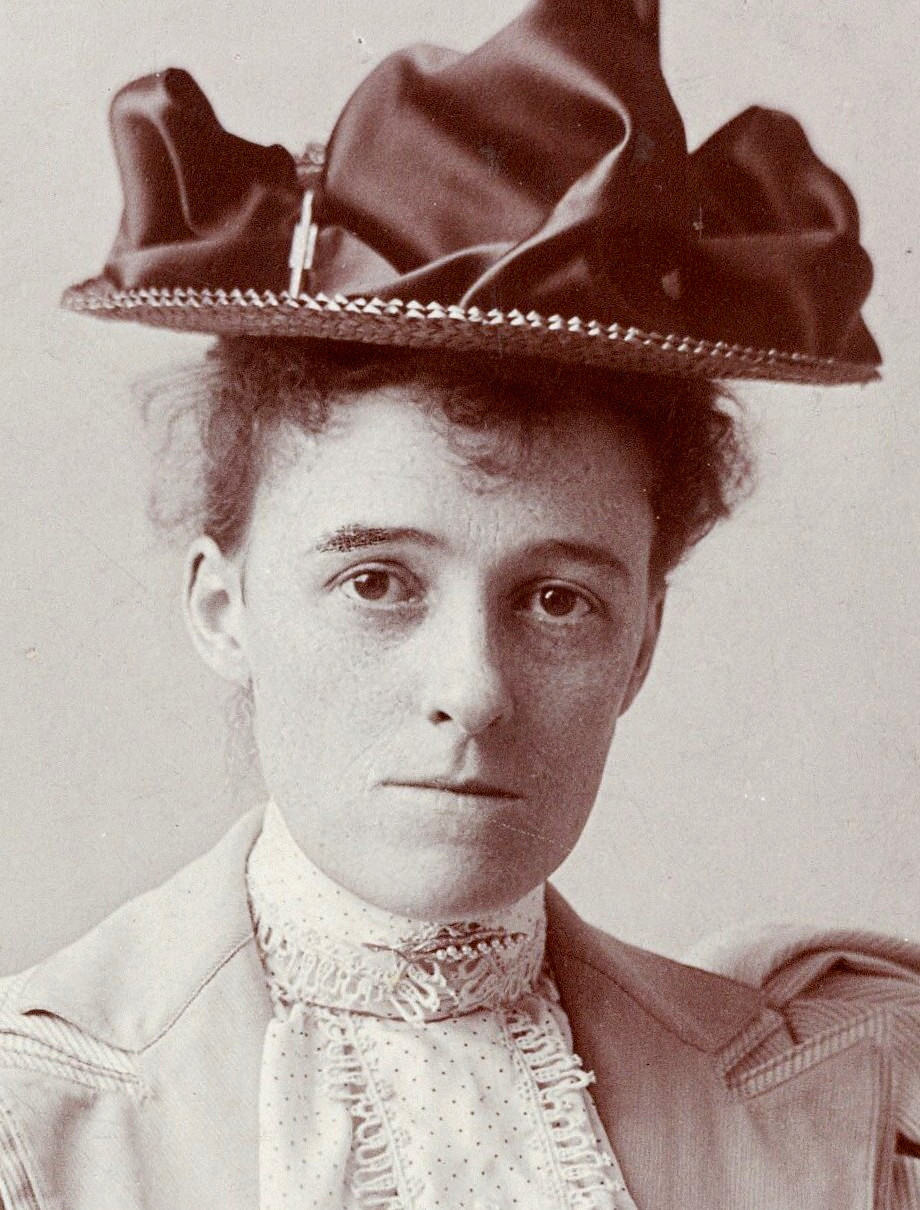
Edith Wharton
- Paulette Nardal
- Jeanne Nardal